# 1990
Het jaar 1990 is een jaartal volgens de christelijke jaartelling.

## Gebeurtenissen
Januari
- 1 - Meer dan tweehonderdduizend West- en Oost-Duitsers vieren nieuwjaar bij de Brandenburger Tor, die in december was geopend. Het feest wordt echter verstoord door een stellage die instort, wat het leven kost aan één persoon en waarbij verder honderd personen gewond raken.
- 1 - Ierland wordt voor een half jaar voorzitter van de Europese Unie.
- 1 - De zloty wordt in Polen met meer dan 50% gedevalueerd. Sommige prijzen stijgen hierdoor met 400%.
- 2 - De Tsjecho-Slowaakse president Václav Havel bezoekt Oost-Berlijn en München en spreekt zich voorzichtig uit over de hereniging van de twee Duitslanden.
- 3 - Amerikaanse troepen arresteren de Panamese president Manuel Noriega wegens de handel in drugs.
- 3 - In België geeft prins Albert als voorzitter van het Belgische Rode Kruis, het startsein aan een trein met hulpgoederen voor Roemenië.

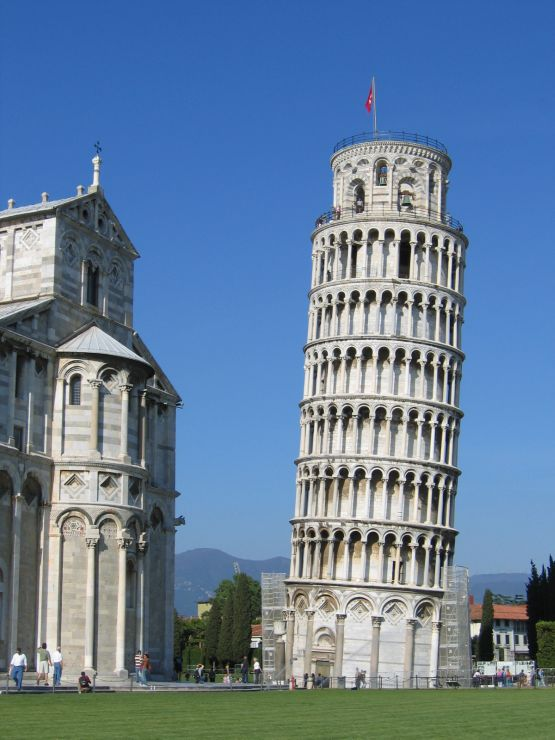
De toren van Pisa

- 7 - De Toren van Pisa wordt om veiligheidsredenen gesloten voor het publiek.
- 8 - In Sibiu in Roemenië verschijnen de eerste leden van de Securitate, Ceaușescu's geheime politie, voor de rechtbank.
- 9 - In Tokio wordt het schrijn met de 'geest' van de in 1989 overleden keizer Hirohito overgebracht van het paleis naar een nabijgelegen heiligdom.
- 10 - Time Warner wordt gevormd uit de fusie van Time Inc. en Warner Communications.
- 10 - In de Belgische Senaat wordt het wetsontwerp om de burgerlijke meerderjarigheid tot 18 jaar te verlagen, goedgekeurd.
- 10 - In China wordt in Peking de staat van beleg, die al zeven maanden van kracht was, opgeheven.
- 10 - Egon Krenz, in 1989 korte tijd staatshoofd van de DDR, trekt zich terug uit het Oost-Duitse parlement, de Volkskammer.
- 10 - In Sofia beslist de Comecon om geleidelijk aan over te schakelen naar een economie die meer is gericht op de vrije markt.
- 10 - De Boeing MD-11 maakt zijn eerste proefvlucht, uitgevoerd door de Douglas Aircraft Company.
- 11 - 200.000 mensen betogen voor de onafhankelijkheid van Litouwen tijdens een driedaags bezoek van Michail Gorbatsjov aan de hoofdstad Vilnius.
- 11 - In Zaïre herschikt president Mobutu zijn regering: hij vervangt tien ministers en zes staatssecretarissen. Het aantal leden van de regering gaat van 47 naar 31.
- 12 - 12 januari wordt in Roemenië uitgeroepen tot dag van nationale rouw ter herdenking van de slachtoffers van de revolutie van december 1989.
- 13 - Douglas Wilder wordt de eerste zwarte Amerikaan die gouverneur van een staat wordt, nl. Virginia.
- 13 - In Bakoe (Azerbeidzjan) mondt een nationalistische betoging uit op een jacht op Armeniërs. In Jerevan (Armenië) wordt een 'volledige mobilisatie' afgekondigd door de 'Nationale Armeense beweging'.
- 15 - Duizenden bestormen het Stasi-hoofdkantoor in Berlijn om hun dossier in te zien.

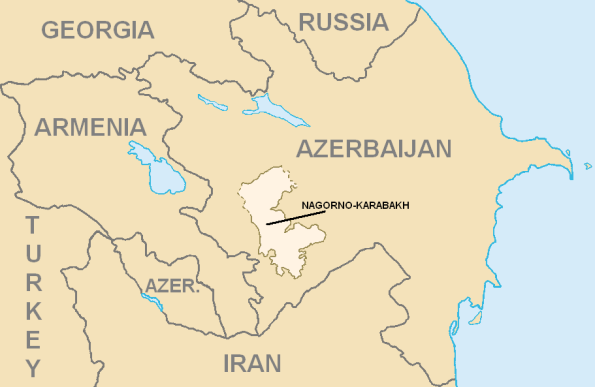
Ligging van Nagorno-Karabach

- 15 - Gevechten tussen Azerbeidzjanen en Armeniërs duren voort, onder andere in de Armeense enclave Nagorno-Karabach en andere steden van Azerbeidzjan. De noodtoestand wordt uitgeroepen door de Opperste Sovjet en er worden troepen gestuurd.
- 15 - In Bulgarije schaft het parlement de leidinggevende rol van de communistische partij af.
- 16 - De twaalfde rally Parijs-Dakar wordt bij de motorrijders gewonnen door de Italiaan Edi Orioli (Cagiva) en bij de auto's door de Fin Ari Vatanen (Peugeot).
- 17 - De voorzitter van het Tsjecho-Slowaakse parlement, Alexander Dubcek, bezoekt het Europees Parlement in Straatsburg en ontvangt de Sacharovprijs.
- 17 - De 'Canadian', de langste spoorweg ter wereld na de trans-Siberische spoorlijn, wordt uit de spoorweggids geschrapt.
- 18 - Voormalig staats- en partijleider van Bulgarije, Todor Zjivkov, wordt gearresteerd voor 'aanzet tot etnisch geweld, machtsmisbruik en verduistering van staatsgelden'.
- 18 - In Tsjecho-Slowakije verlaat premier Marián Čalfa de communistische partij.
- 19 - Moskou stuurt nog meer troepen naar Bakoe om de orde daar proberen te herstellen.
- 20 - Naar aanleiding van Ben Johnsons verklaring doping te hebben gebruikt, ontneemt de Internationale Atletiekbond IAAF hem zijn wereldrecord op de 100 meter (9.83) en zijn twee indoorrecords op de 50 m (5.55) en op de 60 m (6.41).
- 20 - Egon Krenz, de gewezen president en partijleider van de Duitse Democratische Republiek wordt uit de communistische partij (SED/PDS) gezet.
- 21 - Omwille van de grote luchtverontreiniging wordt in Milaan voor 1 dag alle autoverkeer in het stadscentrum verboden.
- 22 - Na 45 jaar onbetwist leiderschap, geeft de Joegoslavische communistische partij haar machtsmonopolie, dat door de grondwet was gegarandeerd, op.
- 25 - Er raast een storm door West-Europa die windsnelheden bereikt van 156 km/u. In Nederland vallen negentien doden en in België elf. Onder de doden zijn drie brandweermannen die omkomen bij het blussen van een brand in een hotel in Noordwijk aan Zee.
- 25 - Een Boeing 707 die vloog van Bogota naar New York stort neer nabij het plaatsje Cove Neck in de staat New York. Zie Avianca-vlucht 52.
- 28 - De Australian Open wordt gewonnen door Ivan Lendl. Hij verslaat in de finale Stefan Edberg, die met een blessure opgeeft.
- 28 - In Boekarest vindt de grootste demonstratie sinds december plaats, waarbij het aftreden van de voorlopige regering wordt geëist.

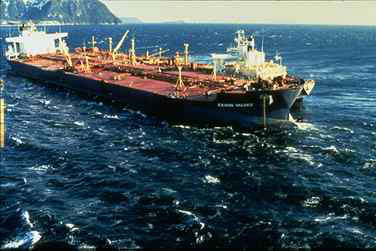
De kapitein verantwoordelijk voor de ramp met de Exxon Valdez komt voor het gerecht.

- 29 - In Alaska (V.S.) begint het proces tegen Joseph Hazelwood, kapitein van de Exxon Valdez, het schip dat de ergste olieramp in Amerika ooit veroorzaakte.
- 29 - Erich Honecker, gewezen leider van de Duitse Democratische Republiek, wordt na zijn verblijf in het ziekenhuis gearresteerd op verdenking van hoogverraad.
- 31 - In Moskou opent het eerste Russische McDonald's-restaurant.

Februari
- 1 - De Amerikaanse president George Bush stelt voor om het aantal Amerikaanse en Sovjet-Russische militairen in Europa te verlagen tot 195.000 aan weerszijden.
- 1 - In België wordt officieel varkenspest vastgesteld in een bedrijf in Wingene.
- 2 - President Frederik Willem de Klerk laat het ANC terug toe en belooft de vrijlating van de leider van het ANC, Nelson Mandela.
- 4 - In Moskou betogen ruim 200.000 mensen voor een grote democratisering van de communistische partij.
- 5 - In de DDR wordt een 'Regering van Nationale Verantwoordelijkheid' in het leven geroepen. Ze bestaat uit acht ministers zonder portefeuille (één uit elke oppositiepartij), 15 communisten en 11 leden uit zogenaamde blokpartijen.
- 6 - In Japan komt de grootste muntvervalsing ter wereld aan het licht. Meer dan 100.000 gouden Hirohitomunten met een gezamenlijke waarde van tien miljard yen zijn Japan binnengesmokkeld.
- 7 - Uiteenvallen van de Sovjet-Unie - De communistische partij gaat akkoord haar monopolie op de macht op te geven.
- 8 - In een bankkluis in Belgrado, toebehorend aan een adellijke Russische emigrante, wordt een miljardenschat ontdekt. Men vermoedt dat het zou kunnen gaan om de 'Romanov-juwelen' van tsaar Nicolaas II.
- 9 - Sovjetpresident Michail Gorbatsjov stemt in met Bush' plan om de troepen in Europa van beide mogendheden te beperken tot 195.000.
- 10 - De Amerikaan James 'Buster' Douglas is de nieuwe wereldkampioen boksen bij de zwaargewichten. In Tokio verslaat hij de titelverdediger, zijn landgenoot Mike Tyson, met knock-out in de tiende ronde.
- 10 - In de Verenigde Staten worden 72 miljoen flessen water uit de rekken genomen op initiatief van het Franse concern Perrier, als bij een steekproef blijkt dat er in 13 flessen een kleine hoeveelheid benzeen aanwezig was.

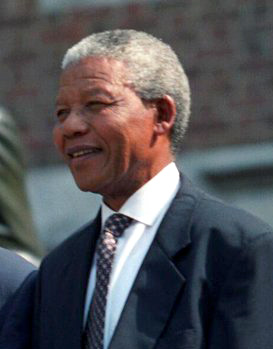
Nelson Mandela

- 11 - Vrijlating van de Zuid-Afrikaanse activist en ANC-leider Nelson Mandela uit de Victor Verstergevangenis bij Kaapstad (Zuid-Afrika).
- 11 - Michail Gorbatsjov geeft de toestemming tot de hereniging van de twee Duitslanden.
- 12 - Super Mario Bros. 3 wordt uitgebracht voor Nintendo. Met zes miljoen stuks is het het bestverkochte videospel ooit.
- 12 - Nelson Mandela houdt zijn eerste persconferentie na zijn vrijlating. Hij pleit voor vrede en verzoening, maar verklaart ook dat geweld tegen de regering geoorloofd blijft.
- 13 - Er breken onlusten uit in de Sovjetrepubliek Tadzjikistan, waarbij minstens 37 doden vallen. De noodtoestand wordt afgekondigd.
- 13 - Nelson Mandela spreekt in een voetbalstadion in Soweto zo'n 100.000 mensen toe.
- 13 - De tweede top na de opening van de Berlijnse Muur tussen bondskanselier Helmut Kohl en premier Hans Modrow eindigt zonder dat noemenswaardige afspraken zijn gemaakt.
- 14 - Het drankenconcern Perrier haalt overal ter wereld zijn mineraalwater uit de rekken.
- 14 - In Brussel gaat de Vlaamse speelfilm Koko Flanel in première.
- 14 - Het overbrengen van het lichaam van de Franse schilder Jacques-Louis David van Brussel naar Parijs wordt verboden door het Belgische gerecht.
- 15 - Het Verenigd Koninkrijk en Argentinië herstellen na 8 jaar hun diplomatieke betrekkingen.
- 15 - De presidenten van de drie grootste cocaïneproducerende landen (Colombia, Peru en Bolivia) komen in de Colombiaanse stad Cartagena samen met de Amerikaanse president George Bush om maatregelen tegen de drughandel te bespreken.
- 16 - Bij een bomontploffing in een auditorium van de UCL in Sint-Lambrechts-Woluwe (België) raken 40 studenten, waarvan vijf zeer ernstig, gewond.
- 16 - In Namibië wordt Sam Nujoma, chef van de SWAPO, verkozen tot eerste president.
- 17 - Omwille van de varkenspest wordt de West-Vlaamse varkensexport geschorst.
- 18 - In Japan wint de regerende partij van premier Toshiki Kaifu, de Liberaal-Democratische Partij, de verkiezingen. Zij behaalt 286 zetels van de 512 in het Lagerhuis.
- 19 - Grenswachters van de DDR beginnen om middernacht met de afbraak van de Berlijnse Muur in het hart van het oude centrum van Berlijn, bij de Rijksdag.
- 19 - Eerste dag van het akkerbouwersprotest 1990 waarin Nederlandse akkerbouwers actievoeren tegen het landbouwbeleid.
- 20 - De Gouden Beer op het Filmfestival van Berlijn gaat naar Music Box van de Griekse Fransman Constantin Costa-Gavras en naar Leeuweriken aan een draadje van de Tsjecho-Slowaak Jiří Menzel.
- 21 - In België verschijnt oud-premier Paul Vanden Boeynants voor de parlementaire onderzoekscommissie banditisme. Hij ontkent alle feiten die hem ten laste worden gelegd.
- 21 - In Roemenië worden meer dan 3000 leden van de Securitate, de veiligheidspolitie van voormalig dictator Ceaușescu, met pensioen gestuurd.

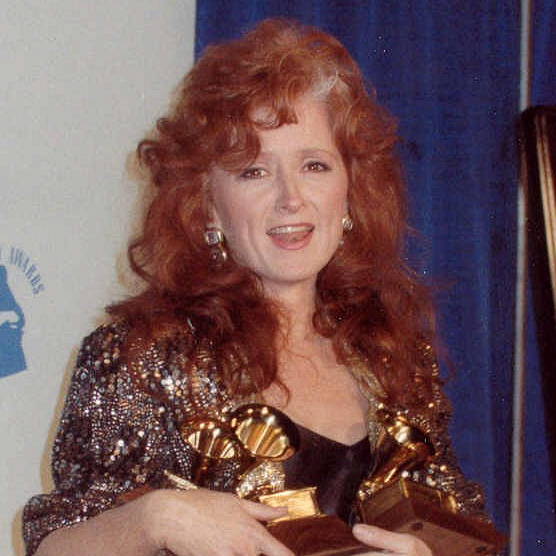
Bonnie Raitt tijdens de Grammy Awards in 1990

- 22 - In Los Angeles krijgt de Amerikaanse zangeres Bonnie Raitt vier Grammy Awards van de National Academy of Recording Arts and Sciences.
- 22 - Twee artsen van Artsen zonder Grenzen, die op 2 februari in Soedan waren ontvoerd, worden vrijgelaten.
- 23 - In het met ruim 75.000 toeschouwers uitverkochte National Hockey Stadium in Lahore wint de Nederlandse hockeyploeg voor de tweede keer in de geschiedenis de wereldtitel. Gastland Pakistan wordt in de finale met 3-1 verslagen.
- 24 - Bij de eerste meerpartijenverkiezingen in de Sovjetrepubliek Litouwen behaalt het Litouwse volksfront Sąjūdis de meerderheid.
- 25 - Hadri Enver, een leider van een bevrijdingsbeweging in de Joegoslavische republiek Kosovo, wordt in Sint-Gillis (België) vermoord.
- 26 - Violeta Barrios de Chamorro van de Unie van Nationale Oppositie verslaat Daniel Ortega van het Sandinistisch Front in de presidentsverkiezingen in Nicaragua. Einde van de regering van de sandinisten.
- 26 - West-Europa wordt geteisterd door een hevige storm. In totaal vallen er 47 doden, waarvan vijf in België.
- 26 - Václav Havel, de Tsjecho-Slowaakse president, brengt een bezoek aan Michail Gorbatsjov. De twee regeringsleiders bereiken een akkoord over de terugtrekking van Sovjettroepen uit Tsjecho-Slowakije tegen 1 juli 1991.
- 27 - In België vernietigt de Raad van State het besluit van de Vlaamse executieve waarbij in het middelbaar onderwijs het eenheidstype is ingevoerd.
- 27 - In de Sovjet-Unie keurt het parlement het wetsontwerp over de invoering van een presidentieel systeem goed.
- 28 - Walter Meeuws wordt ontslagen als coach van het Belgische nationale elftal, de Rode Duivels. Hij wordt opgevolgd door zijn voorganger, Guy Thys, die het elftal zal leiden tot na het Wereldkampioenschap.
- 28 - België wordt geteisterd door een hevige nachtstorm. De storm haalt windsnelheden van 150 km per uur. Overal is er grote schade. Vier mensen laten het leven.

Maart
- 1 - Bij een brand in het Sheratonhotel in Caïro (Egypte) komen 16 mensen om.
- 1 - In België vervangt de Nationale Loterij de Duo-loterij door zijn nieuwe product Baraka.
- 2 - In de Roemeense stad Timișoara begint het proces tegen 22 leden van de Securitate voor een militaire rechtbank.
- 2 - In België wordt een twaalfde haard van varkenspest vastgesteld in Wingene (West-Vlaanderen).
- 2 - In Lusaka wordt Nelson Mandela verkozen tot vicevoorzitter van het Afrikaans Nationaal Congres. Het hoofdkwartier van het ANC zal van Lusaka naar Johannesburg worden overgebracht.
- 3 - Carole Gist (20) is de allereerste zwarte Miss USA.
- 4 - Bij de verkiezingen in de Sovjetrepublieken Rusland, Wit-Rusland en Oekraïne worden de beste resultaten behaald door de hervormingsgezinde kandidaten.
- 4 - Er gaan vijf Césars naar de film Trop belle pour toi van Bertrand Blier: beste film, beste regisseur, beste scenario, beste actrice (Carole Bouquet) en beste montage. Beste acteur is Philippe Noiret in La vie et rien d'autre.
- 6 - Na zes maanden in Namibië keren tien van de dertig leden van de VN-vredesmacht aldaar terug naar België.
- 7 - In Antwerpen, in de Vlaamse Opera, gaat Das Glas im Kopf wird vom Glass van Jan Fabre, op muziek van Eugeniusz Knapik, in wereldpremière.
- 7 - De acht Noordzeestaten komen op derde Noordzeeconferentie te Den Haag overeen om de aanvoer van voedingsstoffen zoals stikstof en fosfor en de lozing van rioolslib en industrieel afval in de Noordzee te verminderen.
- 9 - Omwille van de varkenspest wordt in België elke verzameling van varkens in de provincie West-Vlaanderen verboden door Staatssecretaris voor Landbouw De Keersmaeker.
- 9 - Na in 1968 in ongenade te zijn gevallen, wordt de legendarische sportman Emil Zátopek in Praag in ere hersteld.
- 10 - In Haïti stapt generaal Prosper Avril, die met behulp van het leger de macht had gegrepen, op onder druk van het volk. Hij wijkt uit naar Florida.
- 10 - In het Museum voor Schone Kunsten van Gent opent een tentoonstelling waarbij het Vlaamse expressionisme wordt geplaatst in een Europese context.
- 11 - Uiteenvallen van de Sovjet-Unie - Litouwen roept de onafhankelijkheid uit. Deze wordt overigens pas in september 1991 door de Sovjet-Unie erkend.

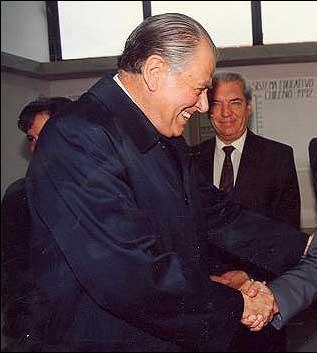
Patricio Aylwin

- 11 - Patricio Aylwin wordt de eerste democratisch verkozen president van Chili sinds 1973.
- 12 - De eerste troepen van de Sovjet-Unie verlaten Hongarije.
- 12 - Nelson Mandela, de ondervoorzitter van het ANC, brengt een zesdaags bezoek aan Zweden, waar hij Oliver Tambo, die daar wordt verpleegd, ontmoet. De beide mannen hadden elkaar niet meer gezien sinds Londen 1962.
- 12 - De kunstverzameling Alla en Bénédict Goldschmidt, een kunsterfenis met werken van o. a. Joan Miró, Max Ernst, James Ensor, Marc Chagall en Picasso, die op zo'n half miljard Belgische frank wordt geschat, komt in het bezit van het Museum voor Moderne Kunst te Brussel.
- 13 - In de Sovjet-Unie verwijdert het parlement artikel zes uit de grondwet en kent het ruime bevoegdheden toe aan de president. De Communistische Partij verliest zo haar machtsmonopolie.
- 13 - Er wordt door de president van de Verenigde Staten een einde gemaakt aan het vijf jaar oude handelsembargo tegen Nicaragua.
- 13 - Ertha Pascal-Trouillot (43) wordt interim-president van Haïti. Zij is jurist en was ook de eerste vrouwelijke rechter van haar land.
- 14 - De Franse staat verwerft via een nalatenschap van Picasso en diens tweede vrouw Jacqueline Roque een groot aantal kunstwerken, waaronder 49 schilderijen, 2 beeldhouwwerken en 38 tekeningen.
- 14 - Bij Rabta brandt de omstreden Libische gifgasfabriek Pharma 150 volledig af. Twee mensen komen daarbij om.
- 15 - De Brits-Iraanse journalist Farzad Bazoft (31) wordt in Irak opgehangen voor spionage voor Israël en het Verenigd Koninkrijk. Verpleegster Daphne Parish krijgt 15 jaar cel voor medeplichtigheid. Europa reageert verontwaardigd.
- 15 - Michail Gorbatsjov wordt president van de Sovjet-Unie. Het Congres van Volksafgevaardigden geeft hem uitgebreide volmachten.
- 15 - Uiteenvallen van de Sovjet-Unie - De USSR kondigt aan de onafhankelijkheid van Litouwen ongeldig is.
- 15 - De Sovjet-Unie en het Vaticaan knopen opnieuw officiële betrekkingen aan, nadat deze in 1917 na de Oktoberrevolutie waren verbroken.
- 18 - Uit de Hollandse zaal van het Isabella Stewart Gardner Museum in Boston (V.S.) worden 12 schilderijen ter waarde van € 300 miljoen gestolen door 2 dieven die zich als politieagenten voordoen. Daaronder zijn drie Rembrandts, een Vermeer en een Govert Flinck.
- 18 - In de DDR vinden de eerste democratische verkiezingen sinds 1932 plaats. De verkiezingen worden gewonnen door de christendemocratische "Alliantie voor Duitsland" (CDU, DSU en DA). De SPD is de grote verliezer. De vroegere communistische partij, de PDS, behaalt 16% van de stemmen. Zie Duitse Bondsdagverkiezingen 1990.

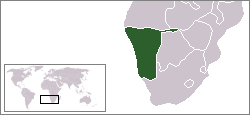
Ligging van Namibië

- 20 - Lev Jasjin overlijdt als gevolg van complicaties veroorzaakt door de amputatie van een van zijn benen.
- 21 - Namibië wordt na 75 jaar onafhankelijk van Zuid-Afrika. Sam Nujoma van de SWAPO wordt beëdigd als president door Javier Pérez de Cuéllar, Secretaris-generaal van de Verenigde Naties.
- 21 - In China legt Deng Xiaoping (85) zijn laatste officiële functie als voorzitter van de staatscommissie voor de strijdkrachten neer.
- 22 - Joseph Hazelwood, de kapitein van de olietanker Exxon Valdez, die in 1989 voor de kust van Alaska een milieuramp veroorzaakte, wordt veroordeeld tot 1000 uur meehelpen bij de schoonmaak van de vervuilde stranden.
- 23 - Drie topfiguren van de Brusselse gerechtelijke politie worden door Melchior Wathelet, de Belgische Minister van Justitie, op non-actief gezet. Het gaat over hoofdcommissaris Frans Reyniers en de commissarissen Jean-Paul Peelos en Yves Zimmer. Tegen de drie loopt een onderzoek.
- 24 - De Levenslijnactie van VTM voor fundamenteel kankeronderzoek in België sluit af op een totaalbedrag van 166 miljoen Belgische frank.
- 25 - Bij een aangestoken brand in de club Happy Land in de Bronx (New York) komen 87 mensen om. Clubeigenaar Julio Conzalez wordt opgepakt en later veroordeeld.
- 26 - Bij de jaarlijkse Oscaruitreiking gaat de film "Driving Miss Daisy" van Bruce Beresford lopen met vier Oscars, waaronder die voor "Beste film". Beste actrice is Jessica Tandy, beste acteur Daniel Day-Lewis. Zie 62ste Oscaruitreiking.
- 29 - De Franse Academie voor Lyrische Zangkunst op de plaat looft de nieuwe Herbert von Karajan-prijs uit aan de Belgische bariton José van Dam voor zijn "uitzonderlijke speelplatenloopbaan".
- 29 - In België keurt de Kamer het wetsvoorstel Herman-Michielsens-Lallemand goed met 126 stemmen voor, 69 tegen en 12 onthoudingen. Hiermee wordt abortus onder bepaalde voorwaarden niet langer strafbaar.
- 30 - In Amsterdam opent koningin Beatrix het herdenkingsjaar ter ere van Vincent van Gogh, naar aanleiding van de honderdste verjaardag van zijn overlijden.
- 31 - In Londen komen meer dan 200 duizend demonstranten bijeen op Trafalgar Square. Het protest tegen de poll tax draagt bij aan het vertrek van premier Margaret Thatcher.

April
- 1 - De misdadigers Patrick Haemers en zijn handlangers Denise Tyack en Axel Zeyen worden van Brazilië naar België overgevlogen met een Belgisch militair vliegtuig. In België verschijnen zij onmiddellijk voor de onderzoeksrechter.
- 1 - De Prijs van de Vlaamse Lezer gaat naar Brigitte Raskin voor haar werk "Het Koekoeksjong".
- 2 - Ibrahim Böhme, de Oost-Duitse SPD-leider, geeft al zijn politieke functies op omwille van beschuldigingen dat hij zou hebben meegewerkt bij de veiligheidsdienst Stasi.
- 2 - In de Roemeense hoofdstad Boekarest start voor een militaire rechtbank het proces tegen Nicolae Andruta Ceaușescu, de jongere broer van de terechtgestelde dictator Ceaușescu.
- 2 - Sotheby's in Londen veilt wijn uit de kelders van de laatste Russische tsaar. Uit de bekende Massandra-verzameling wordt tot meer dan 4250 euro per fles betaald. De oudste fles dateert van 1830.
- 3 - Uiteenvallen van de Sovjet-Unie - De wet betreffende de uittreding van deelrepublieken uit de Sovjet-Unie wordt goedgekeurd door de nationaliteitenkamer, een van de twee kamers van de Opperste Sovjet.
- 3 - In Bulgarije wordt Petar Mladenov (53) door het parlement met algemene stemmen verkozen tot president.
- 3 - Koning Boudewijn, weigert de abortuswet, die onder bepaalde voorwaarden zwangerschapsonderbreking toelaat, te ondertekenen. Door de weigering van koning Boudewijn om de abortuswet te ondertekenen, wordt de vorst in de onmogelijkheid van regeren verklaard via een besluit dat steunt op artikel 82 van de grondwet en dat door alle ministers die in België verblijven is ondertekend. De wet wordt uiteindelijk in naam van het Belgische volk afgekondigd door de ministers die in raad verenigd zijn.
- 4 - België wordt wakker zonder koning, nadat de regering in de avond van 3 op 4 april de koninklijke macht had overgenomen.
- 5 - Het Belgische parlement komt in verenigde Kamers bij elkaar en stemt met 245 stemmen voor, geen stem tegen en 93 onthoudingen voor het herstel van de grondwettelijke machten van de koning. Vijfenzeventig parlementsleden blijven weg.
- 5 - In Kaapstad ontmoeten ANC-leider Nelson Mandela en de Zuid-Afrikaanse president Frederik de Klerk elkaar.
- 6 - In het Amsterdamse Rijksmuseum spuit een 31-jarige geesteszieke inwoner van Den Haag zwavelzuur op Rembrandts beroemde schilderij De Nachtwacht.
- 7 - Marco Borsato wint de Soundmixshow.
- 7 - De veerboot Scandinavian Star brandt uit onderweg tussen Noorwegen en Denemarken. 158 mensen daarbij komen om.
- 8 - Nederland eindigt als achtste en laatste bij het wereldkampioenschap ijshockey voor B-landen in Frankrijk.
- 8 - Katia Alens, een 22-jarige mannequin uit Mortsel, wordt in Kortrijk verkozen tot de 21e Miss België.
- 8 - De Belg Eddy Planckaert wint de wielerklassieker Parijs-Roubaix na een millimeterspurt voor de Canadees Steve Bauer.
- 8 - De eerste vrije parlementsverkiezingen in Hongarije worden met 165 zetels op 386 gewonnen door het conservatieve Hongaars Democratisch Forum, voor de liberale Alliantie van Vrije Democraten, die 92 zetels haalt. De voormalige communisten, de Hongaarse Socialistische Partij, halen nog 33 zetels. Zie Hongaarse verkiezingen 1990.
- 10 - Drie gegijzelden van de gekaapte Silcoboot worden door de Fatah-Revolutionaire Raad van Aboe Nidal vrijgelaten. Het gaat over de Belg Fernand Houtekins, Jaqueline Valente, zijn Franse vriendin, en hun dochtertje Sophie-"Liberté", dat in gevangenschap geboren is.
- 11 - Om gezondheidsredenen legt Moeder Teresa de leiding van haar orde neer.
- 12 - De zwarte schrijver August Wilson krijgt de Pulitzer-prijs voor toneel voor zijn toneelstuk "The Piano Lesson". Voor de literatuur gaat de prijs naar Oscar Hijuelos, een Spaanssprekende Amerikaan van Cubaanse afkomst. Hij krijgt de prijs voor zijn roman "The Mambo Kings Play Songs of Love".
- 12 - In de DDR wordt Lothar de Maizière de minister-president van de eerste niet-communistische regering van dat land. De regering wordt gevormd door de drie conservatieve partijen van de Alliantie, de SPD en de liberale "Bond van Vrije Democraten".
- 12 - Aan boord van het Iraakse vrachtschip Gur Mariner ontdekt de Britse douane delen van de loop van een kanon dat het grootste ter wereld zou kunnen zijn.
- 12 - De Eindhovense hoogleraar chemie Buck verrast de wereld met de aankondiging van een medicijn tegen Aids. Als korte tijd later zijn onderzoek ondeugdelijk blijkt te zijn, moet Buck met vervroegd pensioen gaan.
- 19 - Volgens de beslissing van een Belgische rechtbank moet het katholiek onderwijs weer traditioneel onderwijs verstrekken.
- 20 - De hoofdcommissaris van de Brusselse gerechtelijke politie, Frans Reyniers, wordt gearresteerd op bevel van twee onderzoeksrechters.
- 20 - De opvolger van Gerard Mortier als hoofd van de Koninklijke Muntschouwburg is Bernard Foccroule. Hij zal worden bijgestaan door bariton José van Dam voor de audities en de keuze van de stemmen.
- 20 - Koning Boudewijn en koningin Fabiola openen in Flanders Expo (Sint-Denijs-Westrem) de vijfjaarlijkse Gentse Floraliën.
- 20 - In Gdańsk (Polen) wordt Lech Wałęsa met een grote meerderheid herkozen tot voorzitter van de Poolse vakbond Solidariteit.
- 21 - Adrie van der Poel wint de 25ste editie van de Amstel Gold Race.
- 22 - Op de Franse televisiezender TF1 wordt een videofilm van anderhalf uur getoond over de terechtstelling van de Roemeense dictator Nicolae Ceaușescu en zijn vrouw.
- 22 - De hele wereld viert de "Dag van de Aarde". Overal worden manifestaties georganiseerd voor een beter leefmilieu.
- 23 - Li Peng, de Chinese eerste minister, brengt een vierdaags staatsbezoek aan de Sovjet-Unie. Het is de eerste keer sinds 1964 dat de Sovjet-Unie zo'n hoog Chinees bezoek krijgt.

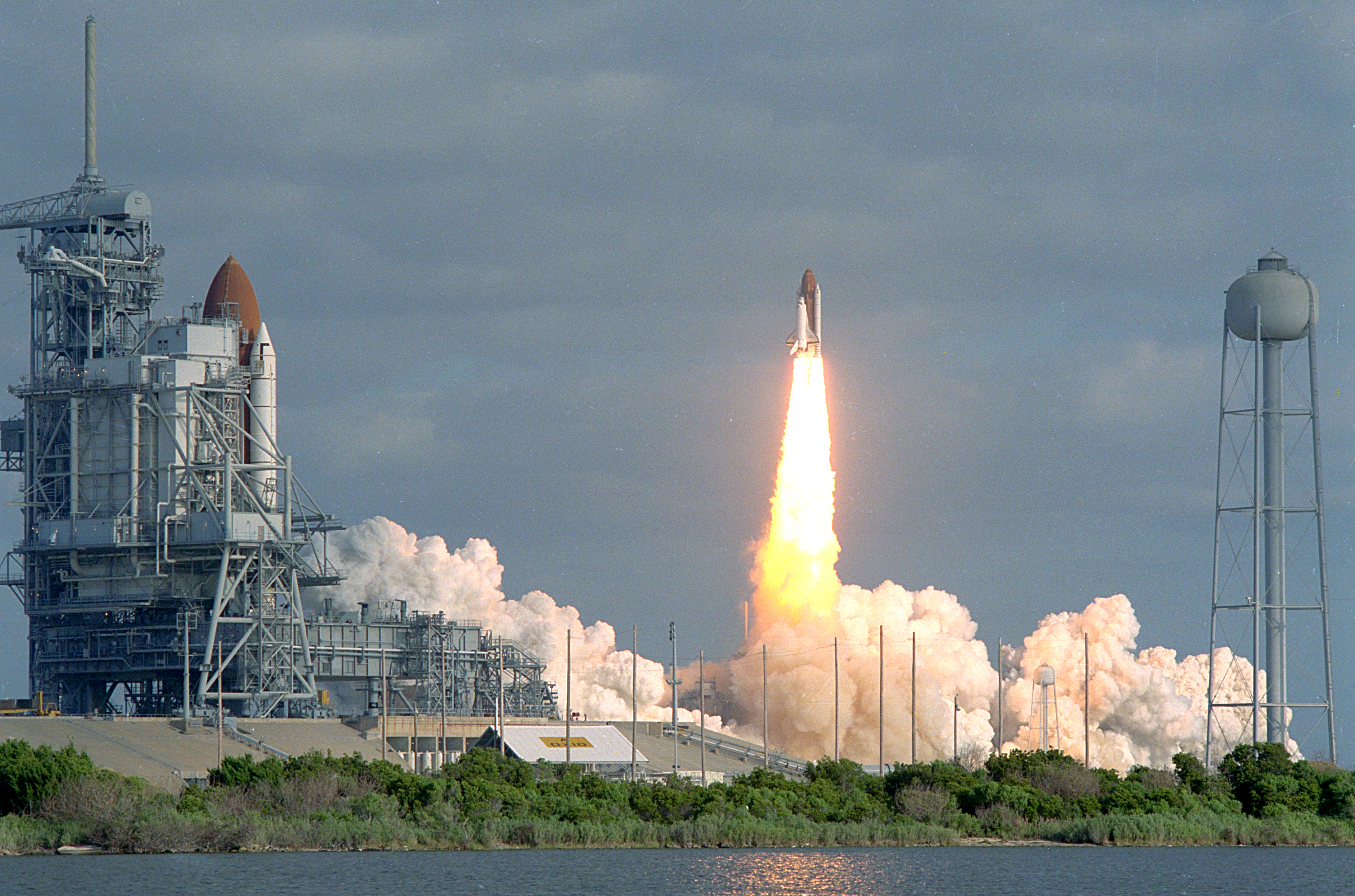
De Hubbletelescoop wordt gelanceerd.

- 24 - Lancering van de Ruimtetelescoop Hubble vanaf Cape Canaveral.
- 24 - De Vlaamse televisiezender VTM ontslaat Jan Schodts, de eerste hoofdredacteur van de nieuwsdienst.
- 24 - In een boodschap aan de natie kondigt Mobutu aan dat in Zaïre het meerpartijenstelsel wordt ingevoerd. In een eerste fase zullen drie partijen worden toegestaan.
- 25 - Tijdens een verkiezingsmeeting in Keulen wordt Oskar Lafontaine, de kandidaat van de SPD voor het bondskanselierschap, neergestoken door een onevenwichtige vrouw.
- 25 - Violeta Barrios de Chamorro wordt in Managua beëdigd als presidente van Nicaragua.
- 26 - In België wordt Urbain Devoldere de nieuwe voorzitter van de werkgeversorganisatie VBO.
- 26 - In Parijs opent Patrick Dewael, Vlaams minister van Cultuur, een James Ensor-retrospectieve.
- 27 - Na twee pogingen slaagt de NASA erin om het beschermluik van de Ruimtetelescoop Hubble te openen.
- 27 - In België wordt baron Benoît de Bonvoisin, ooit de voorman van de CEPIC, de niet meer bestaande rechtervleugel van de PSC, en bijgenaamd "de zwarte baron", gearresteerd op verdenking van schriftvervalsing, oplichting en fiscale fraude.
- 28 - Er komt een einde aan de voorstellingen van de langst lopende show op Broadway, "A Chorus Line". Sinds 25 juli 1975 werd de show maar liefst 6137 keer vertoond.
- 30 - André Cools, Luiks socialist en gewezen Waals gewestminister, zegt de politiek vaarwel.
- 30 - Na 43 maanden te zijn vastgehouden in Beiroet, wordt de Amerikaanse gijzelaar Frank Reed vrijgelaten.
- april - Na vijftig jaar erkent de Sovjet-Unie eindelijk verantwoordelijk te zijn voor het • Bloedbad van Katyn.

Mei
- 1 - Men viert wereldwijd de honderdste verjaardag van de Dag van de Arbeid. In de Sovjet-Unie, in Moskou, wordt er echter geprotesteerd tegen het beleid van Gorbatsjov.
- 1 - De Belgische radiozender BRT2 wordt omgedoopt tot Radio 2, krijgt een nieuw logo en profileert zich als een gezellige familiezender.
- 1 - Volgens de wet van 19 januari worden in België opeens 422.000 jongeren tussen de 18 en 21 jaar officieel meerderjarig.
- 2 - Het ijshockeyteam van de Sovjet-Unie wint het wereldkampioenschap ijshockey voor A-landen in Zwitserland.
- 2 - De schrijver Arpad Goencz (68), behorende tot de Alliantie van Vrije Democraten, wordt door het Hongaarse parlement aangesteld als voorzitter en interim-president van de republiek.
- 2 - Richard von Weizsäcker, de Duitse bondspresident, brengt een vierdaags bezoek aan Polen in het teken van verzoening.
- 2 - Tijdens een ontmoeting in Kaapstad (Zuid-Afrika) komen president Frederik Willem de Klerk en Nelson Mandela overeen de apartheid af te schaffen.
- 4 - Uiteenvallen van de Sovjet-Unie - Letland verklaart zich als derde Baltische republiek, na Litouwen en Estland, onafhankelijk van de Sovjet-Unie.
- 4 - In Griekenland wordt Konstantinos Karamanlis (83) voor de tweede maal president.
- 5 - Toto Cutugno wint voor Italië in Zagreb het 35e Eurovisiesongfestival met Insieme: 1992. België eindigt 12e met Philippe Lafontaine en zijn lied Macédomienne; Nederland wordt 15e met Maywood en het lied Ik wil alles met je delen.
- 6 - In Elsene (België) wordt de eerste Armeense kerk ingewijd door de 130e hoofdpatriarch Vaken I.
- 6 - Ondanks een verlies van 8% in vergelijking met de parlementsverkiezingen van maart blijven de christendemocraten de grootste partij bij de eerste vrije gemeenteraadsverkiezingen in de DDR.
- 6 - Paus Johannes Paulus II maakt zijn 47e buitenlandse reis. Na elf jaar bezoekt hij opnieuw Mexico.
- 7 - Een jonge vrouw wordt per ongeluk door een politieagent neergeschoten in het centrum van Brussel tijdens een kalme betoging van PRB-werknemers. De agent wou verhinderen dat een vrachtwagen op de betogers inreed.
- 7 - Zonder hulp van buitenaf en zonder hondensleeën of sneeuwscooters bereiken twee Noren de Noordpool. Zij zijn de eerste die dit op deze manier tot een goed einde brengen.
- 9 - Na verlengingen verliest Anderlecht in Göteborg de finale van de Europese Beker voor bekerhouders met 2-0 van het Italiaanse Sampdoria Genua.
- 10 - Als eerste Belg in de geschiedenis bereikt Rudy Van Snick uit Appelterre de top van de Mount Everest.
- 11 - De regeringen van de DDR en de Bondsrepubliek Duitsland tekenen een verdrag voor de vorming van een monetaire en economische unie die ingaat op 1 juli 1990. Hiervoor trekt de Bondsrepubliek 115 miljard mark uit.
- 12 - Op de voorlaatste speeldag in de hoogste Belgische voetbalklasse wordt Club Brugge kampioen voor Anderlecht.
- 13 - In navolging van de mannenploeg behalen de Nederlandse hockeysters de wereldtitel. In Sydney verslaat het elftal van bondscoach Roelant Oltmans gastland Australië met 3-1.
- 13 - In het Maksimirstadion van Zagreb komt het al voor de voetbalwedstrijd tussen Rode Ster Belgrado en Dynamo Zagreb tot een veldslag, die wordt gezien als opmaat naar de Joegoslavische burgeroorlog.
- 13 - In de Zuid-Franse stad Carpentras worden 34 joodse graven geschonden.

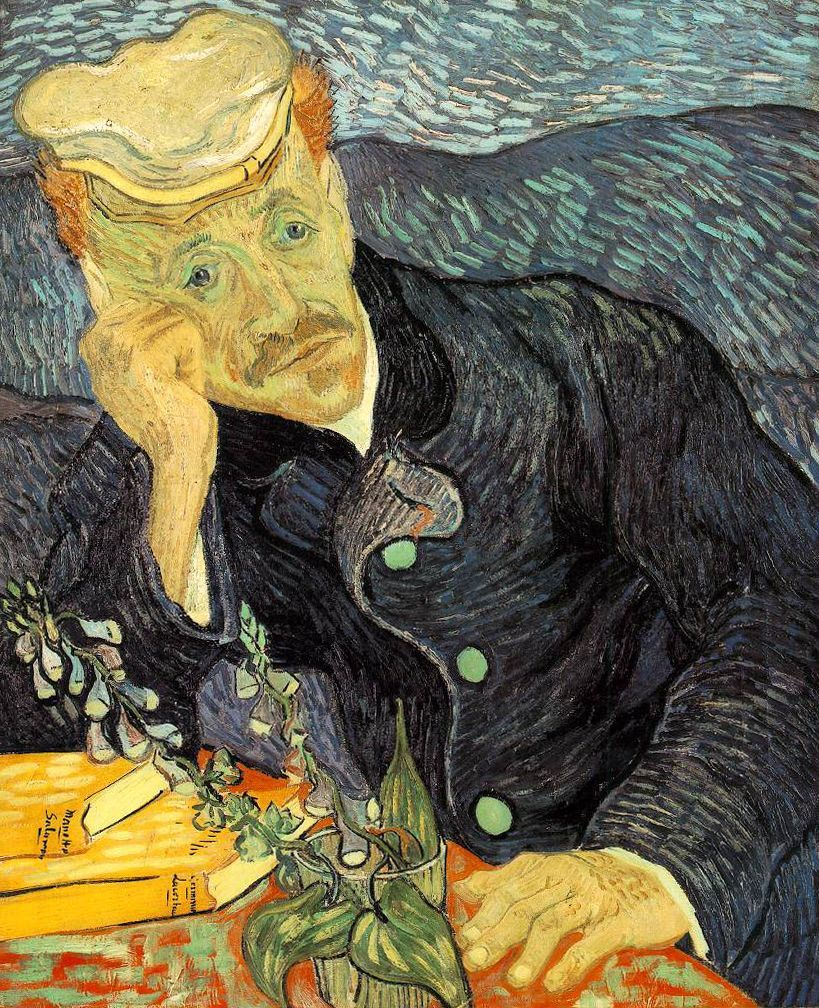
Portret van Dokter Gachet

- 15 - Portret van Dokter Gachet, een schilderij van Vincent van Gogh, wordt bij Christie's in New York verkocht voor € 63,46 miljoen.
- 15 - Roemenië en het Vaticaan herstellen hun diplomatieke betrekkingen die in 1948 door Boekarest waren verbroken.
- 15 - De Gouden Roos gaat naar het televisieprogramma Mr. Bean.
- 16 - De Belgische koning Boudewijn ontvangt de Zuid-Afrikaanse president Frederik Willem de Klerk.
- 17 - De AKO Literatuurprijs gaat naar de Nederlandse schrijver Louis Ferron voor zijn roman Karelische Nachten.
- 17 - Het schilderij Bal au Moulin de la Galette van Renoir wordt bij Sotheby's in New York verkocht aan de Japanse papierfabrikant Ryoei Saito.
- 17 - De Wereldgezondheidsorganisatie beschouwt homoseksualiteit niet meer als een geestesziekte.
- 18 - TGV-treinstel 325 rijdt 515,3 km/h en verbreekt daarmee het het oude wereldrecord van de ICE.
- 18 - In Bonn ondertekenen de DDR en de Bondsrepubliek Duitsland een verdrag tot oprichting van een monetaire en sociale unie. De DDR neemt op 1 juli de belangrijkste economische wetten over van de Bondsrepubliek.
- 19 - De Britse minister van landbouw, John Gummer, voert zijn 5-jarige dochter een hamburger om de geruchten over de Gekke-koeienziekte te ontzenuwen.

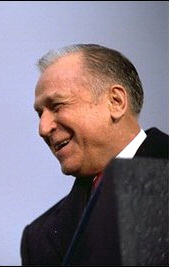
Ion Iliescu

- 17 - Tijdens een speciaal partijcongres heft de Joegoslavische Communistenbond zich op aandringen van Kroatische en Sloveense partijleiders op. Hiermee komt er een einde aan het communistische machtsmonopolie in Joegoslavië en begint het ontbindingsproces van de schepping van Tito.
- 20 - In Roemenië worden de eerste vrije verkiezingen gehouden na de val van het communisme. Interim-president Ion Iliescu en het Front voor Nationale Redding winnen de parlements- en presidentsverkiezingen.
- 20 - De Belg Wim Verstraeten vestigt een nieuw hoogterecord met een warmeluchtballon: 8500 m. Hiermee verbetert hij het record van de Brit Peter Mason dat stond op 6439,2 m.
- 21 - De Gouden Palm van het Filmfestival van Cannes gaat naar de thriller Wild at Heart van de Amerikaanse regisseur David Lynch.
- 22 - De leiders van de Arabische Republiek Jemen en Volksdemocratische Republiek Jemen kondigen de eenmaking van beide landen tot Jemen aan. Sanaa wordt de nieuwe hoofdstad.
- 22 - Microsoft brengt besturingssysteem Windows 3.0 uit.
- 23 - Voor de tweede maal op rij wint AC Milan de Europese Beker voor landskampioenen. Milaan verslaat in de finale Benfica Lissabon met 1-0.
- 25 - De voorzitter van de West-Duitse extreemrechtse partij Die Republikaner, Franz Schönhuber, treedt af.
- 26 - Krakersrellen in Groningen. Zo'n 150 krakers verschansen zich in het Wolters-Noordhoff Complex. 400 man ME en politie slagen er pas de volgende dag in het complex te ontruimen.
- 27 - Vier Australische toeristen worden onder vuur genomen in Roermond. Twee van hen overlijden. (Zie Aanslag door de IRA in Roermond)
- 27 - Op de slotdag van de reguliere competitie verzekert HGC zich op doelsaldo van de landstitel in de hockeyhoofdklasse door een 5-3-overwinning op Oranje Zwart.
- 27 - In Myanmar wint ondanks de intimidatie door het militaire bewind de oppositionele Nationale Liga voor Democratie de parlementsverkiezingen.

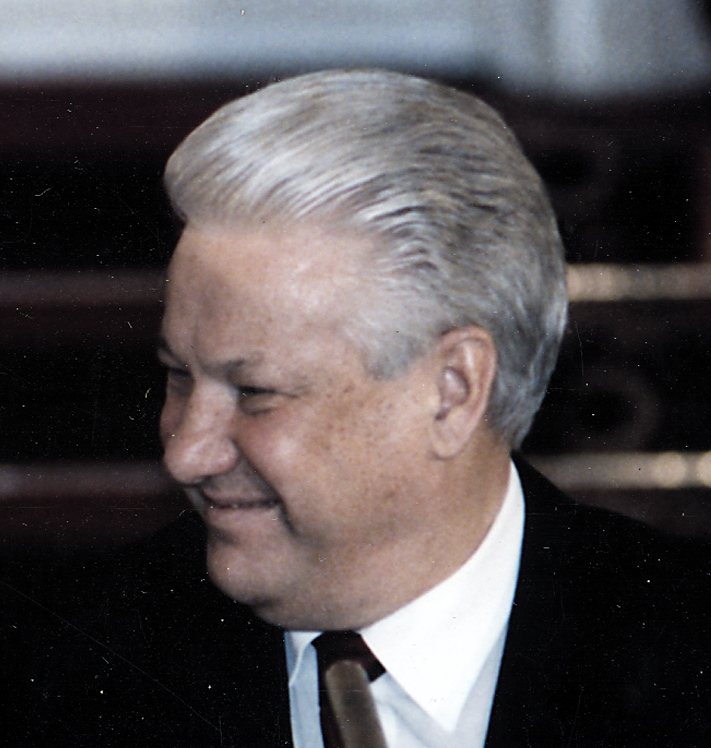
Boris Jeltsin

- 27 - Voor de zesde maal in de twintigste eeuw gaat in Dendermonde de Ros Beiaardommegang door.
- 27 - Station Dordrecht Stadspolders wordt geopend.
- 28 - De Engelse vertaling van Het verdriet van België (The Sorrow of Belgium) wordt in New York in aanwezigheid van Hugo Claus voorgesteld als Boek van de Maand.
- 29 - Boris Jeltsin wordt verkozen tot de nieuwe president van de republiek Rusland.
- 30 - De Roemeense Karpaten worden getroffen door een aardbeving van 6,9 op de schaal van Richter. Er is paniek van Midden-Rusland tot Turkije, maar de schade blijft beperkt.
- 31 - Na zo'n 17 andere landen verbiedt nu ook Frankrijk alle import van rundvlees en levend vee uit Groot-Brittannië uit angst voor de gekkekoeienziekte die zich razendsnel verpreidt onder het Britse vee.

Juni
- 1 - De Vlaamse radiozender BRT 1 wordt omgedoopt tot Radio 1 en profileert zich als de informatiezender van de openbare omroep met o. m. het nieuwe informatieve ochtendprogramma Voor de dag.
- 1 - De televisie-uitzending over Zender Brussel van Maurice De Wilde wordt door de rechtbank verboden. Cas Goossens, de administrateur-generaal van de BRT, negeert het verbod echter.
- 1 - In Washington wordt er topoverleg gepleegd tussen George Bush en Michael Gorbatsjov over de vermindering van strategische wapens.
- 1 - Lothar de Maizière, de eerste minister van de DDR, bezoekt de Europese Gemeenschap in Brussel in de hoop een nauwere samenwerking te bewerkstelligen tussen de DDR en de EG.
- 1 - Het hoofd van de Belgische Staatsveiligheid, Albert Raes, neemt ontslag "wegens gebrek aan vertrouwen in zijn dienst".
- 2 - De Belgische beursgoeroe Jean-Pierre Van Rossem trouwt in Aaigem op grootse manier met de Marokkaanse Rachida Gmili Berrar.
- 5 - De prijs van de Belgische kranten gaat met één frank naar omhoog. Een dagblad kost voortaan 22 Belgische frank.
- 5 - In het zuiden van de Sovjetrepubliek Kirgizië (Kirgizstan) komt het tot botsingen tussen Kirgiezen en Oezbeken. Er vallen 11 doden en 210 gewonden.
- 6 - China laat 97 politiek gevangenen, gearresteerd na betogingen voor meer democratie, weer vrij.
- 6 - De Arkprijs van het Vrije Woord gaat voor het eerst naar een politicus: senator André De Beul.
- 6 - De aarde ontvangt de eerste foto's die buiten het zonnestelsel zijn genomen van de ruimtesonde Voyager 1. Op de foto's zijn zes planeten te zien, waaronder de aarde, vanop een afstand van zes miljard kilometer.
- 7 - In Zuid-Afrika heft president Frederik Willem de Klerk de vier jaar oude noodtoestand in heel het land op, uitgezonderd in de provincie Natal. Nelson Mandela noemt dit "een overwinning voor alle Zuid-Afrikanen, zwart en blank."
- 7 - De landen van het Warschaupact besluiten in Moskou tot een herziening van de aard en de functies van het bondgenootschap.
- 8 (tot 8 juli) - Wereldkampioenschap Voetbal in Italië. Oranje wist geen enkele wedstrijd te winnen en werd in de achtste finales uitgeschakeld door Duitsland. België won in de eerste ronde twee wedstrijden maar werd in de achtste finales uitgeschakeld door Engeland.
- 9 - De Roland Holst-prijs 1990 gaat naar Wim de Bie voor zijn boek Schoftentuig.
- 9 - Er is een explosie aan boord van de Noorse supertanker Mega Borg in de Golf van Mexico, waarbij vier doden vallen en het schip 16.500 ton olie verliest.
- 10 - In Oost-Jeruzalem worden een zeventigtal joodse graven geschonden.
- 10 - In Tsjecho-Slowakije behaalt de partij van president Václav Havel, Burgerforum, de absolute meerderheid bij de vrije verkiezingen.
- 10 - De tweede ronde van de Peruaanse presidentsverkiezingen wordt gewonnen door Alberto Fujimori (52).
- 11 - In Nederland wordt de miljoenste bezoeker geteld op de tentoonstelling "Vincent van Gogh".
- 11 - De voormalige veiligheidsadviseur van de V.S., admiraal John Poindexter, wordt voor zijn rol in de Iran-Contra-affaire veroordeeld tot zes maanden gevangenisstraf.
- 12 - België wint zijn eerste match op het WK Voetbal tegen Zuid-Korea met 2-0.
- 13 - In Straatsburg spreekt Nelson Mandela het Europees Parlement toe.
- 14 - De rellen in Boekarest veroorzaakt door studentenbetogingen worden op vraag van president Ion Iliescu op brutale wijze neergeslagen door duizenden mijnwerkers.
- 15 - Sigrid Sternebeck, een terroriste van de Rote Armee Fraktion (RAF) aangehouden in de DDR, bevestigt de samenwerking tussen de RAF en de Stasi, de Oost-Duitse staatsveiligheid.
- 16 - De Belgische frank wordt gekoppeld aan de Duitse mark.
- 16 - Drie leden van het IRA (twee mannen en een vrouw) worden in de omgeving van Hoogstraten (België) aangehouden nadat ze er schietoefeningen in de bossen hielden.
- 17 - Op het WK Voetbal wint de Belgische nationale ploeg met 3-1 van Uruguay.
- 17 - De communisten behalen de absolute meerderheid bij de tweede stemronde in de Bulgaarse parlementsverkiezingen.
- 18 - Op een persconferentie kondigt Jean-Pierre Van Rossem aan dat hij nagenoeg failliet is.
- 18 - De Universiteit Pompeu Fabra wordt opgericht in het hart van Barcelona door de Generalitat de Catalunya.
- 19 - Frankrijk, de Bondsrepubliek Duitsland, België, Nederland en Luxemburg ondertekenen in Schengen een akkoord tot de afschaffing van grenscontroles voor personen en goederen.
- 20 - In Zuid-Afrika keurt het parlement een wet goed die rassensegregatie op openbare plaatsen afschaft.
- 20 - Nelson Mandela bezoekt de Verenigde Staten.
- 21 - Iran, 35.000 mensen laten het leven bij een van de zwaarste aardbevingen ooit met een kracht van 7,7. De aardbeving treft onder meer de gebieden Gilan en Zanjan. Een half miljoen mensen raken dakloos en er vallen meer dan 100.000 gewonden.
- 21 - Op het WK Voetbal verliest België zijn laatste eersterondewedstrijd van Spanje met 1-2.
- 21 - De twee Duitslanden erkennen de Oder-Neissegrens met Polen.
- 21 - Kangiso Trust, een Zuid-Afrikaanse NGO, krijgt de zesde Internationale Prijs voor Ontwikkelingswerk van de Koning Boudewijnstichting.
- 21 - Op het eiland Superaqui ontdekken Braziliaanse biologen een nieuwe apensoort: de Leontopithecus caissara.

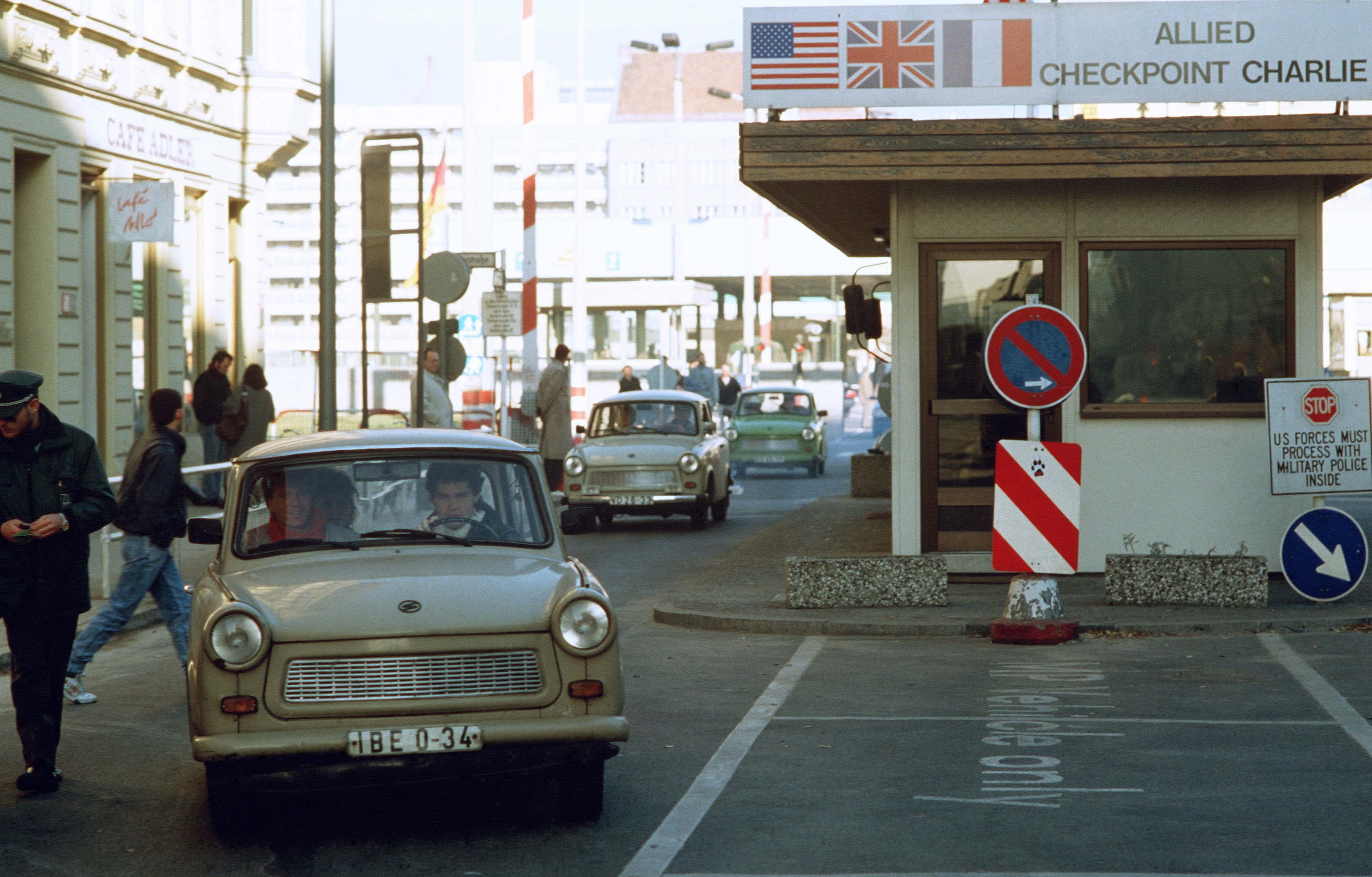
Checkpoint Charlie

- 22 - De bekende wachtpost aan de Berlijnse Muur, Checkpoint Charlie, wordt gesloopt. Het wachthuisje wordt in een museum geplaatst.
- 23 - Zo'n 700 Belgische ontwikkelingswerkers worden door president Mobutu uit Zaïre gezet.
- 23 - Uiteenvallen van de Sovjet-Unie - Moldavië roept zich uit tot een soevereine staat.
- 23 - Als laatste van de Belgische Nederlandstalige radionetten verandert BRT 3 zijn naam naar Radio 3. Radio 3 profileert zich als de cultuurzender en wordt door de Kredietbank gesponsord.
- 24 - In Belfast worden de eerste twee vrouwelijke priesters door de Kerk van Ierland ingewijd.
- 24 - Martina Navrátilová wint haar negende Wimbledontitel in het vrouwenenkelspel.
- 25 - Fang Lizhi, een Chinese wetenschapper en dissident, en zijn vrouw, Li Shuxian, krijgen van de Chinese overheid de toestemming om het land te verlaten.
- 26 - Het Belgische voetbalteam wordt op het Wereldkampioenschap in de achtste finales met 1-0 uitgeschakeld door Engeland.
- 27 - Drie werken van Vincent van Gogh worden gestolen uit het Noordbrabants Museum in 's-Hertogenbosch.
- 28 - De Belgische beursgoeroe Jean-Pierre Van Rossem wordt onder arrest geplaatst op verdenking van valsheid in geschrifte, misbruik van vertrouwen en het uitschrijven van ongedekte cheques.
- 29 - Uiteenvallen van de Sovjet-Unie - De Litouwse onafhankelijkheidsverklaring (daterend van 11 maart) wordt door het Litouwse parlement voor 100 dagen opgeschort.
- 30 - De olietoevoer naar Litouwen wordt door Rusland hersteld na de opschorting van de onafhankelijkheid.
- 30 - Zaïre viert dertig jaar onafhankelijkheid, maar zonder Belgische delegatie bij de feestelijkheden.

Juli
- 1 - Oprichting van voetbalclub FC Zwolle als voortzetting van PEC, PEC Zwolle en PEC Zwolle'82.
- 1 - De economische en monetaire unie tussen de Bondsrepubliek Duitsland en de Duitse Democratische Republiek gaat van start. De laatste grenscontroles worden door de DDR opgeheven en de Oost-Duitse Mark wordt in de DDR vervangen door de D-Mark.

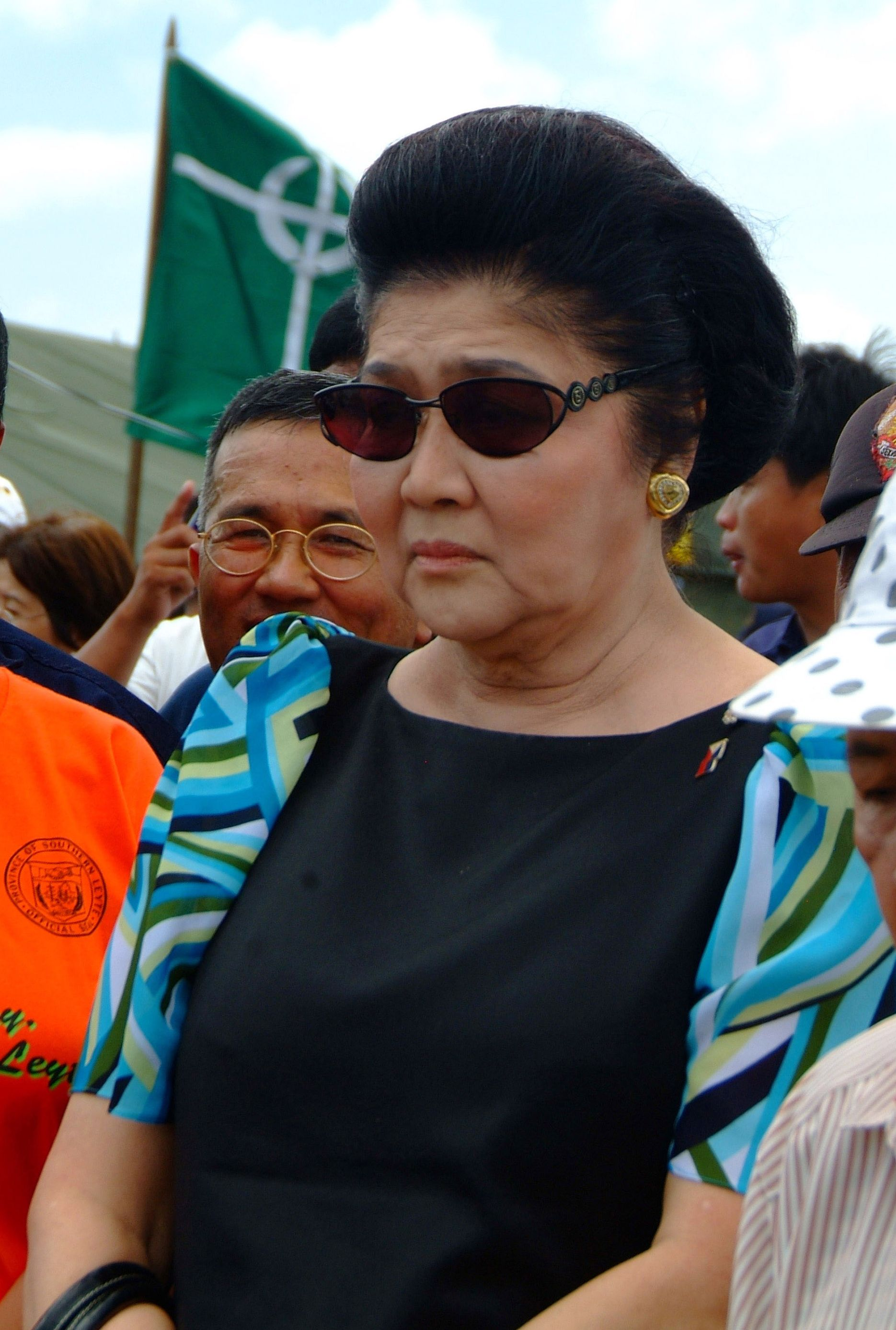
Imelda Marcos

- 2 - Tijdens de jaarlijkse Hadj komen 1426 pelgrims om in een voetgangerstunnel naar Mekka.
- 2 - Meer dan 200 hoofdzakelijk jonge Albanese jongeren zoeken toevlucht in de westerse ambassades in Tirana.
- 2 - In New York wordt Imelda Marcos, de weduwe van Ferdinand Marcos, vrijgesproken van verduistering en fraude.
- 3 - Ontmoeting tussen Nelson Mandela en Margaret Thatcher.
- 4 - Jean-Pierre Van Rossem verschijnt in Brugge voor de rechter op verdenking van het uitschrijven van ongedekte cheques.
- 6 - De regeringsleiders van de NAVO verklaren na de tweedaagse top in Londen dat de Koude Oorlog over is.
- 6 - Na wekenlang protest treedt Petar Mladenov, de president van Bulgarije, af.
- 7 - Martina Navrátilová sleept haar negende Wimbledonoverwinning binnen in het vrouwen enkelspel. Zij wint de finale van Zina Garrison met 6-4 6-1.
- 7 - De Drie Tenoren (Luciano Pavarotti, Plácido Domingo en José Carreras) geven in de ruïnes van de Thermen van Caracalla een groots concert dat via de televisie door zo'n 800 miljoen mensen kan gevolgd worden.
- 7 - De Franse ondernemer Bernard Tapie koopt voor zo'n 1 miljard euro een participatie van 80% in de sportartikelenfabrikant Adidas.
- 8 - West-Duitsland wint in Italië de wereldtitel door titelverdediger Argentinië in de finale van het WK voetbal met 1-0 te verslaan.
- 8 - De mannenfinale op Wimbledon wordt gewonnen door de Zweed Stefan Edberg. Hij verslaat de Duitser Boris Becker in vijf sets: 6-2, 6-2, 3-6, 3-6, 6-4.
- 9 - Vier Albanese ministers worden ontslagen. Eenenvijftig Albanezen die in de Tsjecho-Slowaakse ambassade in Tirana toevlucht hadden gezocht mogen naar Praag.
- 10 - Op het achtentwintigste congres van de Communistische Partij in Moskou wordt Michael Gorbatsjov herkozen tot partijleider.
- 12 - In het Britse blad The Spectator vergelijkt Nicholas Ridley, de Britse minister van Handel en Industrie, de Duitse bondskanselier Helmut Kohl met Adolf Hitler en zorgt zo voor een diplomatieke rel.
- 12 - Boris Jeltsin, de president van de republiek Rusland, kondigt op de laatste dag van het congres van de Communistische Partij aan dat hij de partij zal verlaten.
- 13 - Zo'n 4600 Albanezen mogen de westerse ambassades in Tirana verlaten en worden per schip overgebracht naar de Italiaanse havenstad Brindisi.
- 14 - Het Antwerpse warenhuis Grand Bazar, dat sinds 1885 op de Groenplaats staat, gaat voorgoed dicht.
- 14 - In Zaïre keurt het parlement een wet goed betreffende de oprichting en werking van politieke partijen. Toch zullen maar drie van de veertig kandidaat-partijen mogen deelnemen aan de verkiezingen.
- 15 - In Colombo (Sri Lanka) vermoorden de Tamiltijgers 168 moslims.
- 15 - Op de topontmoeting tussen de Duitse bondskanselier Helmut Kohl en de Sovjetpresident Michael Gorbatsjov te Moskou komt men dicht bij een overeenkomst over de laatste heikele punten betreffende de hereniging van de twee Duitslanden.
- 16 - Bij een aardbeving op Luzon met een kracht van 7,8 op de schaal van Richter komen ongeveer 1600 mensen om het leven.
- 16 - Tijdens een televisietoespraak verklaart Michael Gorbatsjov dat hij instemt met het NAVO-lidmaatschap van een verenigd Duitsland.
- 16 - Uiteenvallen van de Sovjet-Unie - De Sovjetdeelstaat Oekraïne wordt door zijn parlement soeverein verklaard.
- 17 - Tijdens een overleg tussen de vier geallieerden, Polen en de twee Duitslanden in Parijs wordt een akkoord gesloten over het voortbestaan van de Oder-Neissegrens na de Duitse hereniging.
- 17 - Tien hectare bos en heide gaan in vlammen op bij een brand op de Kalmthoutse Heide.
- 19 - Op de Internationale Opera- en Belcantowedstrijd wint de Hongaarse mezzosopraan Andrea Ulbrich de grote prijs van de Vlaamse Opera.
- 19 - Net voor de vergadering van OPEC-landen in Genève breekt er een rel over de olieprijzen uit tussen Irak en Koeweit.
- 20 - De tweede editie van de Goodwill Games, een sportmanifestatie die de relaties tussen de V.S. en de Sovjet-Unie moet verbeteren, gaat in Seattle van start.
- 21 - Op de Potsdamer Platz in de Duitse hoofdstad Berlijn wonen zo'n 200.000 toeschouwers een opvoering bij van Roger Waters' The Wall, waarbij de Berlijnse Muur symbolisch weer wordt opgebouwd en uiteindelijk afgebroken.
- 22 - Greg LeMond verdedigt met succes zijn titel de 77ste editie van de Ronde van Frankrijk. De Amerikaanse wielrenner eindigt vóór Claudio Chiappucci (Italië) en Erik Breukink (Nederland).
- 24 - Irak stationeert zo'n 30.000 militairen bij de grens met Koeweit.
- 24 - In België wordt in Ardooie de honderdste varkenspesthaard gevonden. Zo'n 900 dieren worden afgemaakt.
- 25 - Saddam Hoessein, de Iraakse president, verklaart aan de Egyptische president Moebarak dat hij niet van plan is Koeweit binnen te vallen.
- 25 - In Zimbabwe wordt de noodtoestand, die sinds 1965 van kracht was, door de regering opgeheven.
- 27 - Bij een bijeenkomst van de OPEC in Genève wordt een akkoord bereikt om de prijs voor een vat ruwe olie te verhogen tot 21 dollar.

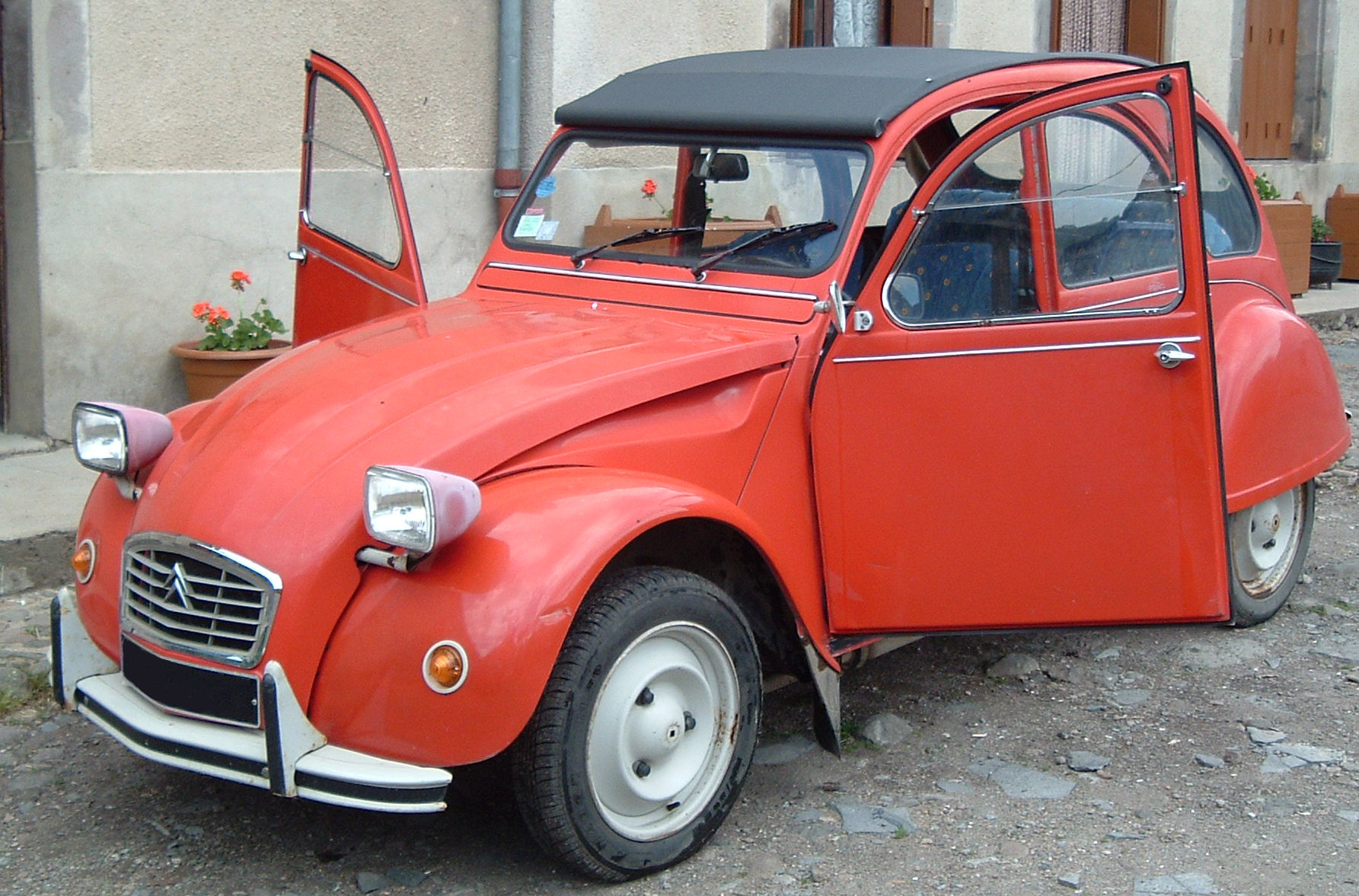
De productie van het populaire "lelijke eendje" stopt na 41 jaar.

- 27 - De laatste exemplaren van het "lelijke eendje" (het 2 pk-model) lopen in het Portugese Mangualde van de band. De productie van het populaire model van de Franse autofabrikant Citroën heeft 41 jaar geduurd.
- 27 - Uiteenvallen van de Sovjet-Unie - Het parlement van de Sovjetrepubliek Wit-Rusland roept de soevereiniteit uit.
- 28 - Alberto Fujimori wordt president van Peru en volgt Alan García op.
- 29 - De succesvolle Van Goghtentoonstellingen in Amsterdam en Otterlo worden gesloten op de honderdste verjaardag van de sterfdag van de schilder. De tentoonstellingen trokken zo'n 1.200.000 bezoekers.
- 30 - Het Liberiaanse leger doodt in een lutherse kerk in de hoofdstad Monrovia meer dan 600 vluchtelingen.
- 31 - Het Gemeentekrediet wordt door de Vlaamse regering aangeduid als kassier van de Vlaamse Gemeenschap. Vanaf 1 januari 1991 zal de bank zo'n 407 miljard frank beheren.
- 31 - In het Belgische plaatsje Balen ontploffen 570 obussen in twee kruitbunkers van de failliete munitiefabrikant PRB.

Augustus

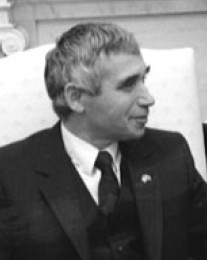
De Bulgaarse president Zjeljoe Zjelev

- 1 - In Port of Spain, de hoofdstad van Trinidad en Tobago, geven de extremistische moslimrebellen die sinds 27 juli 1990 veertig mensen, waaronder verscheidene ministers, gegijzeld hielden zich over.
- 1 - Zjeljoe Zjelev, de voorzitter van de Unie van Democratische Krachten, de voornaamste oppositiebeweging, wordt verkozen tot president van Bulgarije.
- 1 - Van Inch' Allah, de roman van de Italiaanse journaliste Oriana Fallaci, worden op drie dagen 150.000 exemplaren verkocht. Het boek breekt daarmee alle Italiaanse verkooprecords.
- 1 - Doordat Koeweit niet wil ingaan op de eisen van Irak, worden de verzoeningsgesprekken in Djedda tussen de beide landen zonder resultaat afgebroken.
- 2 - Golfoorlog - Invasie van Iraakse troepen in Koeweit. De emir van Koeweit wordt afgezet. De olieprijzen stijgen naar hun hoogste koers sinds 1986.
- 3 - In België overschrijdt de ozonconcentratie door de aanhoudende hoge temperatuur op drie plaatsen de alarmdrempel. Alarmfase 2 wordt afgekondigd en bedrijven worden verplicht om over te schakelen van olie en kolen op gas.
- 5 - In Namen wint de Belg Eric Geboers de Grote Prijs van België motorcross 500 cc. Hij wordt zo voor de vijfde maal wereldkampioen.
- 5 - De vijfjaarlijkse Havenfeesten in Zeebrugge en Brugge trekken zo'n 600.000 bezoekers, die er 125 zeilschepen kunnen bezichtigen.
- 5 - Amerikaanse mariniers evacueren Amerikaanse burgers uit de Liberiaanse hoofdstad Monrovia.
- 5 - De Caïro-verklaring van de mensenrechten in de islam wordt door 45 landen ondertekend. Ze wijst de Sharia aan als leidraad voor de mensenrechten, die er dan ook heel anders uitzien als in westerse landen
- 6 - Golfoorlog - De Verenigde Naties kondigt sancties tegen Irak af. Met dertien stemmen voor en twee onthoudingen (van Cuba en Jemen) beslist de Veiligheidsraad van de Verenigde Naties om economische maatregelen te nemen.
- 7 - Golfoorlog - De Verenigde Staten besluiten troepen naar het Golfgebied te sturen. In eerste instantie worden troepen naar Saoedi-Arabië gestuurd om dat land tegen een mogelijke inval te beschermen.
- 7 - De Zuid-Afrikaanse anti-apartheidsbeweging ANC beslist om alle gewapende acties gericht tegen de regering op te schorten.
- 8 - Golfoorlog - Het Verenigd Koninkrijk en een aantal andere landen (waaronder Arabische) spreken steun uit voor de beslissing van de VS. Een ultimatum van de VN-Veiligheidsraad geeft Irak tot uiterlijk 15 januari 1991 de tijd zich uit Koeweit terug te trekken.
- 8 - Golfoorlog - Irak annexeert Koeweit als een deel van zijn grondgebied. De Iraakse luchtmacht wordt uitgerust met chemische wapens. De eerste vliegtuigen met vluchtelingen komen in Europa aan.
- 9 - (tot 14 augustus) vierde Sail Amsterdam Zeilvlootshow
- 9 - Golfoorlog - Vele buitenlanders zitten vast in Irak nadat het land besliste zijn grenzen te sluiten. De VN-Veiligheidsraad aanvaardt de annexatie van Koeweit door Irak niet.
- 10 - Golfoorlog - De Arabische Liga houdt een spoedvergadering in Caïro en eist dat Irak zich uit Koeweit terugtrekt. Er wordt ook beslist een Arabische Vredesmacht naar Saoedi-Arabië te sturen.
- 10 - De Iraakse president Saddam Hoessein doet een oproep tot een heilige oorlog (Jihad) om het graf van Mohammed en Mekka uit handen van het Westen te houden.

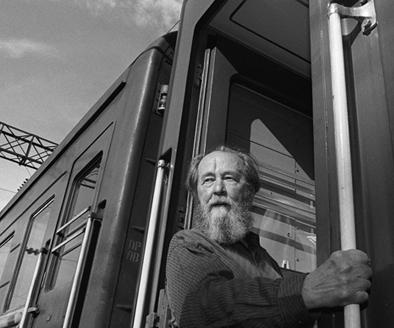
Aleksandr Solzjenitsyn

- 12 - De Belg Thierry Boutsen wint de Grand Prix van Hongarije en behaalt zo zijn derde overwinning in de Formule 1.
- 13 - Stefan Edberg lost Ivan Lendl na tachtig weken af als nummer één op de wereldranglijst der tennisprofessionals; de Zweed wordt de achtste aanvoerder van die lijst na Ilie Năstase (1), John Newcombe (2), Jimmy Connors (3), Björn Borg (4), John McEnroe (5), Lendl (6) en Mats Wilander (7).
- 14 - De Belgische beursgoeroe Jean-Pierre Van Rossem verlaat de Antwerpse gevangenis na 48 dagen in voorhechtenis te hebben gezeten.
- 15 - In de Sovjet-Unie worden Aleksandr Solzjenitsyn en Josef Brodsky in ere hersteld. Zij krijgen hun burgerrechten terug.
- 15 - In Gdańsk (Polen) wordt het tienjarig bestaan van de vakbond Solidariteit gevierd.
- 15 - Irans voorwaarden voor een vredesverdrag dat een eind moet maken aan de oorlog tussen Iran en Irak worden door Saddam Hoessein geaccepteerd.
- 15 - In zwarte woonwijken te Johannesburg (Zuid-Afrika) vallen 140 doden bij politiek oproer en stammengeweld.
- 16 - De Oost-Duitse sociaaldemocratische partij SDP stapt uit de regeringscoalitie met christendemocraten die onder leiding staat van Lothar de Maizière.
- 17 - België stuurt twee mijnenjagers (de Iris en de Myosotis) en een commandoschip (de Zinnia) naar de Perzische Golf. De schepen vertrekken met 214 man aan boord vanuit Zeebrugge.
- 17 - Aleksandr Solzjenitsyn weigert het aanbod van de Sovjet-Unie voor het herstel van zijn burgerrechten.
- 18 - Golfoorlog - Incident in de Perzische Golf: twee Amerikaanse fregatten lossen waarschuwingsschoten naar Iraakse tankers die echter geen rechtsomkeert maken.
- 19 - In het zwarte stadsdeel Soweto in Johannesburg (Zuid-Afrika) vallen 222 doden tijdens bloedig geweld tussen de aanhangers van het ANC en Inkatha.
- 20 - Golfoorlog - De Amerikaanse president George Bush eist van de Iraakse president Saddam Hoessein dat de duizenden westerlingen die volgens Bush door Irak worden gegijzeld, worden vrijgelaten. Op zijn beurt eist Irak dat alle ambassades in Koeweit worden gesloten.
- 21 - Golfoorlog - De negen leden van de West-Europese Unie besluiten in Parijs om gezamenlijk op te treden tijdens de Golfcrisis.
- 22 - Golfoorlog - Irak plaatst raketten in het bezette Koeweit. President George Bush roept 40.000 reservisten op voor dienst in de Perzische Golf.
- 23 - Op de Iraakse televisie worden beelden getoond van Saddam Hoessein die omringd wordt door Britten, onder wie enkele kinderen. Zij mogen het land niet verlaten, maar worden niet gegijzeld volgens de Iraakse president.

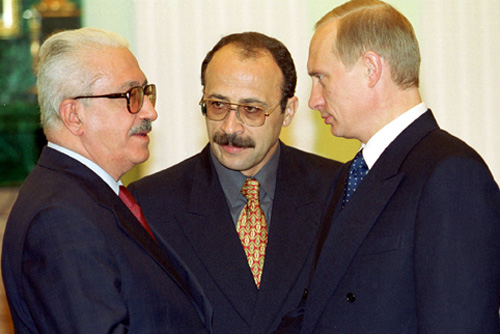
Tarek Aziz, Iraaks minister van Buitenlandse Zaken, links in beeld.

- 23 - Het DDR-parlement stemt tijdens een extra zitting in met 3 oktober 1990 als de datum van de vereniging van de twee Duitslanden. De datum wordt geaccepteerd met 294 stemmen voor, 62 tegen en 7 onthoudingen.
- 24 - Henry E. Holt ontdekt de planetoïde (13043) 1990 QT4.
- 25 - Golfoorlog - Voor het eerst keurt de VN-Veiligheidsraad unaniem een resolutie goed waarbij het wordt gewettigd om militaire middelen in te zetten om het handelsembargo tegen Irak te doen naleven.
- 26 - In de Joegoslavische stad Tuzla komen 78 mijnwerkers om bij een gasontploffing in een kolenmijn.
- 27 - Golfoorlog - De drie schepen van de Belgische marine die naar aanleiding van de Golfoorlog waren uitgestuurd, krijgen de Golf van Oman als eindbestemming.
- 28 - Golfoorlog - President Saddam Hoessein roept Koeweit uit tot 19e provincie van Irak.
- 29 - In Wenen wordt door tien olieministers van de OPEC een akkoord bereikt om voor de duur van de Golfoorlog de overeengekomen productieplafonds voor olie op te heffen. De prijs van een vat ruwe olie daalt zo met ongeveer twee dollar per vat.
- 31 - In Berlijn ondertekenen de twee Duitslanden het Eenwordingsverdrag, waardoor beide staten op 3 oktober weer één staat worden.
- 31 - Golfoorlog - Javier Pérez de Cuéllar, de secretaris-generaal van de VN, en Tarek Aziz, de Iraakse minister van Buitenlandse Zaken, starten in Amman gesprekken over de Golfoorlog.

September
- 1 - De Vlaamse openbare zender BRT lanceert TV1. De populaire presentator Luc Appermont stapt over van BRT naar de commerciële zender VTM.
- 1 - De Vlaamse politieke partij Volksunie neemt een tweede naam aan: "Vlaamse Vrije Democraten".
- 1 - De Franstalige leerkrachten vangen het nieuwe schooljaar aan met een betoging in Brussel.
- 2 - In Utsunomiya (Japan) wordt de Belg Rudy Dhaenens wereldkampioen wielrennen op de weg. Tweede is zijn landgenoot en ploegmaat Dirk De Wolf.
- 2 - De Gordel, de jaarlijkse fiets- en wandeltochthappening door 18 Vlaamse randgemeenten van Brussel, trekt zo'n 85000 deelnemers aan, 10000 meer dan in 1989.
- 2 - In Canada maakt het leger na 54 dagen een einde aan een barricadeactie van Mohawkindianen die protesteerden tegen de aanleg van een golfbaan in hun reservaat.
- 2 - Het Verdrag inzake de Rechten van het Kind, goedgekeurd op 20 november 1989, wordt van kracht.
- 4 - De eerste ministers van Noord- en Zuid-Korea ontmoeten elkaar voor het eerst sinds 45 jaar in Seoel. Zij plegen overleg om de spanningen tussen beide landen te verminderen.
- 5 - Saddam Hoessein, de Iraakse president, roept opnieuw op tot een heilige oorlog tegen het Westen. Hij spoort de Egyptenaren en het Saoedische volk aan om in opstand te komen tegen hun regeringen.
- 7 - De Belgische Koning Boudewijn viert zijn zestigste verjaardag en zit in 1990 ook veertig jaar op de troon. Deze dubbele blijde gebeurtenis wordt gevierd met de zogenaamde 60/40-feesten, waarvan het officiële startschot wordt gegeven op de verjaardag van de koning.
- 8 - Het National Symphony Orchestra of London krijgt een Belg als hoofddirigent: de 58-jarige Vlaamse pianist François Glorieux.
- 8 - Nelson Mandela begint een driedaags bezoek aan Zaïre. President Mobutu begroet hem bij zijn aankomst in Goma.
- 8 - De finale in het vrouwenenkelspel op de US Open wordt gewonnen door Gabriela Sabatini. Zij verslaat Steffi Graf.
- 9 - Samuel Doe, de president van Liberia, wordt in Monrovia door de rebellen van Prince Yormie Johnson verwond en gevangengenomen. Doe wordt gefolterd en later vermoord.
- 9 - Golfoorlog - Tijdens een topontmoeting in Helsinki tussen George Bush en Michail Gorbatsjov verklaren beide politici dat Irak de VN-resoluties moet respecteren.
- 10 - Paus Johannes Paulus II wijdt in Yamoussoukro de O.L.V. van de Vredebasiliek in. Het gebouw is een kopie van de Sint-Pietersbasiliek in Rome.
- 10 - Het proces over de schuld van de ramp met de Herald of Free Enterprise start in Londen.
- 10 - Iran en Irak sluiten een akkoord om hun diplomatieke betrekkingen te normaliseren.
- 10 - Het mannenenkelspel op de US Open wordt gewonnen door de Amerikaan Pete Sampras. Hij verslaat in de finale zijn landgenoot Andre Agassi.
- 11 - Golfoorlog - De Britse regering gaat tanks gestationeerd in de Bondsrepubliek Duitsland inzetten in het Golfgebied.
- 12 - In Moskou ondertekenen de Duitse Democratische Republiek en de Bondsrepubliek Duitsland en de vier geallieerde winnaars van de Tweede Wereldoorlog het zogenaamde "2 + 4"-verdrag. Dit verdrag herstelt de soevereiniteit van Duitsland en legt het internationale statuut van het nieuwe herenigde Duitsland vast. Formeel komt hiermee pas een einde aan de Tweede Wereldoorlog.
- 13 - Manneken Pis krijgt zijn 500e kostuumpje aangemeten. De Belgische Spoorwegen schenken hem het uniform van een treinchef op de TGV.
- 14 - Golfoorlog - Iraakse soldaten dringen binnen in de Belgische ambassade in Koeweit-Stad.
- 14 - Zesentwintig treinreizigers worden op bloedige wijze afgemaakt tijdens gewelddadige onlusten in zwarte wijken rondom Johannesburg (Zuid-Afrika).
- 15 - De Gouden Leeuw van het Filmfestival van Venetië gaat naar Rosencrantz & Guildenstern Are Dead van Tom Stoppard.
- 16 - Golfoorlog - Op de Iraakse televisie wordt een boodschap vertoond waarbij de Amerikaanse president George Bush zich richt tot het Iraakse volk.
- 18 - Tijdens een zitting in Tokio wijst het Internationaal Olympisch Comité de organisatie van de Spelen in 1996 toe aan de Amerikaanse stad Atlanta.
- 19 - Na 28 jaar te hebben gediend als directeur-generaal van het Nationaal Secretariaat van het Katholiek Onderwijs gaat Mgr. Alfred Daelemans (67) op rust.
- 20 - De Driejaarlijkse Staatsprijs gaat naar André Demedts voor zijn hele schrijverscarrière.
- 21 - In de reeks rond precolumbiaanse cultuur organiseren de Koninklijke Musea voor Kunst en Geschiedenis de tentoonstelling "Inca-Peru" als derde en laatste luik. De tentoonstelling loopt van 21 september tot 30 december.
- 22 - Luciano Pavarotti geeft voor de tweede maal een optreden in het Antwerpse Sportpaleis.
- 23 - Golfoorlog - Irak haalt de munteenheid van Koeweit, de Koeweitse dinar, uit omloop.

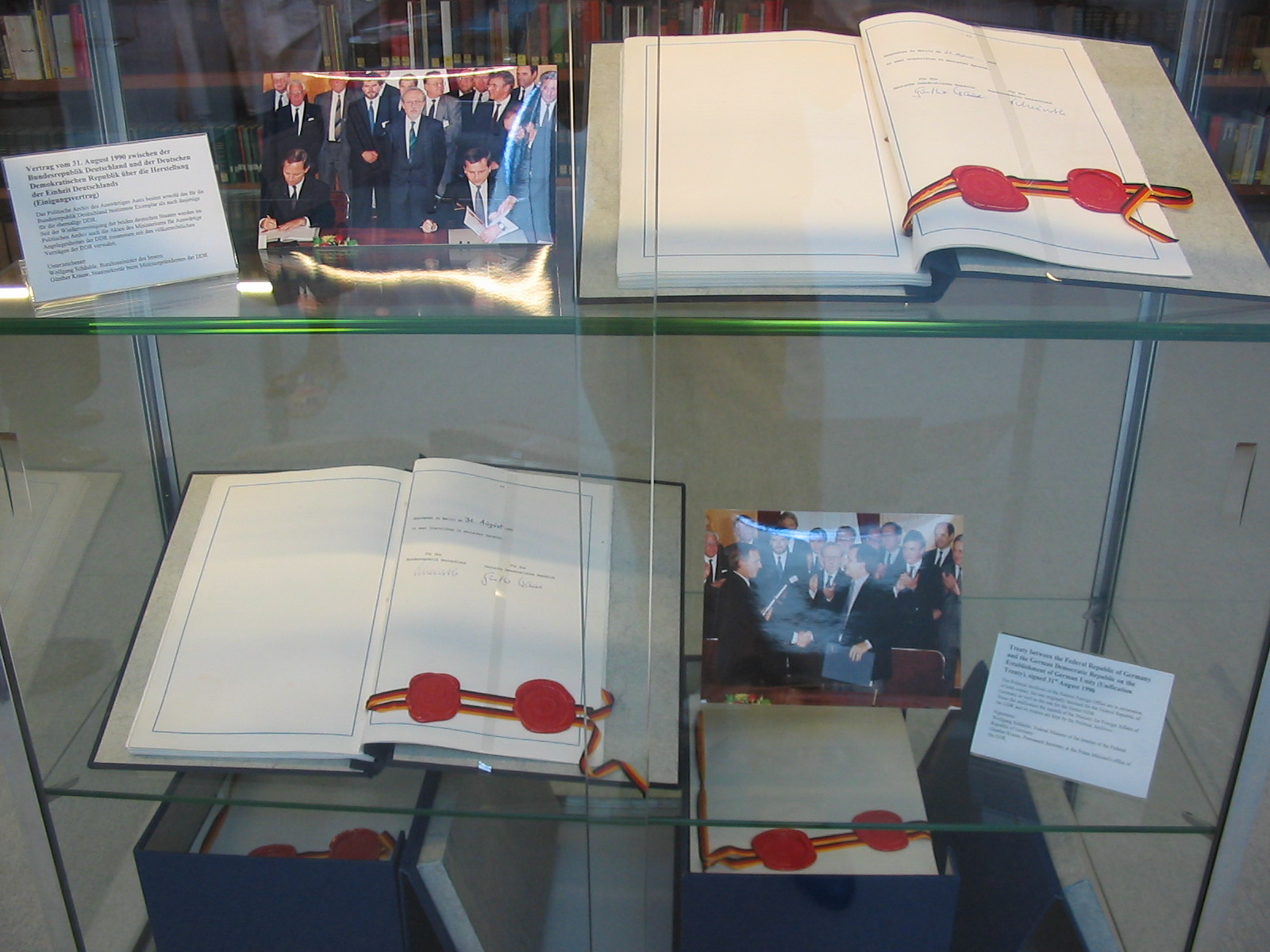
De beide versies van het Duitse Eenwordingsverdrag

- 23 - Frederik Willem de Klerk brengt een bezoek aan de Verenigde Staten. Hij is de eerste Zuid-Afrikaanse president die een bezoek brengt aan het land sinds de invoering van de apartheid.
- 24 - De Duitse bondspresident Richard von Weizsäcker ondertekent in Bonn het verdrag over de Duitse eenwording.
- 24 - De DDR stapt uit het Warschaupact.
- 24 -  GroenLinks wordt opgericht.
- 25 - Golfoorlog - Het handelsembargo tegen Irak wordt door de Verenigde Naties tot het luchtruim uitgebreid. De Russische overheid sluit VN-geweld tegen Irak niet uit.
- 27 - Voor de eerste keer sinds 14 februari 1989 verschijnt de Britse schrijver Salman Rushdie, bekend van De Duivelsverzen, op de televisie.
- 27 - Na negen jaar ballingschap keert de eerste president van Algerije, Ahmed Ben Bella, terug naar zijn land. Hij wordt enthousiast onthaald in de hoofdstad Algiers.
- 28 - De negende editie van de Grote Winkler Prins Encyclopedie wordt voorgesteld.
- 29 - De Wereldtop voor kinderen van de Verenigde Naties wordt in New York door koning Boudewijn geopend in het bijzijn van staatshoofden uit de hele wereld.
- 30 - Golfoorlog - President Saddam Hoessein doet een oproep voor een vredesdialoog.

Oktober
- 1 - In het Sovjet-Russische parlement wordt de "Wet over gewetensvrijheid en religieuze organisaties" door een grote meerderheid goedgekeurd.
- 1 - Start van de eerste Nederlandse soapserie Goede tijden, slechte tijden.
- 1 - De Vlaamse radiozenders Radio 1, Radio 2 en Studio Brussel van de openbare omroep zenden voor het eerst handelsreclame uit.
- 2 - De Peanutsstripfiguren van Charles M. Schulz, waaronder Snoopy en Charlie Brown, worden 40 jaar oud.
- 2 - Zo'n 500 gewapende Rwandese Tutsivluchtelingen vallen vanuit Oeganda Rwanda binnen.
- 3 - Duitse hereniging. De Länder (deelstaten) van de DDR (Oost-Duitsland) treden toe tot de Bondsrepubliek Duitsland, die nu 16 deelstaten telt. Daarmee geldt de West-Duitse wetgeving voor geheel Duitsland.
- 3 - Rwanda vraagt hulp aan België om het hoofd te bieden aan de invasie van Tutsi-rebellen.
- 4 - In het Rijksdaggebouw in Berlijn komt het Duitse parlement voor het eerst in 57 jaar weer samen. Het gaat om 520 leden van de Bondsdag en 144 leden van de Oost-Duitse Volkskammer.
- 4 - Golfoorlog - Het Belgische fregat "F912 Wandelaar" vertrekt met 160 man van Zeebrugge naar de Perzische Golf.
- 4 - Vijfhonderd Belgische paracommando's worden in het kader van een humanitaire actie naar Rwanda gestuurd nadat dat land om hulp had gevraagd.
- 5 - De Driejaarlijkse Staatsprijs voor proza gaat naar de schrijfster Kristien Hemmerechts.
- 6 - De eerste aflevering van FC De Kampioenen wordt uitgezonden.
- 8 - Er vallen 21 Palestijnse doden en 300 gewonden bij schermutselingen op de Tempelberg in Jeruzalem.
- 8 - Het Britse pond sterling treedt toe tot het Europees Monetair Stelsel.
- 9 - Jean-Pierre Van Rossem stelt zijn eerste roman, Staat in staat van ontbinding, voor.
- 9 - De Gouden Griffel gaat naar Els Pelgrom voor het boek De eikelvreters.
- 10 - In België worden de bufferzones ingesteld tegen de verspreiding van de varkenspest opgeheven.
- 13 - De leider van de Libanese christelijke milities, generaal Michel Aoun, vlucht naar de Franse ambassade nadat hij werd verdreven uit zijn hoofdkwartier in Oost-Beiroet.
- 13 - In het stadhuis van Brugge viert Jeugd en Muziek zijn vijftigjarig bestaan.
- 14 - Bij federale verkiezingen in Duitsland haalt de CDU van kanselier Helmut Kohl de overwinning in 4 van de 5 vroegere deelstaten van de DDR. Zie Duitse Bondsdagverkiezingen 1990.
- 15 - Sovjetleider Michail Gorbatsjov krijgt de Nobelprijs voor de vrede.
- 15 - Saoedi-Arabië meldt dat er nieuwe olievelden zijn ontdekt. De reserves van het land verhogen zo met 20%.
- 15 - In Zuid-Afrika wordt de zogenaamde "kleine apartheid", de wet op gescheiden voorzieningen, afgeschaft.
- 15 - Golfoorlog - De regering van Koeweit verklaart zich bereid tot het bespreken van de geschillen met buurland Irak zodra de Iraakse troepen uit het emiraat worden teruggetrokken.
- 17 - De Rode Duivels verliezen in Cardiff hun eerste wedstrijd in de voorronde van het Europees kampioenschap voetbal tegen Wales met 3-1.
- 17 - De zogenaamde "Groene Lijn" - een lijn van 8 km lang die de Libanese hoofdstad Beiroet gedurende 15 jaar in twee heeft gedeeld - wordt door Syrische troepen ontmanteld.
- 18 - De Vlaamse Raad keurt het voorstel goed dat aan de Vlaamse Gemeenschap een nieuw wapen en een nieuwe vlag geeft. Het Vlaamse volkslied - de Vlaamse Leeuw - wordt uitgebreid met een strofe.
- 19 - De Britse rederij P&O European Ferries Ltd wordt door een Londense rechtbank vrijgesproken van doodslag in het proces dat tegen de maatschappij was aangespannen na de ramp met de Herald of Free Enterprise in 1987.

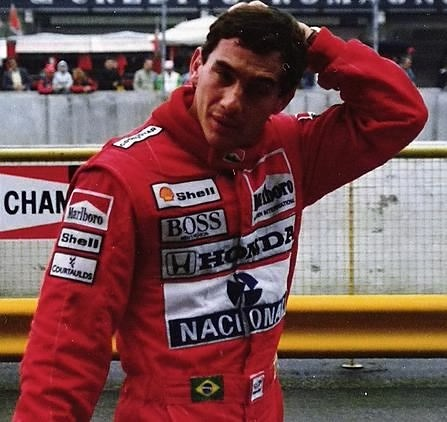
De Braziliaanse autocoureur Ayrton Senna

- 21 - De Braziliaanse autocoureur Ayrton Senna wordt voor de tweede maal wereldkampioen Formule 1. Hij behaalt deze titel in de voorlaatste Grand Prix van het seizoen op het Circuit Suzuka (Japan). Zie ook Formule 1 in 1990.
- 22 - In Rwanda zijn de rebellen die in opstand zijn gekomen tegen de regering bereid tot een wapenstilstand.
- 22 - De BRT beslist om zijn huisorkest, de Big Band, dat onder leiding staat van Freddy Sunder, op te doeken.
- 23 - De Russische stad Nizjni Nowgorod, sinds 1932 Gorki geheten, krijgt haar oude naam terug.
- 24 - In Noord-Ierland worden twee controleposten door bomaanslagen van het IRA getroffen. Zes Britse soldaten en 27 anderen worden gewond.
- 25 - De regering van Rwanda aanvaardt officieel het bestand aangeboden door de rebellen.
- 25 - De Albanese schrijver Ismail Kadare vraagt politiek asiel aan in Frankrijk.
- 26 - Aan het einde van zijn driedaags bezoek aan de NAVO in Evere pleit generaal Mikhaïl Moisejev, de stafchef van de strijdkrachten van de Sovjet-Unie, voor een omvorming van de militaire blokken.
- 27 - Het Amerikaans Congres verbiedt alle militaire hulp aan Zaïre.
- 27 - De Belgische regering zet de humanitaire opdracht van de paracommando's in Rwanda stop.
- 28 - In België verliezen de christendemocraten twee zetels en de Partij van de Duitstalige Belgen één zetel bij verkiezingen voor het Parlement van de Duitstalige Gemeenschap. De groenen winnen drie zetels en de socialisten een. De liberalen blijven status quo.

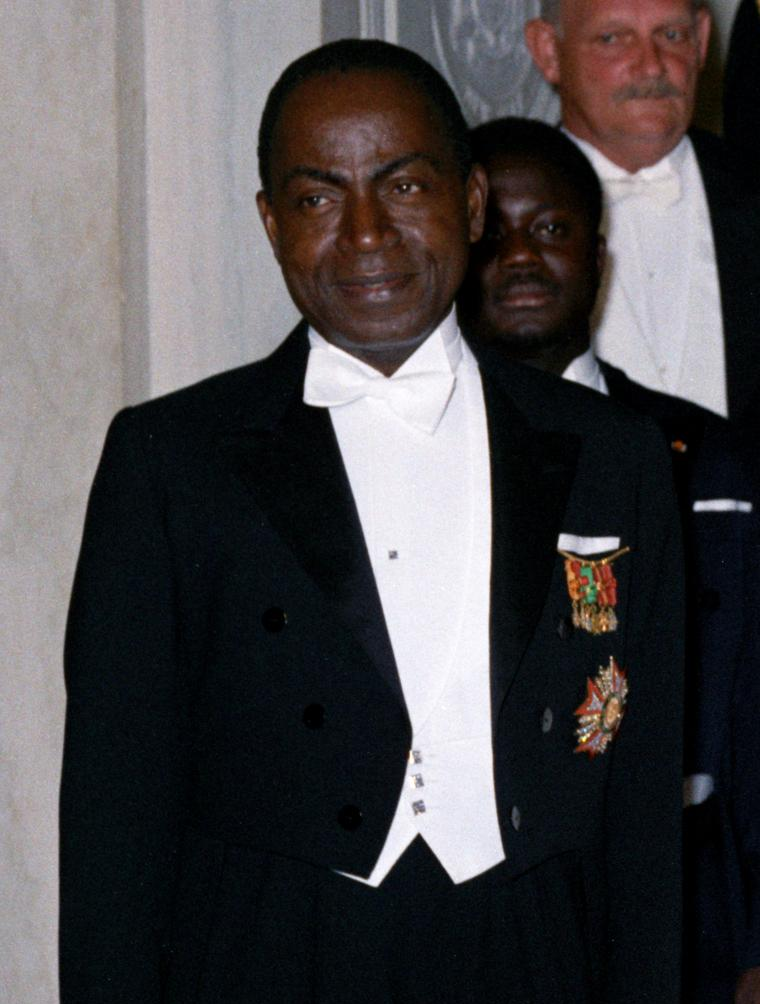
De Ivoriaanse president Felix Houphouët-Boigny

- 28 - In Ivoorkust boekt de aftredende president Felix Houphouët-Boigny een ruime verkiezingsoverwinning.
- 28 - In Rome beslist een buitengewone Europese Raad dat de tweede fase van de EMU, de Europese economische en monetaire unie, zal beginnen op 1 januari 1994. De bevoegdheden van de lidstaten betreffende geld en rentevoeten zullen overgedragen worden aan een onafhankelijke centrale Europese bank. Het Verenigd Koninkrijk stemt als enige tegen.
- 28 - In de Georgische Sovjetrepubliek worden de eerste vrije en meerpartijen-verkiezingen gehouden voor de Georgische Hoge Raad (voormalige Opperste Sovjet). Deze worden gewonnen door het blok "Ronde Tafel — Vrij Georgië" onder leiding van nationalist en aanjager van de onafhankelijkheidsstrijd Zviad Gamsachoerdia.
- 29 - In Parijs ondertekenen de Franse president François Mitterrand en de Sovjet-Russische president Michail Gorbatsjov een vriendschapsverdrag.
- 30 - Een eerste groep Belgische para's keert na een humanitaire opdracht van 24 dagen in Rwanda terug naar België.
- 30 - In België wordt voor het eerst sinds 20 augustus 1990 weer een haard van varkenspest vastgesteld. Het gaat om een landbouwbedrijf in Denderwindeke.
- 30 - Groot-Brittannië is geen eiland meer: om 20u25 wordt onder het Kanaal een verbinding van 5 centimeter tot stand gebracht tussen Groot-Brittannië en het Europese vasteland.

November
- 1 - Mary Robinson wordt de 1ste vrouwelijke president van Ierland.
- 1 - Er worden nieuwe leden verkozen door de Algemene Vergadering van de Verenigde Naties. Vanaf 1 januari 1991 zullen België, Ecuador, India, Oostenrijk en Zimbabwe voor twee jaar deel uitmaken van de Veiligheidsraad.
- 1 - Sir Geoffrey Howe, de vice-premier van het Verenigd Koninkrijk, neemt ontslag.
- 3 - De laatste Belgische para's die deelnamen aan de militaire operatie "Groene Bonen" keren terug uit Rwanda en landen op Melsbroek.
- 4 - De Iraakse overheid laat vijftien gijzelaars (een Belg en veertien Duitsers) vertrekken.

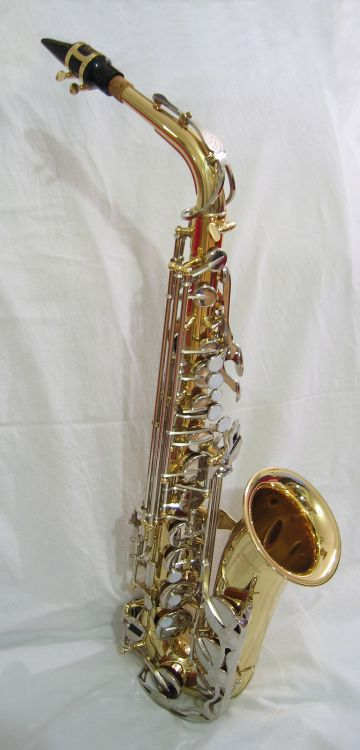
De saxofoon viert zijn 150ste verjaardag.

- 4 - De stad Dinant viert het honderdvijftigjarig bestaan van de saxofoon met een concert waaraan duizenden saxofoonspelers uit heel Europa deelnemen.
- 5 - In Genève wordt de wetenschappelijke conferentie over het broeikaseffect, waaraan experts uit 120 landen hebben deelgenomen, afgesloten.
- 6 - Hongarije wordt het 24e lid van de Raad van Europa en is zo het eerste land van het Warschaupact dat toetreedt tot de organisatie.
- 7 - Tijdens de viering van de 73e verjaardag van de Revolutie van 1917 op het Rode Plein in Moskou vuurt een man een paar maal in de richting van Michail Gorbatsjov.
- 7 - Een derde van het filmterrein van de Universal Studios wordt door brand verwoest.
- 8 - Gina Marie Tolleson, de 21-jarige Miss Verenigde Staten, wordt in Londen gekroond tot Miss World. Zie ook Lijst van Miss World-winnaressen.
- 9 - Pierre Godfroid wordt de nieuwe voorzitter van Sabena.
- 9 - Golfoorlog - De Amerikaanse president George Bush stuurt 150.000 extra soldaten naar de Perzische Golf.
- 9 - Golfoorlog - Door bemiddeling van voormalig Duits bondskanselier Willy Brandt worden in Irak 206 gijzelaars vrijgelaten.
- 10 - De Libanese milities trekken zich na 15 jaar oorlog terug uit Beiroet.
- 10 - In het oosten van het Afrikaanse land Tsjaad worden regeringstroepen aangevallen door aanhangers van Idriss Déby.
- 12 - Kroonprins Akihito wordt de 125ste monarch van Japan en neemt de titel Keizer Akihito van Japan aan. De troonsbestijging vindt plaats in het bijzijn van hoge gasten uit 158 landen.
- 13 - De 1ste bekende webpagina wordt geschreven.
- 14 - Duitsland en Polen tekenen in Warschau een verdrag dat hun grens langs de rivieren Oder en Neisse vastlegt.
- 15 - Golfoorlog - Nabij de grens met Koeweit houden Amerikaanse en Saoedische troepen de militaire oefening "Imminent Thunder".
- 18 - België - In Brussel betogen tienduizenden ouders om te tonen dat zij de Franstalige leerkrachten, die al weken staken, steunen.
- 18 - Golfoorlog - Saddam Hoessein geeft aan buitenlanders de toestemming om vanaf 25 december Irak te verlaten.
- 19 - Golfoorlog - Irak maakt bekend dat er 250.000 soldaten extra in Koeweit zullen worden ingezet.
- 19 - Tijdens de Conferentie over Veiligheid en Samenwerking in Europa in Parijs kondigen de landen van de NAVO en het Warschaupact officieel het einde van de Koude Oorlog af.
- 19 - Jean Rouaud ontvangt de Prix Goncourt voor zijn debuutroman Les Champs d'honneur.
- 20 - Bij een stemming voor het leiderschap van de Britse Conservative Party komt Margaret Thatcher vier stemmen te kort tegen haar concurrent Michael Heseltine. Er moet een tweede stemronde worden georganiseerd.
- 21 - De Belgische pretparken Walibi en Bellewaerde worden ondergebracht in één vennootschap.
- 21 - Golfoorlog - Een Belgische delegatie van parlementsleden reist af naar Bagdad (Irak) om er te onderhandelen over de vrijlating van alle Belgische gijzelaars.
- 22 - Margaret Thatcher kondigt aan dat zij niet zal deelnemen aan de tweede stemronde voor het leiderschap van de Britse Conservative Party.
- 22 - Golfoorlog - De Amerikaanse president George Bush brengt op Thanksgiving Day een bezoek aan de Amerikaanse troepen in de Perzische Golf.
- 25 - In Melbourne eindigt de Nederlandse hockeyploeg als tweede bij het toernooi om de Champions Trophy.
- 25 - Bij de eerste ronde van de Poolse presidentsverkiezingen haalt Lech Wałęsa met 39,9% de meeste stemmen. Tweede is Stan Tymiński met 23,23%. De eerste minister Tadeusz Mazowiecki is uitgeschakeld. Een tweede stemronde zal uitmaken wie president wordt.
- 27 - John Major wordt de nieuwe leider van de Conservative Party in het Verenigd Koninkrijk en wordt naar voren geschoven als de nieuwe premier.
- 28 - De leerkrachten van het Franstalige onderwijs in België hervatten het werk na vijf weken staking en acht maanden van actie voeren.
- 28 - Golfoorlog - Saddam Hoessein kondigt de vrijlating van alle Belgen in Irak aan naar aanleiding van een toespraak van koning Boudewijn in Algiers.
- 28 - De Bulgaarse regering onder leiding van premier Andrej Loekanov treedt af, nadat de oppositie druk had uitgeoefend met een algemene staking.
- 29 - De Veiligheidsraad keurt militaire actie tegen Irak goed als dat land zich niet voor 15 januari 1991 uit Koeweit heeft teruggetrokken.
- 30 - Een brand in het Brusselse Beursgebouw zorgt voor veel schade. De Belgische aandelenmarkt wordt voor een dag stilgelegd.
- 30 - Golfoorlog - De Iraakse minister van Buitenlandse Zaken Tariq Aziz wordt door de Amerikaanse president George Bush uitgenodigd naar Washington D.C. voor vredesonderhandelingen. Hij stelt ook voor om de Amerikaanse minister van Buitenlandse Zaken, James Baker, naar Irak te sturen.
- 30 - Twee dagen voor de eerste verkiezingen in het herenigde Duitsland wordt het laatste gedeelte van de Berlijnse Muur afgebroken. Enkele honderden meters van de Muur worden als monument bewaard.
- 30 - Op een buitengewone aandeelhoudersvergadering wordt de overname van de Belgische wapenfabrikant FN door het Franse GIAT goedgekeurd.

December
- Afschaffing van het systeem van Apartheid in Zuid-Afrika.
- 1 - Britse en Franse arbeiders van de Kanaaltunnel ontmoeten elkaar 40 meter onder het Kanaal. Het is de 1ste landverbinding tussen het Verenigd Koninkrijk en het Europese vasteland sinds de laatste ijstijd.
- 1 - De staatssecretaris van het Vaticaan, kardinaal Agostino Casaroli (76), gaat met pensioen en wordt opgevolgd door aartsbisschop Angelo Sodano (63).
- 2 - De christelijk-liberale coalitie van Helmut Kohl wint de 1ste vrije verkiezingen in Duitsland sinds 1932.
- 2 - Golfoorlog - Samen met een Belgische parlementaire delegatie landen vierentwintig Belgische gijzelaars die vier maanden in Irak en Koeweit hebben vastgezeten, in Zaventem.
- 2 - Voor het eerst gaat een journalist de ruimte in. De Japanner Toyohiro Akiyama is de eerste betalende passagier aan boord van een ruimteschip. Zijn werkgever, de Tokyo Broadcasting System betaalde de kosten voor een ruimtereis met de Sovjet-Russische Sojoez TM-11.
- 3 - Meer dan 30.000 landbouwers betogen in Brussel tijdens de slotsessie van de Internationale Handelsbesprekingen van de GATT. De landbouwers betogen tegen de politiek van de Europese Gemeenschap en de Amerikaanse eis om alle landbouwsubsidies af te schaffen.
- 4 - Golfoorlog - Zo'n 3.000 Sovjet-Russische burgers mogen Irak verlaten op voorwaarde dat Moskou een schadevergoeding betaalt voor het vroegtijdig afbreken van hun arbeidscontracten.
- 6 - Golfoorlog - Saddam Hoessein laat "om humanitaire redenen" zijn westerse gijzelaars vrij.
- 7 - De GATT-besprekingen in Brussel draaien uit op een mislukking en zullen in 1991 in Genève worden hervat.
- 8 - In het Groothertogdom Luxemburg wordt het honderdjarig bestaan van de Luxemburgse dynastie gevierd.
- 9 - Slobodan Milošević wordt president van Servië.
- 9 - Golfoorlog - In Bagdad begint de uittocht van zo'n 8.000 buitenlandse gijzelaars uit Irak.
- 9 - Lech Wałęsa wordt in de tweede verkiezingsronde met 74,25% van de stemmen verkozen tot president van Polen.
- 11 - Golfoorlog - De laatste buitenlandse gijzelaars verlaten Koeweit.
- 11 - De communistische partij van Albanië belooft democratisering en dat er plaats komt voor politieke oppositiepartijen.
- 14 - Michail Gorbatsjov maakt bekend dat hij het geldbedrag van zijn Nobelprijs schenkt aan de medische centra in de Sovjet-Unie.
- 15 - De twaalf regerings- en staatsleiders van de Europese Gemeenschap komen in Rome samen om het Verdrag van Rome van 1957 te herzien. Er wordt besloten tot de oprichting van de Economische en Monetaire Unie en van de Europese Politieke Unie.
- 15 - In Brussel wordt ter ere van koningin Fabiola op de Heizel een huldefeest georganiseerd met als thema "Dertig Jaar Dankbaarheid".
- 15 - De moordenaars van de Braziliaanse milieuactivist Chico Mendes worden veroordeeld tot 19 jaar gevangenisstraf.
- 15 - In Nederland haalt de VARA met een grote tv-actie "Help de Russen de winter door" 20 miljoen gulden op voor de noodlijdende bevolking van de Sovjet-Unie.
- 16 - Jean-Bertrand Aristide wordt gekozen tot president van Haïti, waarmee een einde komt aan een periode van militaire dictatuur.
- 16 - Geboorte in Lelystad van het eerste genetisch gemodificeerde kalf Herman.
- 17 - De Belgische politici Jaak Gabriëls en Hans De Belder reizen af naar Libië om te bemiddelen voor de vrijlating van een Belgisch gezin.
- 17 - Golfoorlog - De geplande ontmoeting tussen de Amerikaanse president George Bush en de Iraakse buitenlandminister Tariq Aziz wordt door Irak geschrapt.
- 17 - De Belgische bariton José Van Dam ontvangt de titel "Europees Musicus van het Jaar".
- 17 - De premier van de DDR, Lothar de Maizière, legt al zijn politieke functies neer. Men verdenkt hem ervan een medewerker te zijn geweest van de Stasi, de Oost-Duitse geheime dienst.
- 20 - Edoeard Sjevardnadze, de Sovjet-Russische Minister van Buitenlandse Zaken, neemt ontslag.
- 20 - In de Rijksdag in Berlijn houdt het eerste wettig verkozen Duitse parlement zijn eerste zitting.
- 20 - Golfoorlog - Uit vrees voor een mogelijke Iraakse aanval vraagt Turkije aan de NAVO om haar mobiele interventiemacht naar Turkije te sturen.
- 21 - In Albanië begint men met het neerhalen van alle standbeelden van Jozef Stalin. De leider van het Democratisch Front, de weduwe van de in 1985 overleden leider Enver Hoxha, wordt uit haar ambt ontzet.
- 22 - Lech Wałęsa legt de eed af als democratisch verkozen president van Polen.
- 23 - Nationaal Referendum in Slovenië voor onafhankelijkheid en soevereiniteit
- 24 - De militaire leiding van Suriname onder leiding van Desi Bouterse maant de zittende regering onder leiding van premier Shankar per telefoon om op te stappen, omdat de militairen de macht weer willen overnemen. Daaraan wordt gehoor gegeven. De gebeurtenis kwam in binnen- en buitenland bekend te staan als de telefooncoup.
- 24 - Acteur Tom Cruise en actrice Nicole Kidman trouwen.
- 24 - Een onderzoekscommissie van het Zaïrese parlement over de rellen van 9 tot 12 mei aan de universiteit van Lubumbashi komt tot de conclusie dat er tijdens de rellen één dode is gevallen en dat die op natuurlijke wijze is overleden.
- 25 - De verbannen Roemeense koning Michaël I van Roemenië brengt een onverwacht bezoek aan zijn geboorteland, maar wordt na 12 uur alweer uit het land gezet.
- 27 - Na twee stemrondes wordt Gennadi Janajev verkozen tot eerste vicepresident van de Sovjet-Unie.
- 29 - Honderden indianen herdenken de honderdste verjaardag van het Bloedbad van Wounded Knee.
- 29 - De nieuwe Poolse president Lech Wałęsa draagt Jan Krzysztof Bielecki voor als kandidaat-premier.
- 29 - De Argentijnse president Carlos Menem verleent gratie aan de militaire leiders van de junta van 1976-83, onder wie generaals Jorge Videla en Roberto Viola.
- 31 - De Rus Garri Kasparov behoudt zijn wereldtitel schaken na winst tegen zijn landgenoot Anatoli Karpov.

Zonder datum
- De Wereldgezondheidsorganisatie haalt homoseksualiteit van de lijst van ziektes.
- Voor het eerst wordt het Nationaal Dictee der Nederlandse Taal gehouden.
- Het tekenfilmkonijn Bugs Bunny viert zijn 50e verjaardag.

## Muziek

### Klassieke muziek
- 10 januari: eerste uitvoering van Partita (versie viool/orkest) van Witold Lutosławski gevolgd door diens Interlude
- 11 januari: eerste uitvoering van Symfonie nr. 5 van William Bolcom
- 3 mei: eerste uitvoering van de Cellosonate van William Bolcom
- 20 mei: eerste uitvoering van Tarantella van Witold Lutosławski
- 27 mei: eerste uitvoering van Architectonics IV van Erkki-Sven Tüür
- 7 juni: eerste uitvoering van Requiem da camera van Gerald Finzi
- 3 september: eerste uitvoering van Symfonie nr. 1 van Poul Ruders
- 9 september: eerste uitvoering van Pergamon van Kalevi Aho
- 15 september: eerste uitvoering van Oi kuu van Kaija Saariaho
- 5 oktober: eerste uitvoeringen van Beatus Petronius en Statuit ei Dominus van Arvo Pärt (versie twee koren/twee orgels)
- 24 oktober: eerste uitvoering van Gefriolsae me van Thomas Adès
- 26 november: eerste uitvoering van Stemning van Johan Kvandal
- 28 november: eerste uitvoering van The Music of Dawn van David Matthews
- 7 december: eerste uitvoering van Tundra van Poul Ruders
- 14 december: eerste volledige uitvoering van Twintig Poolse kerstliedjes van Witold Lutosławski
- Thomas Larcher schrijft Cold Farmer voor een uitvoering door het Artis Kwartet

## Beeldende kunst

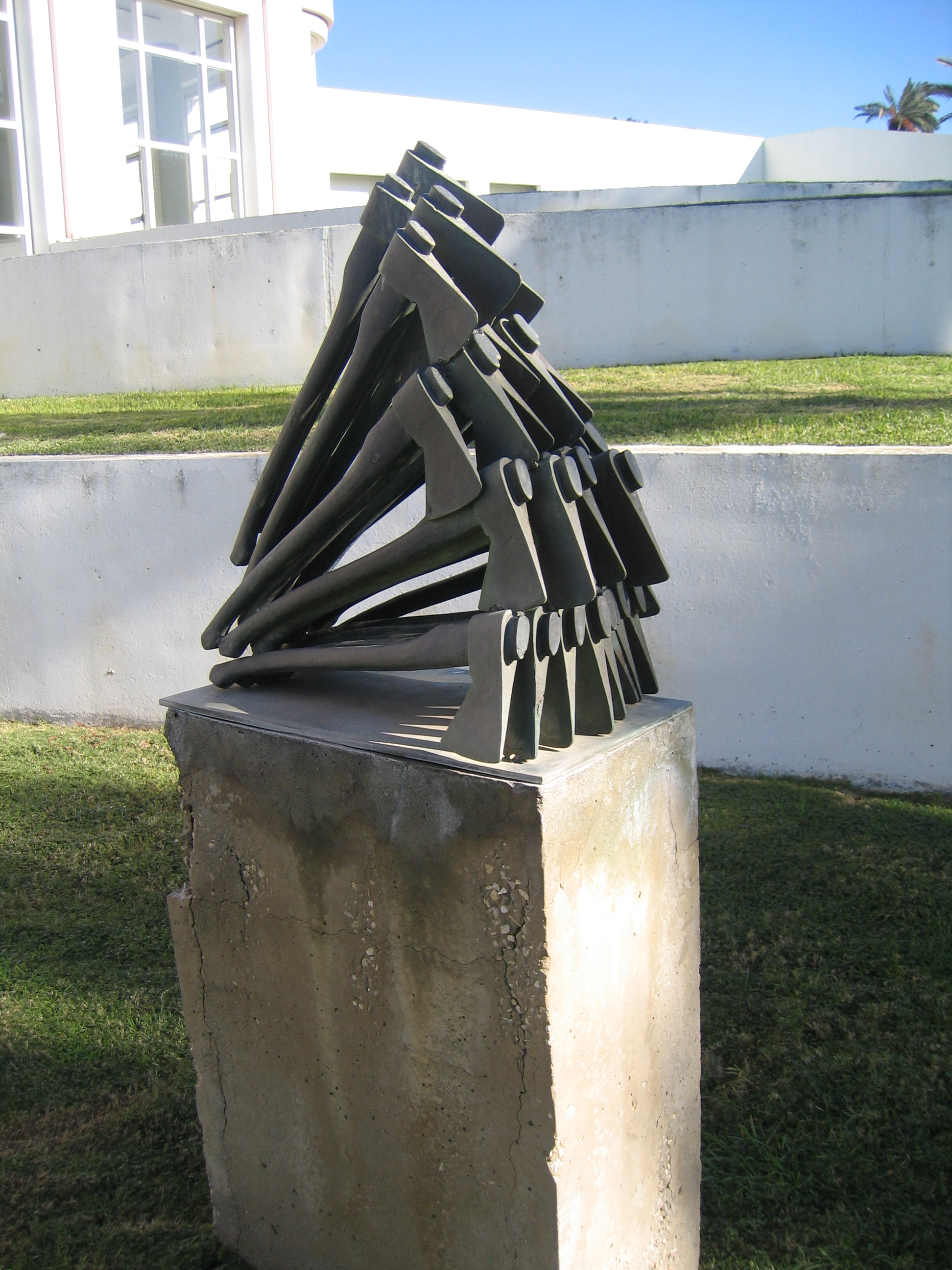
"Avalanch" (1990) Arman, Tel-Aviv University
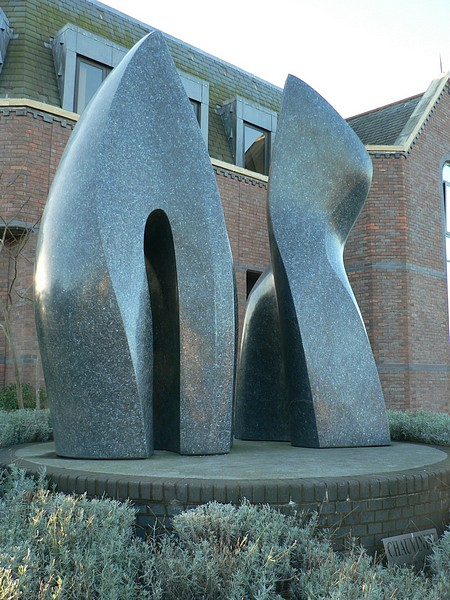
The Chauvinist (1990) Helaine Blumenfeld, Cambridge
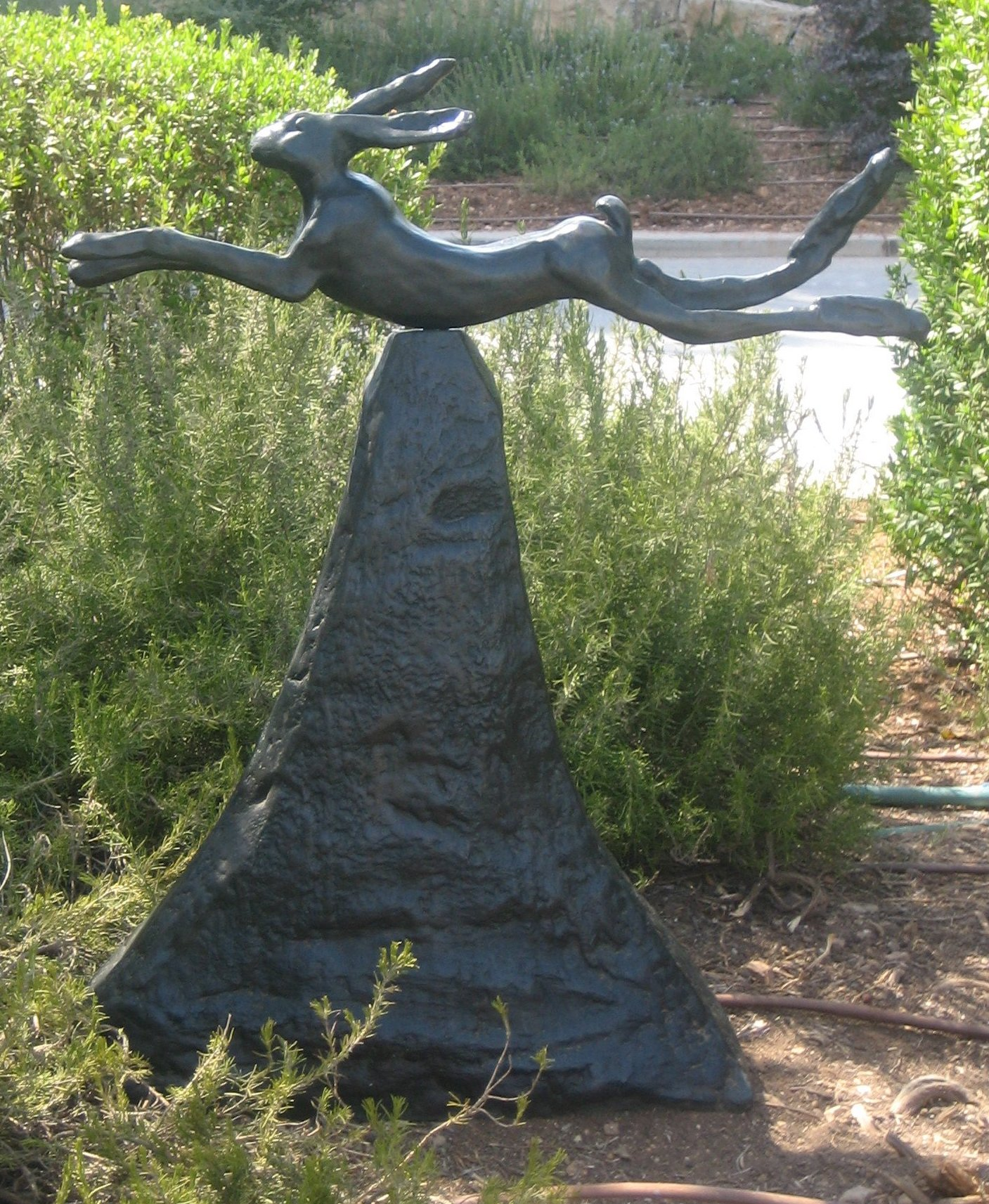
Untitled (1990) Barry Flanagan, Billy Rose Art Garden, Jeruzalem

## Bouwkunst

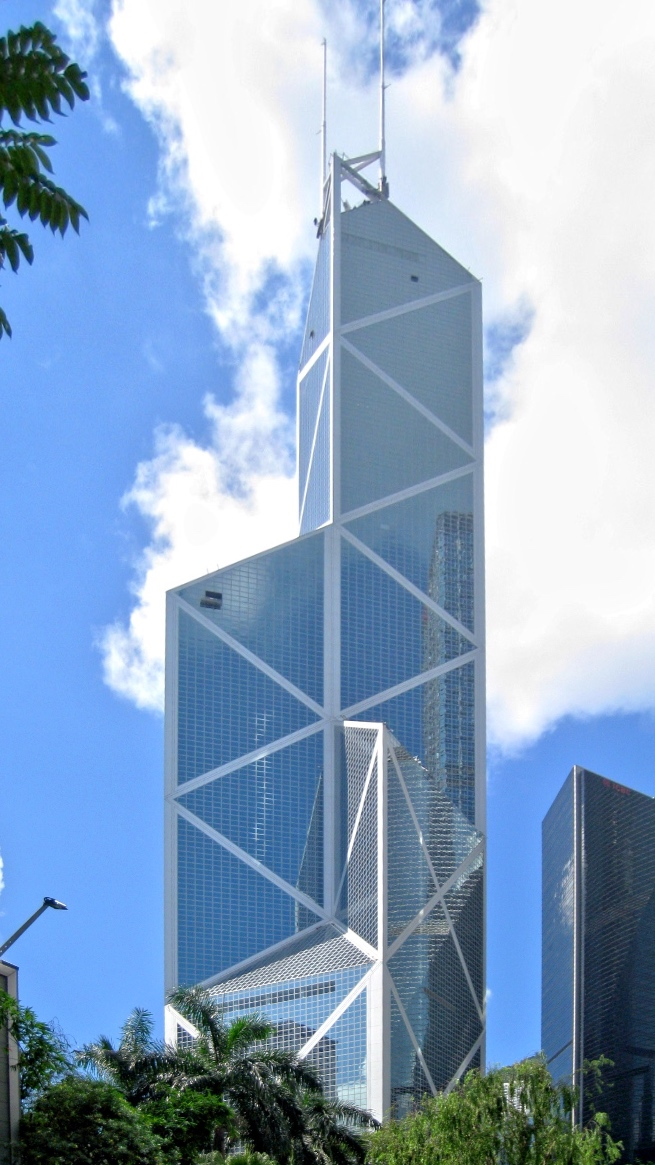
Bank of China Tower, Hongkong Ieoh Ming Pei

## Geboren

### Januari

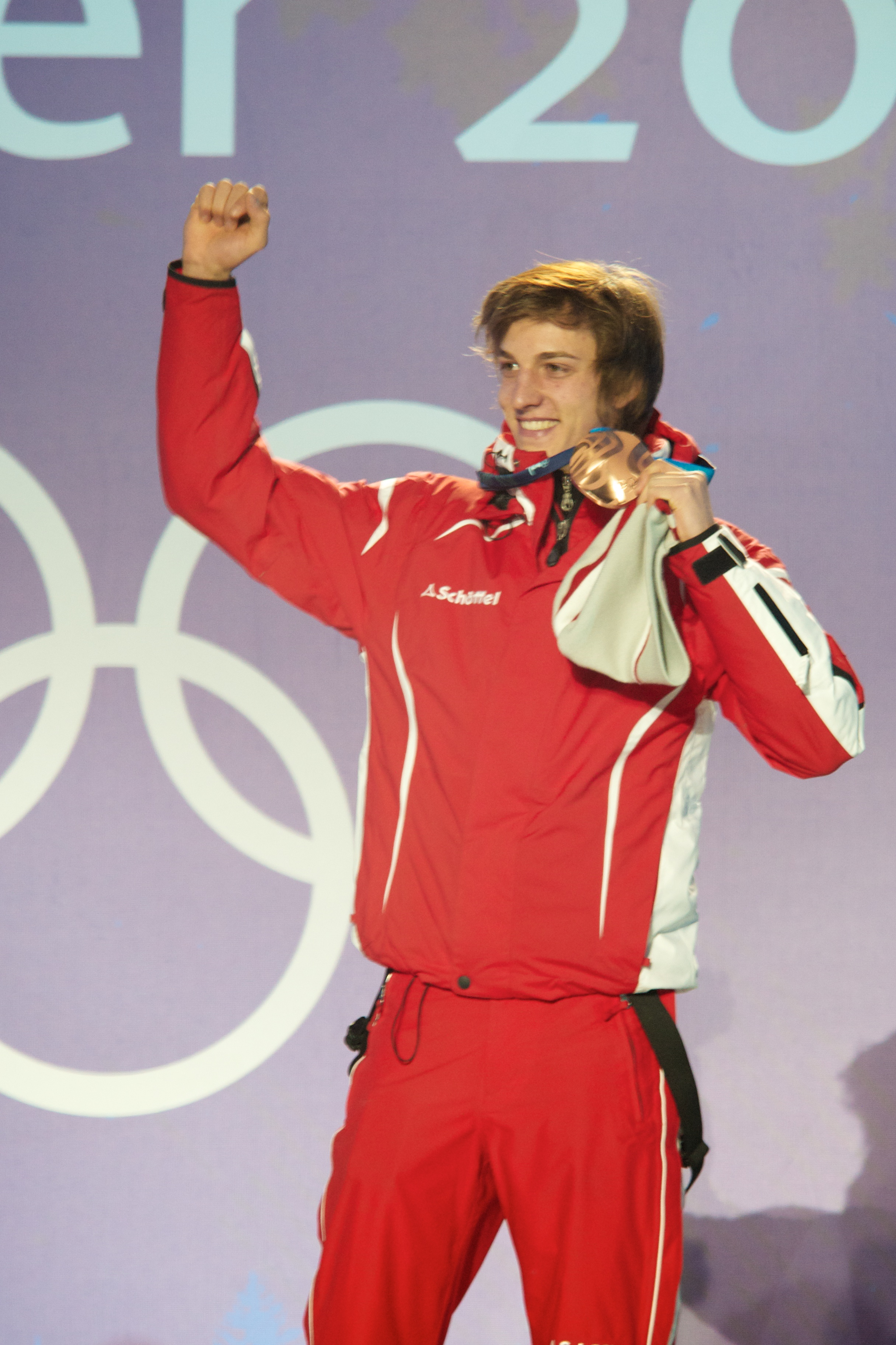
Gregor Schlierenzauer,
geboren op 7 januari

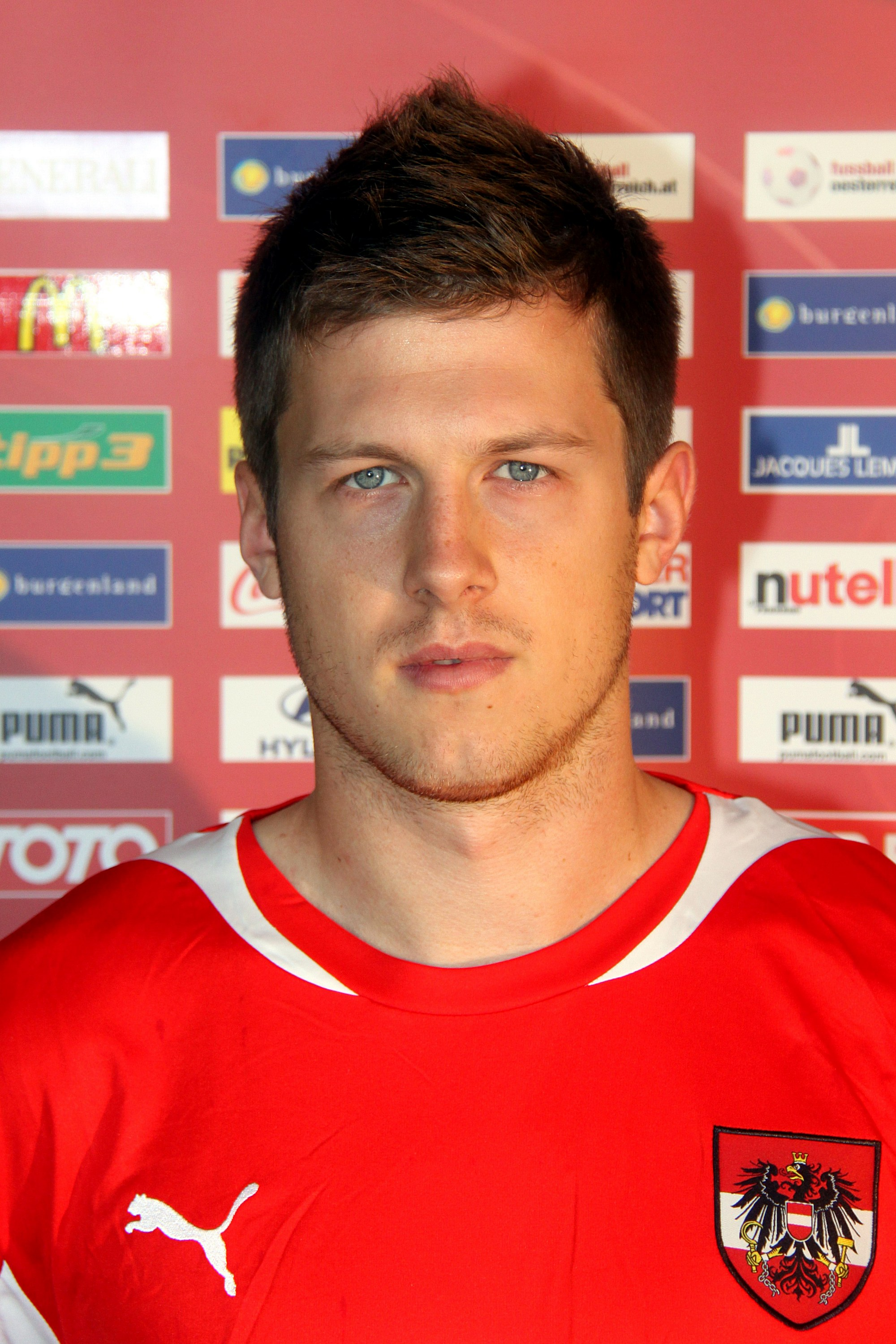
Deni Alar,
geboren op 18 januari

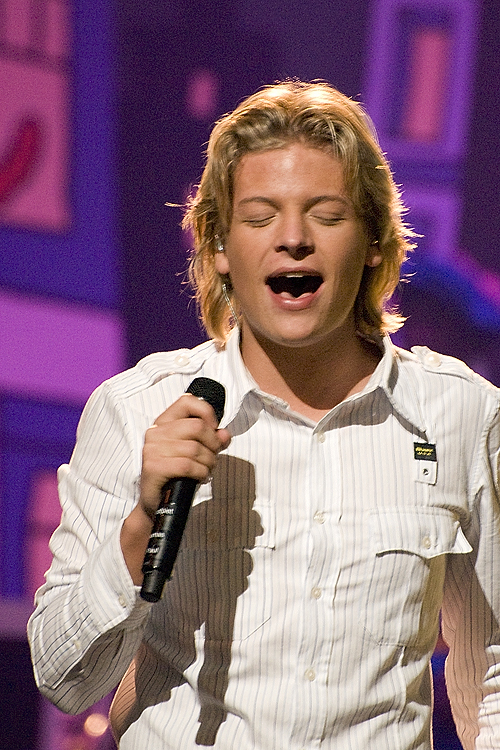
Thomas Berge,
geboren op 25 januari

- 1 - Roeslan Kambolov, Russisch voetballer
- 1 - Serkan Kurtuluş, Turks voetballer
- 1 - Patrick N'Koyi, Congolees voetballer
- 1 - Jordi Pablo Ripollés, Spaans voetballer
- 2 - Karel Abraham, Tsjechisch motorcoureur
- 2 - Ibtissam Bouharat, Belgisch-Marokkaans voetbalster
- 2 - Bernadette Schild, Oostenrijks alpineskiester
- 3 - Grant Evans, Schots voetballer
- 4 - Björn Åkesson, Zweeds golfer
- 4 - Renan Felipe Boufleur, Braziliaans voetballer
- 4 - Jochem Jansen, Nederlands voetballer
- 4 - Toni Kroos, Duits voetballer
- 4 - Alberto Paloschi, Italiaans voetballer
- 5 - Antoni Bandić, Bosnisch voetbalscheidsrechter
- 5 - Leroy Fer, Nederlands-Curaçaos voetballer
- 5 - Ahti Toivanen, Fins biatleet
- 6 - Álex Bolaños, Spaans voetballer
- 6 - Sandro Cortese, Duits motorcoureur
- 6 - João de Lucca, Braziliaans zwemmer
- 6 - Alex Teixeira, Braziliaans voetballer
- 7 - Liam Aiken, Amerikaans acteur
- 7 - Elene Gedevanisjvili, Georgisch kunstschaatsster
- 7 - Camryn Grimes, Amerikaans actrice
- 7 - Gregor Schlierenzauer, Oostenrijkse schansspringer
- 8 - Scott Pye, Australisch autocoureur
- 8 - Richard Stolte, Nederlands voetballer
- 10 - Jeroen D'hoedt, Belgisch atleet
- 10 - Richard Philippe, Frans autocoureur (overleden 2018)
- 12 - Sergej Karjakin, Oekraïens schaker
- 12 - John Smith, Zuid-Afrikaans roeier
- 13 - Denia Caballero, Cubaans atlete
- 14 - Mads Albæk, Deens voetballer
- 14 - Andreas Argyrou, Cypriotisch voetbalscheidsrechter
- 14 - Lelisa Desisa, Ethiopisch atleet
- 14 - Grant Gustin, Amerikaans acteur
- 14 - Áron Szilágyi, Hongaars schermer
- 15 - Jente Bouckaert, Belgisch atleet
- 15 - Fernando Forestieri, Italiaans voetballer
- 17 - Kaj Ramsteijn, Nederlands voetballer
- 17 - Brita Sigourney, Amerikaans freestyleskiester
- 18 - Deni Alar, Kroatisch-Oostenrijks voetballer
- 18 - Juul Franssen, Nederlands judoka
- 18 - Hayle İbrahimov, Ethiopisch/Azerbeidzjaans atleet
- 18 - Sofija Novoselić, Kroatisch alpineskiester
- 18 - Tilahun Regassa, Ethiopisch atleet
- 19 - Agustín Canapino, Argentijns autocoureur
- 21 - André Martins, Portugees voetballer
- 22 - Alizé Cornet, Frans tennisspeelster
- 22 - Logic, Amerikaans rapper
- 23 - Carina Bär, Duits roeister
- 24 - Karlee Bispo, Amerikaans zwemster
- 24 - Ryosuke Irie, Japans zwemmer
- 25 - Thomas Berge, Nederlands zanger
- 25 - Marco Koch, Duits zwemmer
- 26 - Geraldine Kemper, Nederlands televisiepresentatrice
- 26 - Christopher Massey, Amerikaans acteur
- 26 - Sergio Pérez, Mexicaans coureur
- 26 - Peter Sagan, Slowaaks wielrenner
- 26 - Radoslav Jankov, Bulgaars snowboarder
- 27 - Nicholas Bett, Keniaas atleet (overleden 2018)
- 27 - Francesca Marsaglia, Italiaans alpineskiester
- 27 - Tess van der Zwet, chansonnière
- 28 - Daylon Claasen, Zuid-Afrikaans voetballer
- 28 - Markus Deibler, Duits zwemmer
- 28 - Karl-Johan Johnsson, Zweeds voetballer
- 29 - Marielle Berger Sabbatel, Frans freestyleskiester
- 29 - Rubén Murillo, Colombiaans baanwielrenner
- 30 - Eiza González, Mexicaans actrice en zangeres
- 30 - Jake Thomas, Amerikaans acteur

### Februari

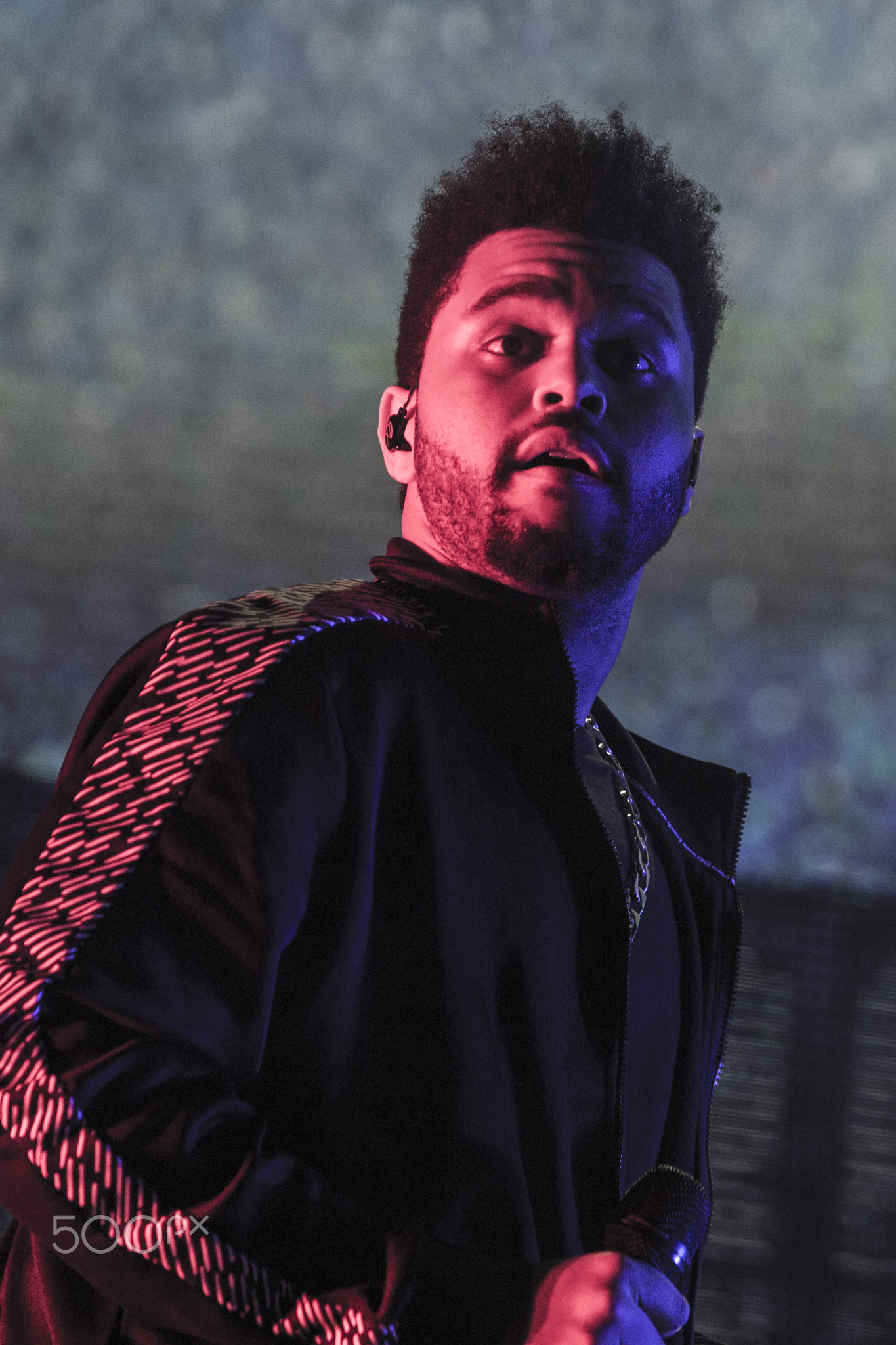
The Weeknd,
geboren op 16 februari

- 1 - Feyisa Lilesa, Ethiopisch atleet
- 1 - Laura Marling, Engels folk-pop singer-songwriter
- 1 - Hersjana Matmuja, Albanees zangeres
- 2 - Craig Breen, Iers rallyrijder (overleden 2023)
- 2 - Cédric Ciza, Belgisch voetballer
- 2 - Thomas Knopper, Nederlands karter (overleden 2009)
- 2 - Elaine Pen, Nederlands ruiter
- 2 - Dino Škvorc, Kroatisch voetballer
- 3 - Stefano Comini, Zwitsers autocoureur
- 3 - Kayla Compton, Amerikaans actrice
- 3 - Sean Kingston, Jamaicaans-Amerikaans zanger
- 3 - Marko Vejinović, Nederlands voetballer
- 4 - Nairo Quintana, Colombiaans wielrenner
- 4 - Ekaterini Stefanidi, Grieks atlete
- 5 - Charlbi Dean, Zuid-Afrikaans actrice en model (overleden 2022)
- 6 - Christina Geiger, Duits alpineskiester
- 6 - Thomas Knopper, Nederlands karter en autocoureur (overleden 2009)
- 7- Olivier Bonnes, Frans profvoetballer
- 7 - Neil Etheridge, Filipijns voetballer
- 7 - Dalilah Muhammad, Amerikaans atlete
- 8 - Klay Thompson, Amerikaans basketbalspeler
- 9 - Nathan Johnstone, Australisch snowboarder
- 9 - Pablo Sánchez López, Mexicaans autocoureur
- 10 - Freya Aelbrecht, Belgisch volleybalster
- 11 - Q'orianka Kilcher, Amerikaans actrice
- 12 - Ismo (Ismail Houllich), Nederlands rapper
- 12 - Robert Griffin III, Amerikaans American footballspeler
- 12 - Scott Thwaites, Engels wielrenner
- 12 - Michael Tumi, Italiaans atleet
- 13 - Jorge Chula, Portugees voetballer
- 13 - Loïs Dols de Jong, Nederlands actrice
- 13 - Gyancain Norbu, 11e reïncarnatie van de Panchen Lama
- 13 - Wang Shixian, Chinees badmintonster
- 14 - Kjetil Borch, Noors roeier
- 14 - Andrea Caldarelli, Italiaans autocoureur
- 14 - Gianluca Nijholt, Nederlands voetballer
- 14 - Wendy Trott, Zuid-Afrikaans zwemster
- 14 - Jake Weary, Amerikaans acteur, zanger, muzikant, muziekproducent en songwriter
- 15 - Charles Pic, Frans autocoureur
- 15 - Margarita Monet, Amerikaans zangeres
- 16 - Nicol Gastaldi, Argentijns alpineskiester
- 16 - The Weeknd, Canadees zanger, rapper, songwriter en muziekproducent
- 18 - Sungbong Choi, Zuid-Koreaans zanger (overleden 2023)
- 18 - Laura Dijkema, Nederlands volleybalster
- 18 - Bryan Oviedo, Costa Ricaans voetballer
- 18 - Park Shin-hye, Zuid-Koreaans actrice en zangeres
- 18 - Coosje Smid, Nederlands actrice, zangeres en columniste
- 19 - Briken Calja, Albanees gewichtheffer
- 19 - Mattia Casse, Italiaans alpineskiër
- 19 - Luke Pasqualino, Brits acteur
- 19 - Juliane Seyfarth, Duits schansspringster
- 20 - Alexander Bannink, Nederlands voetballer
- 20 - Ciro Immobile, Italiaans voetballer
- 21 - David Addy, Ghanees voetballer
- 21 - Daniel Bohnacker, Duits freestyleskiër
- 21 - Kathleen Hersey, Amerikaans zwemster
- 21 - Helene Olafsen, Noors snowboardster
- 23 - Shelby Blackstock, Amerikaans autocoureur
- 23 - Paddy John, Nederlands voetballer
- 23 - Mario Mola, Spaans triatleet
- 24 - Edward Foulkes, Japans darter
- 24 - Randy Krummenacher, Zwitsers motorcoureur
- 25 - Kylie Palmer, Australisch zwemster
- 25 - Quentin Serron, Belgisch basketballer
- 25 - Céline Verbeeck, Vlaamse actrice
- 26 - Ehsan Hajsafi, Iraans voetballer
- 26 - Kiri Thode, Bonairiaans windsurfer
- 26 - Tristan Tafel, Canadees freestyleskiër
- 27 - Juan Cornejo, Chileens voetballer
- 27 - Megan Young, Filipijnse Miss World
- 28 - Georgina Leonidas, Brits actrice
- 28 - Anna Moezytsjoek, Oekraïens schaker
- 28 - Morten Nielsen, Deens voetballer
- 28 - Sebastian Rudy, Duits voetballer

### Maart

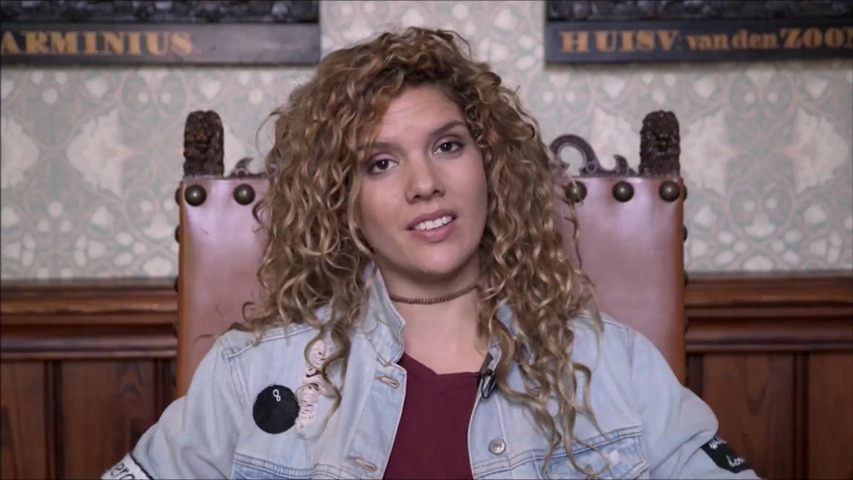
Rachel Rosier,
geboren op 16 maart

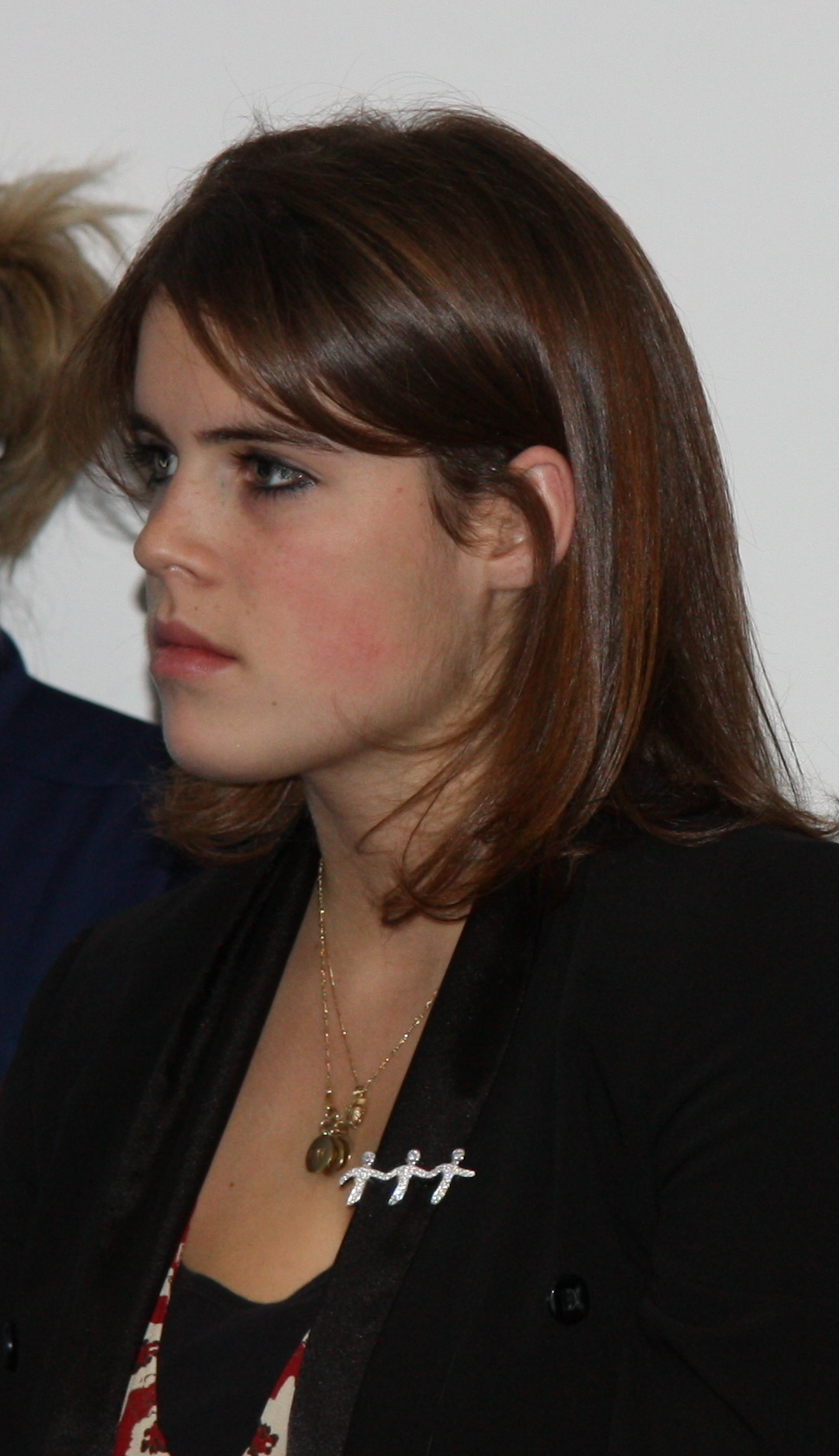
Prinses Eugenie van York,
geboren op 23 maart

- 1 - Eva Daeleman, Vlaams omroepster
- 1 - Heo Min-ho, Zuid-Koreaans triatleet
- 2 - Adderly Fong, Hongkongs-Chinees autocoureur
- 4 - Andrea Bowen, Amerikaans actrice
- 4 - Arianna Vanderpool-Wallace, Bahamaans zwemster
- 4 - Lies Mertens, Belgisch modeontwerpster
- 5 - Katrin Ofner, Oostenrijks freestyleskiester
- 6 - Hiwot Ayalew, Ethiopisch atlete
- 6 - Derek Drouin, Canadees atleet
- 7 - Danielle Scott, Australisch freestyleskiester
- 8 - Petra Kvitová, Tsjechisch tennisspeelster
- 8 - Liu Jing, Chinees zwemster
- 8 - Likoúrgos-Stéfanos Tsákonas, Grieks atleet
- 9 - Daley Blind, Nederlands voetballer
- 9 - Adriatik Hoxha, Albanees atleet
- 10 - Víctor García, Spaans autocoureur
- 10 - Stefanie Vögele, Zwitsers tennisspeelster
- 11 - Ayumi Morita, Japans tennisspeelster
- 12 - Jesper Asselman, Nederlands wielrenner
- 12 - Alexander Kröckel, Duits skeletonracer
- 12 - Dawid Kubacki, Pools schansspringer
- 13 - Cynthia Beekhuis, Nederlands voetbalster
- 13 - Andrea Jardi, Spaans alpineskiester
- 13 - Anne Zagré, Belgisch atlete
- 14 - Tamás Kádár, Hongaars voetballer
- 14 - Kolbeinn Sigþórsson, IJslands voetballer
- 15 - Lorenzo Viotti, Zwitsers-Frans dirigent
- 16 - Rachel Rosier, Nederlands televisiepresentatrice
- 17 - Stéphane Richelmi, Monegaskisch autocoureur
- 17 - Vincent Rothuis, Nederlands schaker
- 17 - Tjaco van der Weerd, Nederlands organist en pianist
- 17 - Marco Crimi, Italiaans voetballer
- 18 - Arvis Liepiņš, Lets langlaufer
- 18 - Eli Stok, Nederlands priester
- 19 - Christopher Maboulou, Frans voetballer (overleden 2021)
- 22 - Soufiane Bouchikhi, Belgisch atleet
- 22 - Sophie Caldwell, Amerikaans langlaufster
- 23 - Jaime Alguersuari, Spaans autocoureur
- 23 - Eugenie van York, prinses van het Verenigd Koninkrijk
- 24 - Keisha Castle-Hughes, Nieuw-Zeelands actrice
- 24 - Benedikt Doll, Duits biatleet
- 26 - Federico Grabich, Argentijns zwemmer
- 26 - Sarah Menezes, Braziliaans judoka
- 27 - Amir Abrashi, Zwitsers-Albanees voetballer
- 28 - Michail Antonio, Engels voetballer
- 28 - Jekaterina Bobrova, Russisch kunstschaatsster
- 29 - Kimberly Alkemade, Nederlands atlete
- 29 - Teemu Pukki, Fins voetballer
- 30 - Connor Arendell, Amerikaans golfer
- 30 - Michal Březina, Tsjechisch kunstschaatser
- 31 - Jemma Lowe, Brits zwemster

### April
- 2 - Twan Burg, Nederlands schaker

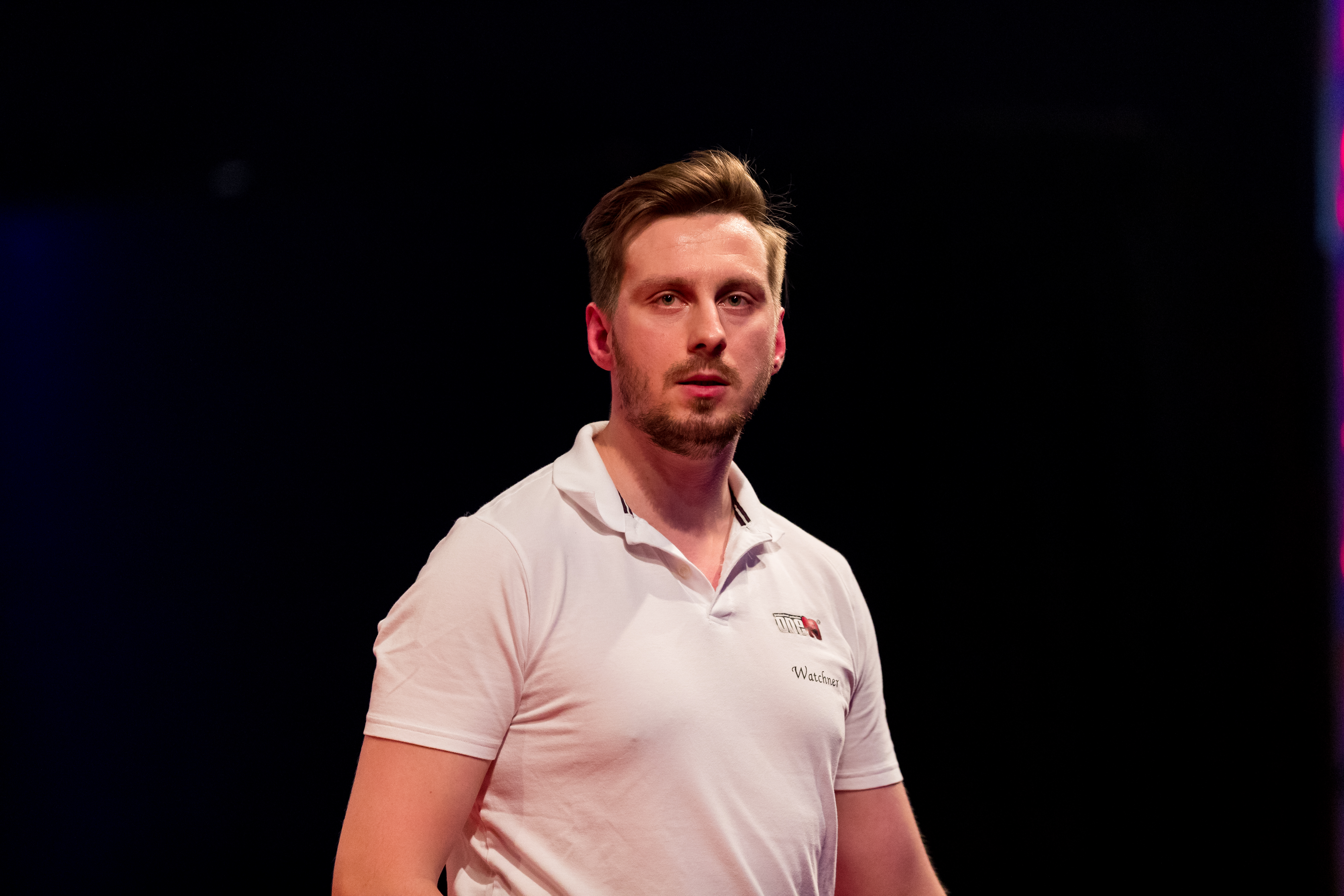
Florian Hempel,
geboren op 10 april

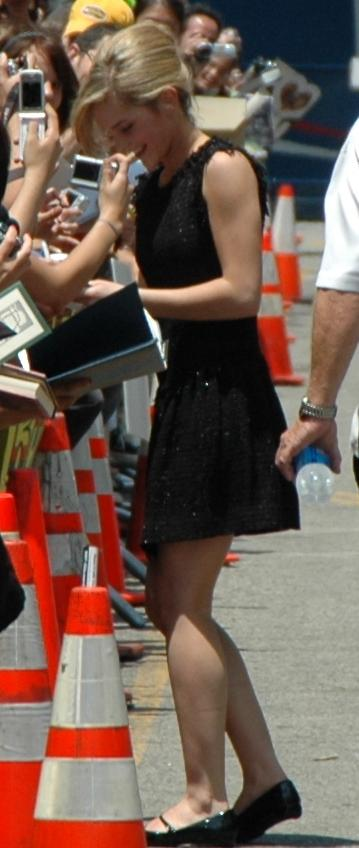
Emma Watson,
geboren op 15 april

- 2 - Miralem Pjanić, Bosnisch-Luxemburgs voetballer
- 3 - Lovre Kalinić, Kroatisch voetballer
- 3 - Dorothea Wierer, Italiaans biatlete
- 5 - Odyssefs Meladinis, Grieks zwemmer
- 5 - Sophia Papamichalopoulou, Cypriotisch alpineskiester
- 5 - Bakary Sare, Ivoriaans voetballer
- 5 - Género Zeefuik, Nederlands voetballer
- 7 - Nickel Ashmeade, Jamaicaans atleet
- 7 - Yoshimar Yotún, Peruviaans voetballer
- 7 - Sorana Cîrstea, Roemeens tennisspeelster
- 8 - Theyab Awana, voetballer uit de Verenigde Arabische Emiraten (overleden 2011)
- 9 - Nelly Moenne-Loccoz, Frans snowboardster
- 9 - Kristen Stewart, Amerikaans actrice
- 10 - Florian Hempel, Duits darter
- 10 - Shea Holbrook, Amerikaans autocoureur
- 10 - KA, Nederlands rapper
- 10 - Alex Pettyfer, Brits acteur
- 11 - Andrea Roda, Italiaans autocoureur
- 11 - Thulani Serero, Zuid-Afrikaans voetballer
- 12 - Sharona Bakker, Nederlands atlete
- 12 - Teresa Crippen, Amerikaans zwemster
- 12 - Francesca Halsall, Brits zwemster
- 12 - Charles Reid, Canadees snowboarder
- 13 - Sven Jablonski, Duits voetbalscheidsrechter
- 15 - Arttu Kiramo, Fins freestyleskiër
- 15 - Emma Watson, Brits actrice
- 16 - Terrence Agard, Curaçaos/Nederlands atleet
- 16 - Bruno Méndez, Spaans autocoureur
- 16 - Arthur Zanetti, Braziliaans turner
- 17 - Astrit Ajdarević, Zweeds voetballer
- 17 - Gia Mantegna, Amerikaans actrice
- 18 - Anna van der Breggen, Nederlands wielrenster
- 18 - Luca Dotto, Italiaans zwemmer
- 18 - Wojciech Szczęsny, Pools voetballer
- 19 - Karsu Dönmez, Nederlands pianiste en zangeres
- 19 - Christian Hirschbühl, Oostenrijks alpineskiër
- 19 - Brecht Kramer, Nederlands schaatsster
- 19 - Tomas Northug, Noors langlaufer
- 20 - Anouk Hagen, Nederlands atlete
- 20 - Audrey Tcheuméo, Frans judoka
- 21 - Aleksandar Prijović, Servisch voetballer
- 21 - Tunay Torun, Duits-Turks voetballer
- 22 - Lieke Verouden, Nederlands zwemster
- 23 - Pepijn Kluin, Nederlands voetballer
- 23 - Philip Langat, Keniaans atleet
- 23 - Nikita Misjoelja, Russisch autocoureur
- 23 - Dev Patel, Brits acteur
- 23 - Matthew Underwood, Amerikaans acteur
- 24 - Meryem Erdoğan, Ethiopisch/Turks atlete
- 24 - Rattanin Leenutaphong, Thais autocoureur
- 24 - Daniel Morad, Canadees autocoureur
- 25 - Aileen de Graaf, Nederlands dartster
- 25 - Matias Laine, Fins autocoureur
- 25 - Jean-Éric Vergne, Frans autocoureur
- 26 - Luciano Bacheta, Brits autocoureur
- 26 - Giel de Winter, Nederlands dj, youtuber en presentator
- 27 - Pavel Karelin, Russisch schansspringer (overleden 2011)
- 27 - Luís Pedro, Angolees-Nederlands voetballer
- 29 - Nadine Broersen, Nederlands atlete
- 29 - Paweł Wojciechowski, Pools voetballer
- 30 - Michael Schulte, Duits zanger

### Mei
- 1 - Aleko Aptsiauri, Georgisch voetbalscheidsrechter
- 1 - Diego Contento, Duits voetballer
- 1 - Maarten van Ooijen, Nederlands politicus
- 1 - Caitlin Stasey, Australisch actrice
- 2 - Albert Costa, Spaans autocoureur
- 2 - Francesco Friedrich, Duits bobsleeër
- 2 - Kay Panabaker, Amerikaans actrice
- 3 - Semjon Jelistratov, Russisch shorttracker
- 4 - Irina Falconi, Amerikaans tennisspeelster
- 4 - Timothy LeDuc, Amerikaans kunstschaatser
- 4 - Bram Nuytinck, Nederlands voetballer
- 4 - Duvashen Padayachee, Australisch autocoureur
- 5 - Nikita Lastochkin, Russisch autocoureur
- 5 - Danny Menting, Nederlands voetballer
- 6 - Steye van Brandenberg, Nederlands acteur en regisseur (overleden 1990)
- 6 - Masato Kudo, Japans voetballer (overleden 2022)
- 6 - Christiaan Varenhorst, Nederlands beachvolleyballer
- 7 - Martina Cavallero, Argentijns hockeyster
- 7 - Jolien Verschueren, Belgisch veldrijdster (overleden 2021)
- 8 - Joos Berry, Zwitsers freestyleskiër
- 8 - Anastasia Zoejeva, Russisch zwemster
- 9 - Maya Eshet, Israëlische actrice
- 9 - Kristoffer Hagenes, Noors voetbalscheidsrechter
- 9 - Kelita Zupancic, Canadees judoka
- 10 - Stig Broeckx, Belgisch wielrenner
- 10 - Diego Farias, Braziliaans voetballer
- 10 - Lauren Potter, Amerikaans actrice
- 10 - Ivana Španović, Servisch atlete
- 11 - Julian Leal, Colombiaans autocoureur
- 11 - Talisia Misiedjan, Nederlands actrice
- 11 - Blair Tarrant, Nieuw-Zeelands hockeyer
- 11 - Kilian Wenger, Zwitsers Schwinger
- 12 - Florent Amodio, Frans kunstschaatser
- 13 - Íris Guðmundsdóttir, IJslands alpineskiester
- 13 - Enni Rukajärvi, Fins snowboardster
- 15 - Ryo Aono, Japans snowboarder
- 15 - Els De Wael, Belgisch atlete
- 16 - Thomas Sangster, Brits acteur
- 19 - Simon(e) van Saarloos, Nederlands filosoof, schrijver en columnist
- 20 - Nicky van Leuveren, Nederlands atlete
- 20 - Josh O'Connor, Engels acteur
- 20 - Pius Paschke, Duits schansspringer
- 22 - Diederik Bangma, Nederlands voetballer
- 22 - Stefan Mitrović, Servisch voetballer
- 22 - Victor Öhling Norberg, Zweeds freestyleskiër
- 22 - Anna Raadsveld, Nederlands actrice
- 22 - Danick Snelder, Nederlands handbalster
- 22 - Wietse Tanghe, Vlaams acteur
- 22 - Daniel Zampieri, Italiaans autocoureur
- 24 - Juxhin Xhaja, Albanees voetbalscheidsrechter
- 25 - Erin Mielzynski, Canadees alpineskiester
- 25 - Jamie Trenité, Nederlands presentator
- 26 - Denise Groot, Nederlands atlete
- 26 - Ryan Napoleon, Australisch zwemmer
- 27 - Samuel Armenteros, Zweeds voetballer
- 27 - Nacer Barazite, Nederlands-Marokkaans voetballer
- 27 - Chris Colfer, Amerikaans acteur
- 27 - Jonas Hector, Duits voetballer
- 28 - Rohan Dennis, Australisch wielrenner
- 28 - Miloš Kosanović, Servisch voetballer
- 28 - Jamina Roberts, Zweeds handbalster
- 28 - Kyle Walker, Engels voetballer
- 29 - Ramil Goelijev, Turks atleet
- 29 - Sherida Spitse, Nederlands voetbalster
- 29 - Thibaut Pinot, Frans wielrenner
- 30 - Eszter Dara, Hongaars zwemster
- 31 - Chris Dobey, Engels darter
- 31 - Yara van Kerkhof, Nederlands shorttrackster

### Juni

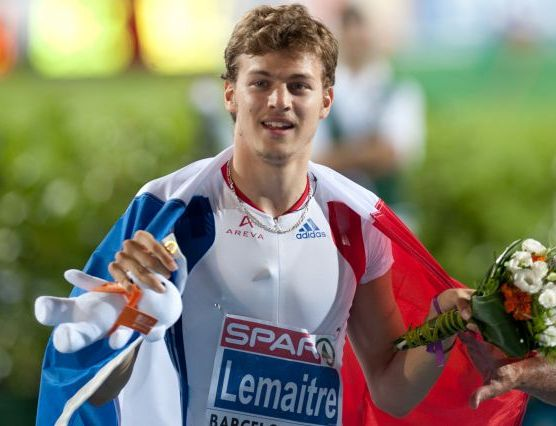
Christophe Lemaitre,
geboren op 11 juni

- 2 - Hanna Erikson, Zweeds langlaufster
- 4 - Dionne Slagter, Nederlands youtuber
- 5 - Kristoffer Fogelmark, Zweeds muziekproducent (Bonn)
- 5 - Peter Some, Keniaans atleet
- 5 - Wouter Spoelman, Nederlands schaker
- 5 - Christiaan Varenhorst, Nederlands beachvolleyballer
- 7 - Iggy Azalea, Australisch zangeres (rapster)
- 7 - Alexander Björk, Zweeds golfer
- 7 - René Geelhoed, Nederlands componist
- 7 - Sophia Griebel, Duits skeletonster
- 7 - Russ Henshaw, Australisch freestyleskiër
- 7 - Allison Schmitt, Amerikaans zwemster
- 7 - Tom van Weert, Nederlands voetballer
- 7 - Richard Weinberger, Canadees zwemmer
- 8 - Marcus Pedersen, Noors voetballer
- 9 - Matthias Mayer, Oostenrijks alpineskiër
- 10 - Tahmina Kohistani, Afghaans atlete
- 11 - Christophe Lemaitre, Frans atleet
- 12 - Kevin López, Spaans atleet
- 13 - Thomas Heerma van Voss, Nederlands schrijver
- 13 - Mateusz Klich, Pools voetballer
- 14 - Jeroen Mul, Nederlands autocoureur
- 15 - Martin Hansen, Deens voetballer
- 15 - Josef Král, Tsjechisch autocoureur
- 17 - Ferry Doedens, Nederlands acteur
- 17 - Alan Dzagojev, Russisch voetballer
- 17 - Jordan Henderson, Brits voetballer
- 17 - Hansle Parchment, Jamaicaans atleet
- 18 - Sandra Izbașa, Roemeens gymnaste
- 18 - Kennedy Kimutai, Keniaans atleet
- 18 - Christian Taylor, Amerikaans atleet
- 19 - Tasmin Pepper, Zuid-Afrikaans autocoureur
- 20 - Johan Jokinen, Deens autocoureur
- 20 - Maxence Muzaton, Frans alpineskiër
- 21 - Estefanía Banini, Argentijns voetbalster
- 21 - JaMychal Green, Amerikaans basketballer
- 21 - Miriam Gössner, Duits biatlete en langlaufster
- 21 - Håvard Nordtveit, Noors voetballer
- 21 - Sandra Perković, Kroatisch atlete
- 23 - Crox Acuña, Venezolaans zwemmer
- 24 - Robbert Kemperman, Nederlands hockeyer
- 24 - Kelvin Leerdam, Nederlands voetballer
- 25 - Jan Dekker, Nederlands darter
- 25 - John Wartique, Belgisch autocoureur
- 26 - Aleix Alcaraz, Spaans autocoureur
- 27 - Laura van der Heijden, Nederlands handbalster
- 27 - Taylor Phinney, Amerikaans wielrenner
- 28 - Michael Vingerling, Nederlands wielrenner
- 29 - Kim Little, Schots voetbalster
- 29 - Yann M'Vila, Frans voetballer
- 30 - Anaïs Caradeux, Frans freestyleskiester
- 30 - David Wise, Amerikaans freestyleskiër

### Juli

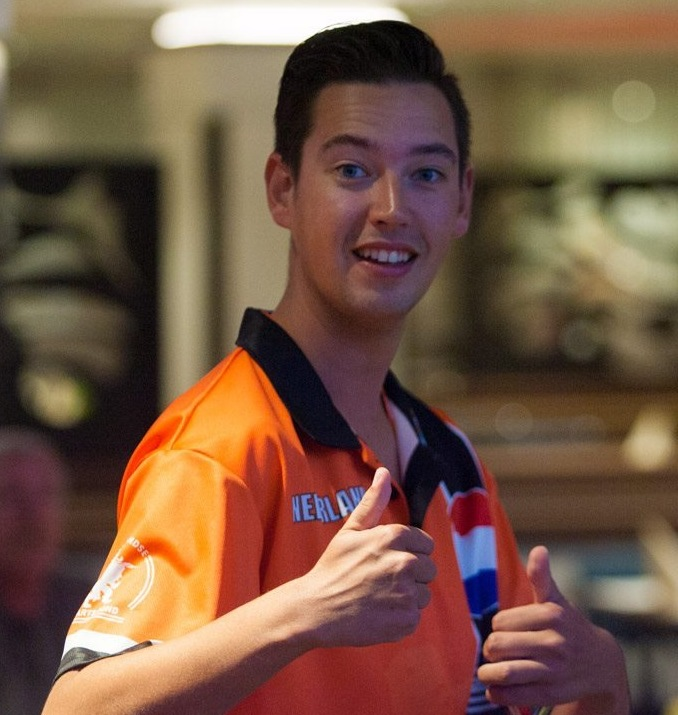
Gino Vos,
geboren op 6 juli

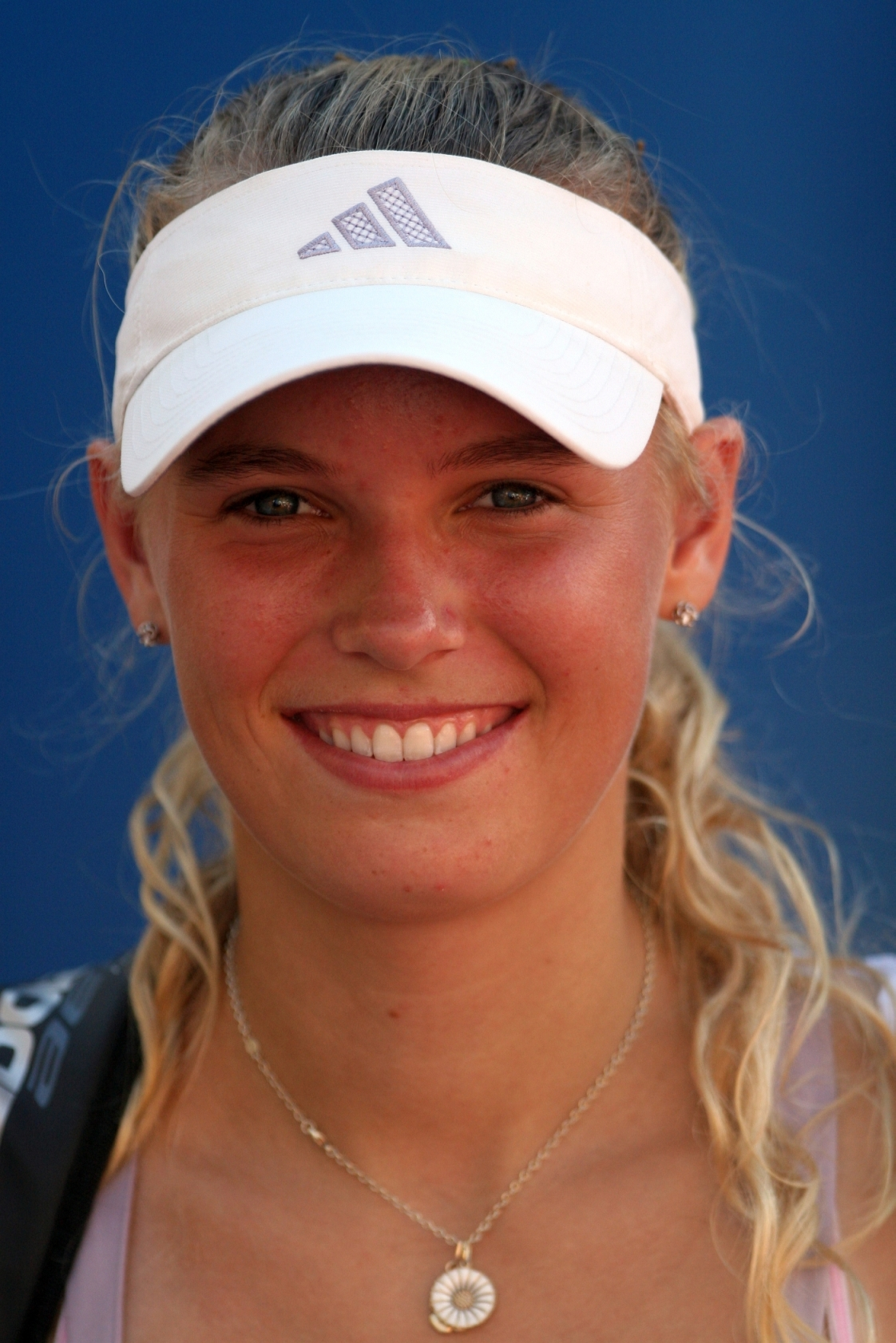
Caroline Wozniacki,
geboren op 11 juli

- 1 - Andrew Fenn, Engels wielrenner
- 2 - Kayla Harrison, Amerikaans judoka
- 2 - Roman Lob, Duits zanger
- 2 - Malou Petter, Nederlands televisiejournaliste en presentatrice
- 2 - Margot Robbie, Australisch actrice
- 3 - Fabio Aru, Italiaans wielrenner
- 4 - Melissa Barrera, Mexicaans actrice
- 4 - Sho Endo, Japans freestyleskiër
- 5 - Stephan Bouwman, Nederlands radio-dj en zanger
- 5 - Michael Dalle Stelle, Italiaans autocoureur
- 6 - Gino Vos, Nederlands darter
- 7 - Amadeus Serafini, Amerikaans acteur
- 8 - Kermit Erasmus, Zuid-Afrikaans voetballer
- 8 - Alexandru Maxim, Roemeens voetballer
- 8 - Kevin Trapp, Duits voetballer
- 9 - Abeba Aregawi, Zweeds-Ethiopisch atlete
- 9 - Earl Bamber, Nieuw-Zeelands autocoureur
- 9 - Kuba Giermaziak, Pools autocoureur
- 10 - Veronica Kristiansen, Noors handbalster
- 10 - Nicolás Naranjo, Argentijns wielrenner (overleden 2021)
- 10 - Elena Runggaldier, Italiaans schansspringster
- 11 - Mona Barthel, Duits tennisspeelster
- 11 - Roxanne van Hemert, Nederlands langebaanschaatsster
- 11 - Achille Lauro, Italiaans zanger
- 11 - Connor Paolo, Amerikaans acteur
- 11 - Caroline Wozniacki, Deens tennisspeelster
- 12 - Yassine El Ghanassy, Marokkaans-Belgisch voetballer
- 12 - Xu Mengtao, Chinees freestyleskiester
- 13 - Jules van Dongen, Nederlands-Amerikaans darter
- 14 - Federica Brignone, Italiaans alpineskiester
- 14 - Jan Nepomnjasjtsjii, Russisch schaakgrootmeester
- 16 - Shapoul Ali, Nederlands voetballer
- 16 - Daryl Homer, Amerikaans schermer
- 16 - James Maslow, Amerikaans acteur en zanger
- 16 - Lidewij Welten, Nederlands hockeyster
- 16 - Johann Zarco, Frans motorcoureur
- 17 - Omar Fraile, Spaans wielrenner
- 17 - Evandro Gonçalves Oliveira Júnior, Braziliaans beachvolleyballer
- 17 - Sofie Oosterwaal, Nederlands topmodel
- 17 - Mattie Stepanek, Amerikaans auteur en vredestichter (overleden 2004)
- 18 - Serhat Koç, Nederlands voetballer
- 18 - Yannick Thoelen, Belgisch voetballer
- 19 - Sugar Todd, Amerikaans langebaanschaatsster
- 20 - Wendie Renard, Frans voetbalster
- 20 - Thomas van den Houten, Nederlands voetballer
- 22 - Jevgenia Kolodko, Russisch atlete
- 23 - Kevin Reynolds, Canadees kunstschaatser
- 24 - Daveigh Chase, Amerikaans actrice
- 24 - Dean Stoneman, Brits autocoureur
- 25 - Alexianne Castel, Frans zwemster
- 25 - Lieke Marsman, Nederlands dichteres
- 26 - Jean Salumu, Belgisch basketballer
- 26 - Sam van der Schot, Nederlands voetballer
- 27 - Indiana Evans, Australisch actrice
- 27 - Glory Johnson, Amerikaans basketbalster
- 27 - David Storl, Duits atleet
- 28 - Soulja Boy, Amerikaans rapper
- 28 - Sung-Hak Mun, Zuid-Koreaans autocoureur
- 29 - Ivan Lenđer, Servisch zwemmer
- 29 - Zoé van Weert, Nederlands actrice
- 30 - D-Double (Reginald Frederik), Nederlands rapper
- 30 - Yuya Horihata, Japans zwemmer
- 31 - Ruby Modine, Amerikaans actrice

### Augustus

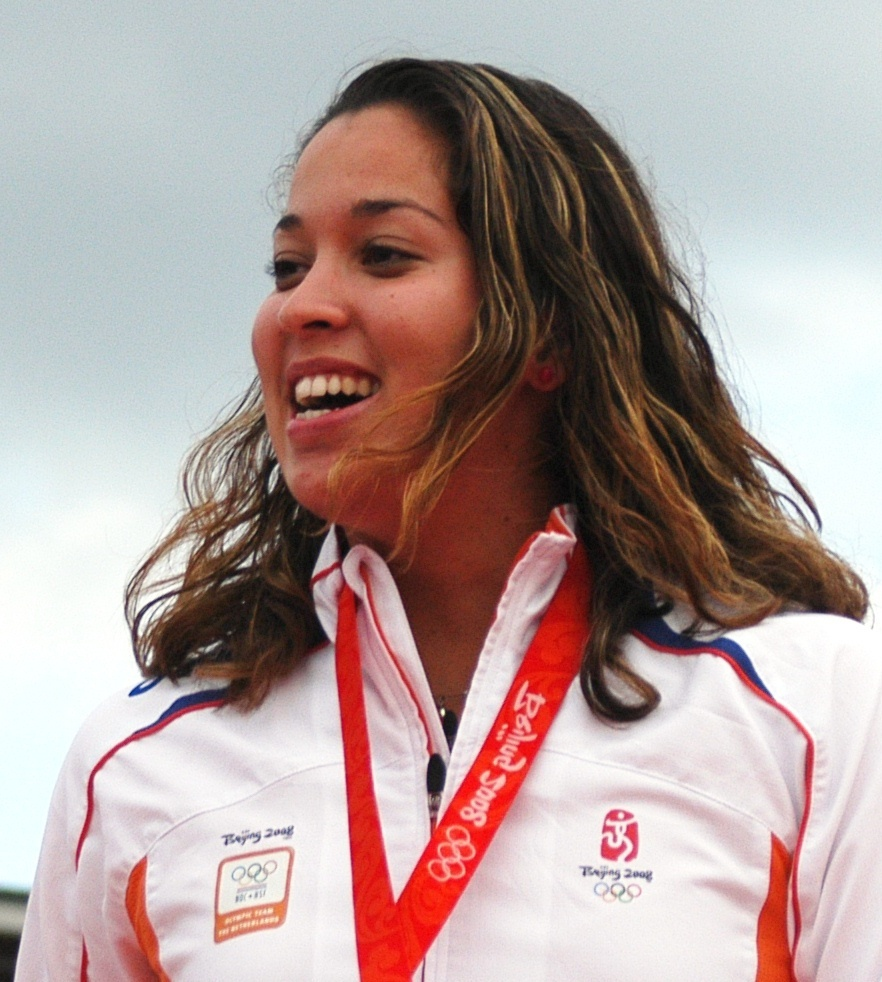
Ranomi Kromowidjojo,
geboren op 20 augustus

- 3 - Benjamin André, Frans voetballer
- 3 - Silvan Dillier, Zwitsers wielrenner
- 3 - Auriol Dongmo, Kameroens/Portugees atlete
- 3 - Jourdan Dunn, Brits model
- 3 - Bastien Midol, Frans freestyleskiër
- 3 - Haruka Tachimoto, Japans judoka
- 4 - LouiVos, Nederlands rapper
- 4 - Michael Muller, Nederlands acteur
- 5 - Gohi Bi Zoro Cyriac, Ivoriaans voetballer
- 5 - Johannes Rohrweck, Oostenrijks freestyleskiër
- 7 - Jevgeni Belov, Russisch langlaufer
- 7 - Tom Beugelsdijk, Nederlands voetballer
- 7 - Alex Brundle, Brits autocoureur
- 7 - Leslie Keijzer, Nederlands mediapersoonlijkheid en schrijfster
- 7 - Priceless, Nederlands rapper
- 7 - Anneloes van Veen, Nederlands zeilster
- 6 - Roland Alberg, Nederlands voetballer
- 6 - Nick Wilson, Nieuw-Zeelands hockeyer
- 8 - Abel Hernández, Uruguayaans voetballer
- 8 - Mari Molid, Noors handbalster
- 9 - Eugenio Alafaci, Italiaans wielrenner
- 10 - Sydney Lemmon, Amerikaans actrice
- 12 - Mario Balotelli, Italiaans voetballer van Ghanese afkomst
- 12 - Nguyễn Thị Thanh Phúc, Vietnamees atlete
- 12 - Marvin Zeegelaar, Nederlands voetballer
- 13 - Maiken Caspersen Falla, Noors langlaufster
- 14 - Ajmal Faisal, Afghaans bokser
- 14 - Pjotr Sedov, Russisch langlaufer
- 15 - Aniek van Koot, Nederlands rolstoeltennisspeelster
- 15 - Jennifer Lawrence, Amerikaans actrice
- 15 - Kennedy Nwanganga, Nigeriaans voetballer
- 15 - Danny Verbeek, Nederlands voetballer
- 16 - Rina Sawayama, Japans-Brits singer-songwriter en model
- 17 - David Zhu, Chinees autocoureur
- 18 - Clemens Schmid, Oostenrijks autocoureur
- 19 - Vladimir Krasnov, Russisch atleet
- 20 - Marissa Castelli, Amerikaans kunstschaatsster
- 20 - Ranomi Kromowidjojo, Nederlands zwemster
- 21 - Natsumi Hoshi, Japans zwemster
- 22 - Shirine Boutella, Algerijns actrice
- 22 - Margaux Farrell, Frans zwemster
- 23 - Reimond Manco, Peruaans-Venezolaans voetballer
- 23 - Luís Sá Silva, Angolees autocoureur
- 23 - Čaba Silađi, Servisch zwemmer
- 23 - Josefina Sruoga, Argentijns hockeyster
- 23 - Nguyễn Thị Thúy, Vietnamees gewichtheffer
- 23 - Kendall Wesenberg, Amerikaans skeletonster
- 25 - David Bustos, Spaans atleet
- 26 - Koen Verweij, Nederlands schaatser
- 27 - Tori Bowie, Amerikaans atlete (overleden 2023)
- 27 - Christina Curry, Nederlands model
- 27 - Luuk de Jong, Nederlands voetballer
- 27 - Marlies Schils, Belgisch atlete
- 28 - Michael Christensen, Deens autocoureur
- 28 - Bojan Krkić, Spaans voetballer van Servische afkomst
- 29 - Patrick van Aanholt, Nederlands voetballer
- 30 - Rhiannon Roberts, Welsh voetbalster
- 31 - Abera Kuma, Ethiopisch atleet

### September

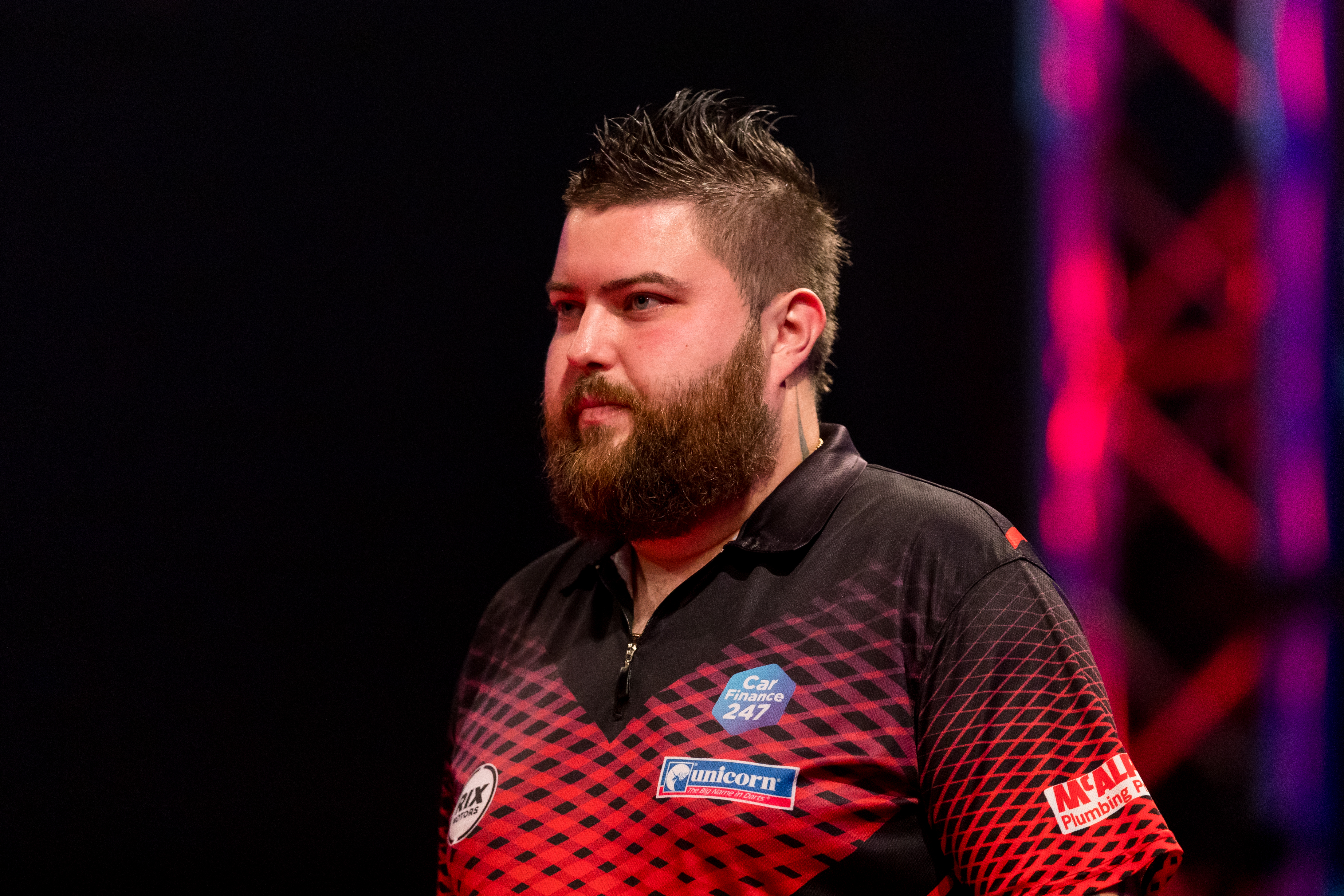
Michael Smith,
geboren op 19 september

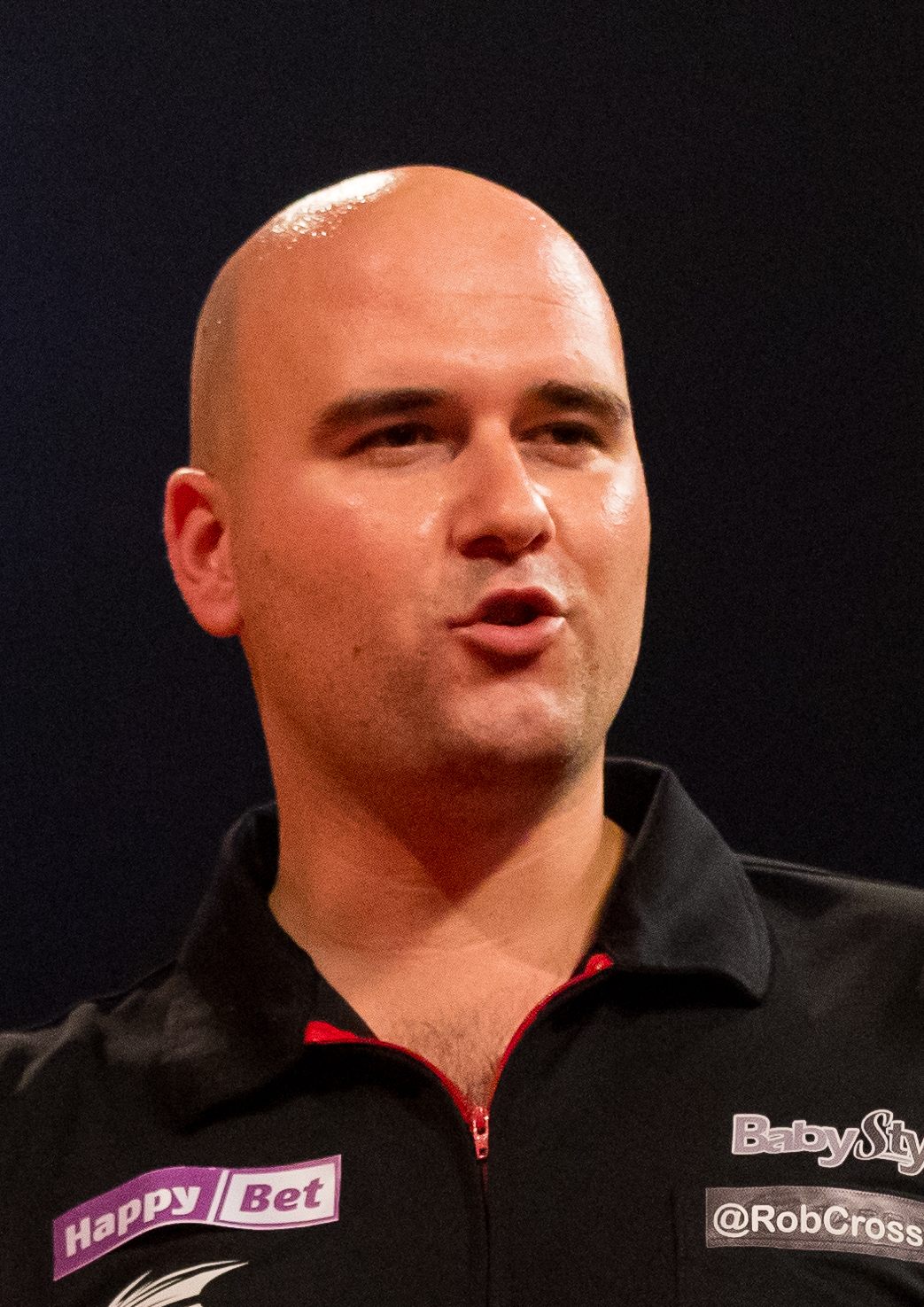
Rob Cross,
geboren op 21 september

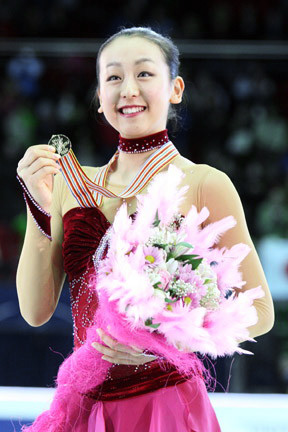
Mao Asada,
geboren op 25 september

- 1 - Luca De Aliprandini, Italiaans alpineskiër
- 1 - Mélanie René, Zwitsers zangeres
- 2 - Marcus Ericsson, Zweeds autocoureur
- 2 - Charline Van Snick, Belgisch judoka
- 3 - Joey Mense, Nederlands paralympisch sporter
- 4 - Maud Catry, Belgisch volleybalster
- 6 - Finn Hågen Krogh, Noors langlaufer
- 6 - Marco Sørensen, Deens autocoureur
- 7 - Fjodor Klimov, Russisch kunstschaatser
- 8 - Kaj Gorgels, Nederlands televisiepresentator en youtuber
- 9 - Paul Eckert, Duits freestyleskiër
- 9 - Ophélie-Cyrielle Étienne, Frans zwemster
- 9 - Melody Klaver, Nederlands actrice
- 10 - Liza Sips, Nederlands actrice
- 11 - Damjan Đoković, Kroatisch voetballer
- 11 - Igmar Felicia, Nederlands radio-dj
- 11 - Jeffrey Heesen, Nederlands zanger
- 12 - Meseret Hailu, Ethiopisch atlete
- 12 - Yuji Kunimoto, Japans autocoureur
- 13 - Jamie Anderson, Amerikaans snowboardster
- 13 - Luciano Narsingh, Nederlands voetballer
- 13 - Adam Žampa, Slowaaks alpineskiër
- 14 - Santiago García, Uruguayaans voetballer (overleden 2021)
- 14 - Belinda Hocking, Australisch zwemster
- 14 - Alex Lowes, Brits motorcoureur
- 14 - Sam Lowes, Brits motorcoureur
- 15 - Gwyneth Keyworth, Welsh actrice
- 15 - Matt Shively, Amerikaans acteur
- 17 - Jazmin Carlin, Brits zwemster
- 17 - Lelde Gasūna, Lets alpineskiester
- 17 - Josué Pesqueira, Portugees voetballer
- 17 - Rupert Svendsen-Cook, Brits autocoureur
- 18 - Michael Smith, Engels darter
- 19 - Stef Broenink, Nederlands roeier
- 19 - Joelia Dzjyma, Oekraïens biatlete
- 19 - Alex Wilson, Zwitsers atleet
- 20 - Marta Tomac, Noors handbalster
- 21 - Rob Cross, Engels darter
- 21 - Allison Scagliotti-Smith, Amerikaans actrice
- 21 - Christian Serratos, Amerikaans actrice
- 22 - Tom Davies, Engels YouTuber
- 22 - Miquel Nelom, Nederlands voetballer
- 24 - Jasmien Biebauw, Belgisch volleybalster
- 25 - Mao Asada, Japans kunstschaatsster
- 25 - Ismael Debjani, Belgisch atleet
- 25 - Ina Meschik, Oostenrijks snowboardster
- 25 - Darwin Pantoja, Colombiaans wielrenner
- 27 - Hugo Houle, Canadees wielrenner
- 27 - Sandra Ringwald, Duits langlaufster
- 28 - Zhu Qianwei, Chinees zwemster
- 28 - Patrick Reiterer, Italiaans autocoureur
- 29 - Gheorghe Grozav, Roemeens voetballer
- 30 - Dominique Aegerter, Zwitsers motorcoureur
- 30 - Alyssa Anderson, Amerikaans zwemster
- 30 - Sarah Bannier, Nederlands actrice
- 30 - Kim Seung-gyu, Zuid-Koreaans voetballer

### Oktober

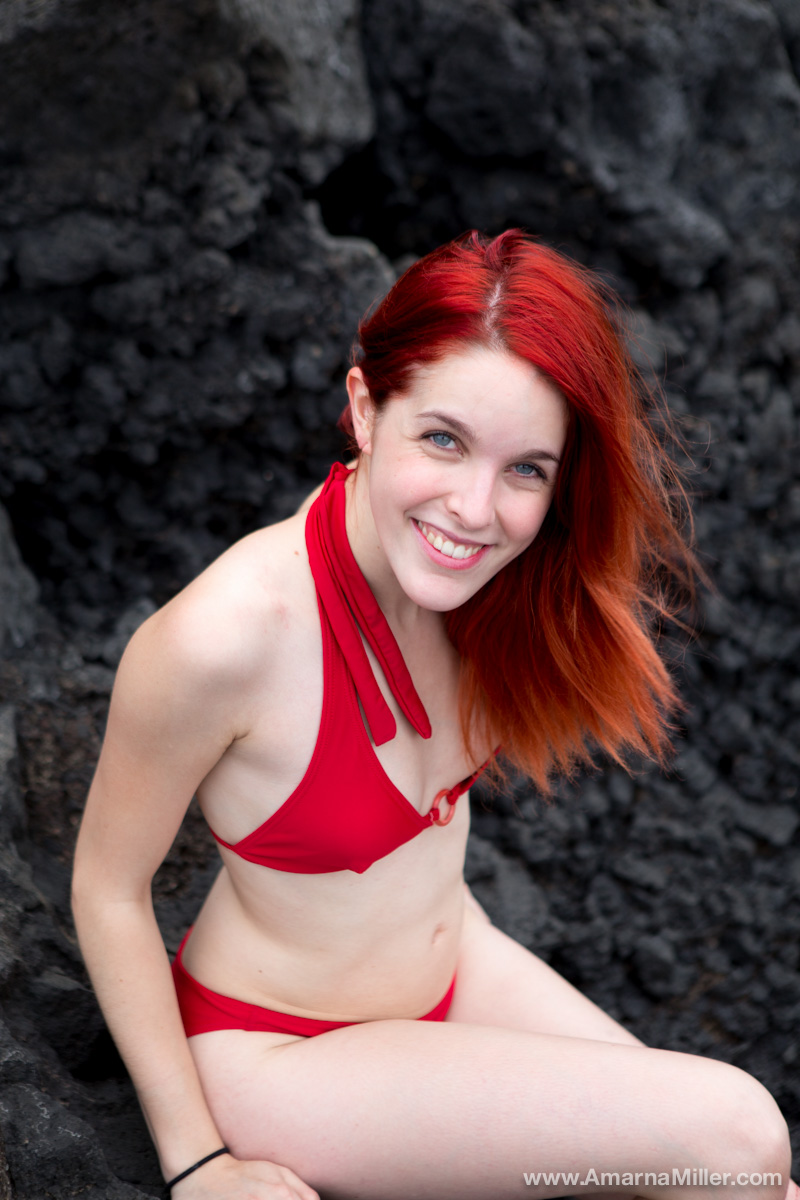
Amarna Miller,
geboren op 29 Oktober

J.I.D, geboren op 31 Oktober

- 1 - Anthony Lopes, Portugees–Frans voetballer
- 1 - Nick Marsman, Nederlands voetballer
- 2 - Marleen Stelling, Nederlands theologe en presentatrice
- 2 - Kazuki Watanabe, Japans motorcoureur
- 3 - Johan Le Bon, Frans wielrenner
- 3 - Ana-Maria Crnogorčević, Zwitsers voetbalster
- 4 - Christoph Harting, Duits atleet
- 5 - Andrea Colombo, Italiaans voetbalscheidsrechter
- 6 - Bella Hay, Nederlands zangeres en dj
- 7 - Nicole Beukers, Nederlands roeister
- 7 - Sebastián Coates, Uruguayaans voetballer
- 7 - Lauritz Schoof, Duits roeier
- 8 - Sanne Cant, Belgisch wielrenster
- 8 - Rachel Klamer, Nederlands triatlete, duatlete en atlete
- 8 - Bryan Linssen, Nederlands voetballer
- 9 - Ann-Katrin Berger, Duits voetbalster
- 12 - Manon Azem, Frans actrice
- 12 - Henri Lansbury, Engels voetballer
- 13 - Andrej Rendla, Slowaaks voetballer
- 16 - Sam Bennett, Iers wielrenner
- 16 - Jóhanna Guðrún Jónsdóttir, IJslands zangeres
- 18 - Brittney Griner, Amerikaans basketbalster
- 18 - Levan Kenia, Georgisch voetballer
- 18 - Carly Schroeder, Amerikaans actrice
- 19 - Badd Dimes, Nederlands dj
- 19 - Emma Coburn, Amerikaans atlete
- 19 - Timothy Herman, Belgisch atleet
- 20 - Guye Adola, Ethiopisch atleet
- 20 - Siso Cunill, Spaans-Brits autocoureur
- 20 - Qi Guangpu, Chinees freestyleskiër
- 20 - Viktor Kopijevskyj, Oekraïens voetbalscheidsrechter
- 21 - Rivkah op het Veld, Nederlands sportpresentatrice
- 22 - Jonathan Lipnicki, Amerikaans acteur
- 23 - Gjermund Bråten, Noors snowboarder
- 23 - Violah Jepchumba, Keniaans-Bahreins atlete
- 23 - McRae Williams, Amerikaans freestyleskiër
- 24 - Federica Sanfilippo, Italiaans biatlete
- 26 - Tatjana Akimova, Russisch biatlete
- 26 - Bae Youn-joo, Zuid-Koreaans badmintonster
- 26 - Ilka Štuhec, Sloveens alpineskiester
- 29 - Amarna Miller, Spaans actrice
- 29 - Eric Saade, Zweeds zanger en presentator
- 29 - Carlson Young, Amerikaans actrice en regisseuse
- 31 - JID, Amerikaans zanger-rapper

### November

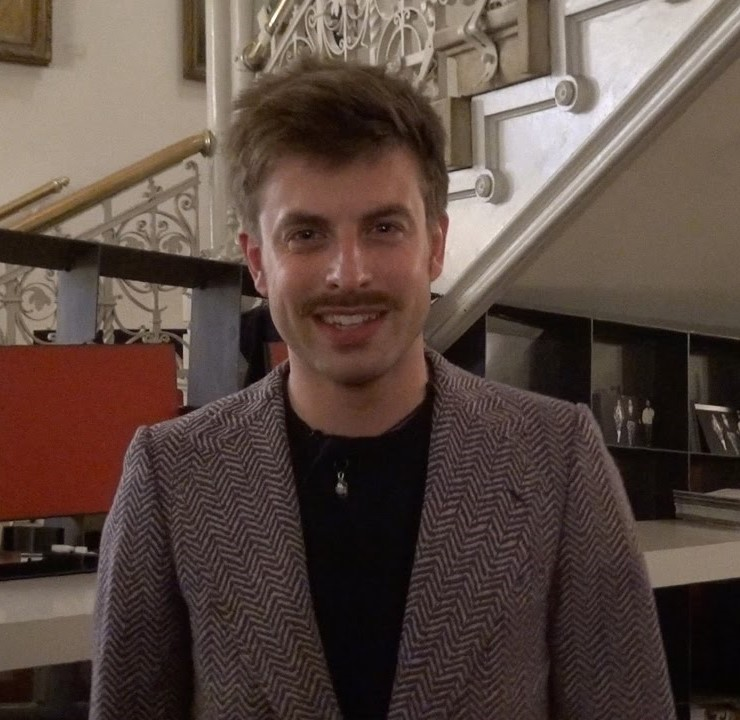
Joost Oomen,
geboren op 18 november

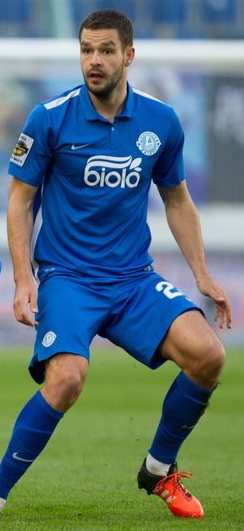
Jevhen Sjachov,
geboren op 30 november

- 1 - Šárka Pančochová, Tsjechisch snowboardster
- 2 - Brennan Morris, Amerikaans zwemmer
- 2 - Kendall Schmidt, Amerikaans acteur, zanger en danser
- 3 - Zhou Yanxin, Chinees zwemster
- 5 - Lotte Denoo, Belgisch judoka
- 6 - André Schürrle, Duits voetballer
- 7 - Daniel Sánchez Ayala, Spaans voetballer
- 8 - Roy Bakkenes, Nederlands voetballer
- 8 - SZA (= Solána Iwani Rowe), Amerikaans R&B-zangeres
- 8 - Yang Shin-young, Zuid-Koreaans langebaanschaatsster en voormalig shorttrackster
- 10 - Mireia Belmonte, Spaans zwemster
- 11 - Tom Dumoulin, Nederlands wielrenner
- 11 - Chantal Molenkamp, Nederlands zwemster
- 11 - Georginio Wijnaldum, Nederlands voetballer
- 12 - Florent Manaudou, Frans zwemmer
- 12 - Harmeet Singh, Noors voetballer
- 15 - Lukáš Krpálek, Tsjechisch judoka
- 15 - Lonneke Slöetjes, Nederlands volleybalster
- 18 - Joost Oomen, Nederlands dichter en schrijver
- 18 - Kira Walkenhorst, Duits beachvolleybalster
- 19 - Sacha Theocharis, Frans freestyleskiër
- 20 - Aleksandra Król, Pools snowboardster
- 21 - Nigel Hasselbaink, Nederlands voetballer
- 22 - Jelena Prosteva, Russisch skiester
- 23 - Mihály Káprály, Hongaars voetbalscheidsrechter
- 23 - Aljona Leonova, Russisch kunstschaatsster
- 24 - Tom Odell, Brits singer-songwriter
- 26 - Reut Alush, Israëlisch actrice
- 26 - Rita Ora, Brits zangeres en actrice
- 28 - Gianmarco Raimondo, Canadees autocoureur
- 28 - Bradley Smith, Brits motorcoureur
- 29 - Sam Keeley, Iers acteur
- 30 - Noelle Barahona, Chileens alpineskiester
- 30 - Magnus Carlsen, Noors schaker
- 30 - Marc Goos, Nederlands wielrenner
- 30 - Tim Phillips, Amerikaans zwemmer
- 30 - Jevhen Sjachov, Oekraïens voetballer

### December

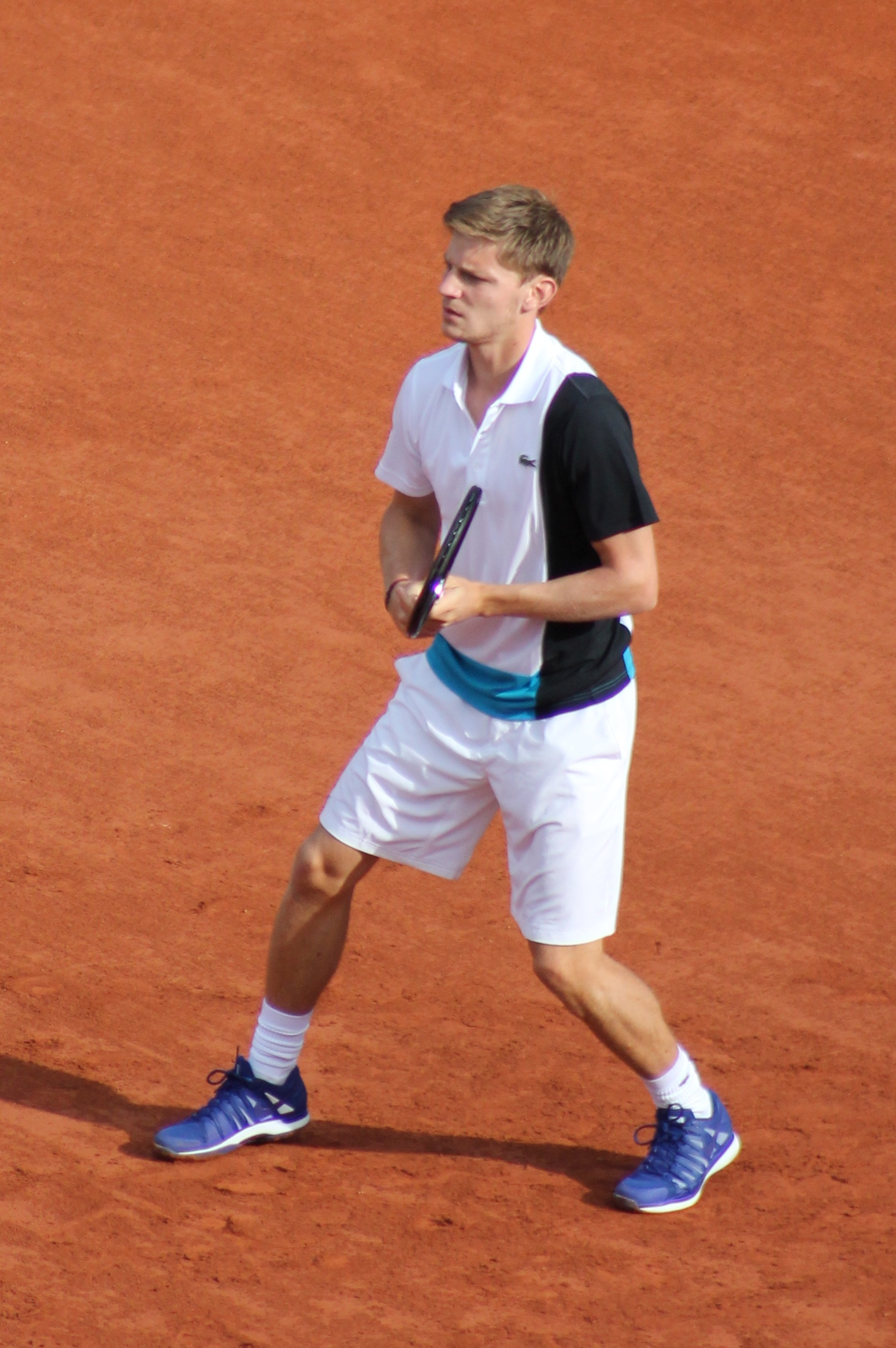
David Goffin,
geboren op 7 december

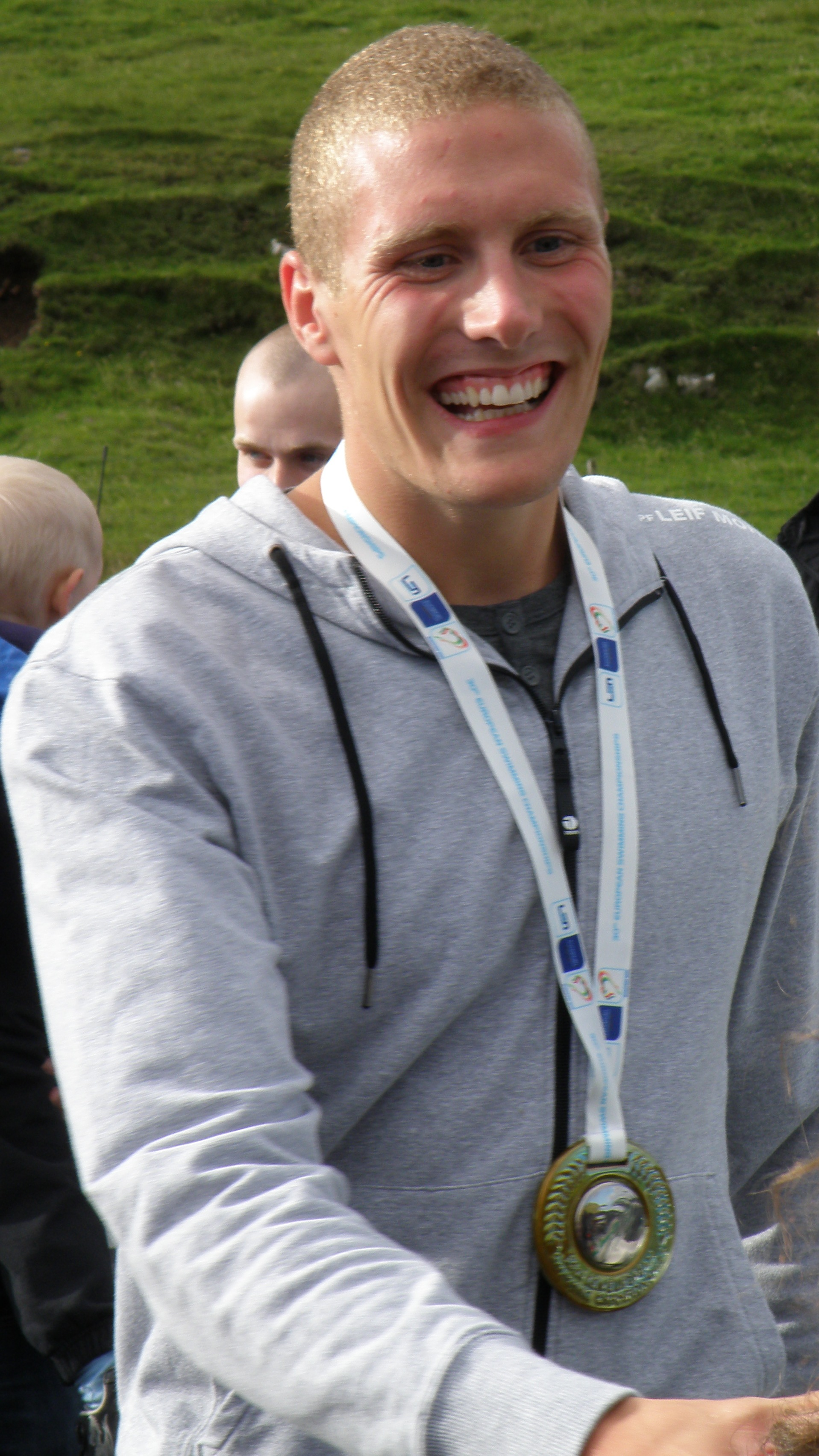
Pál Joensen,
geboren op 10 december

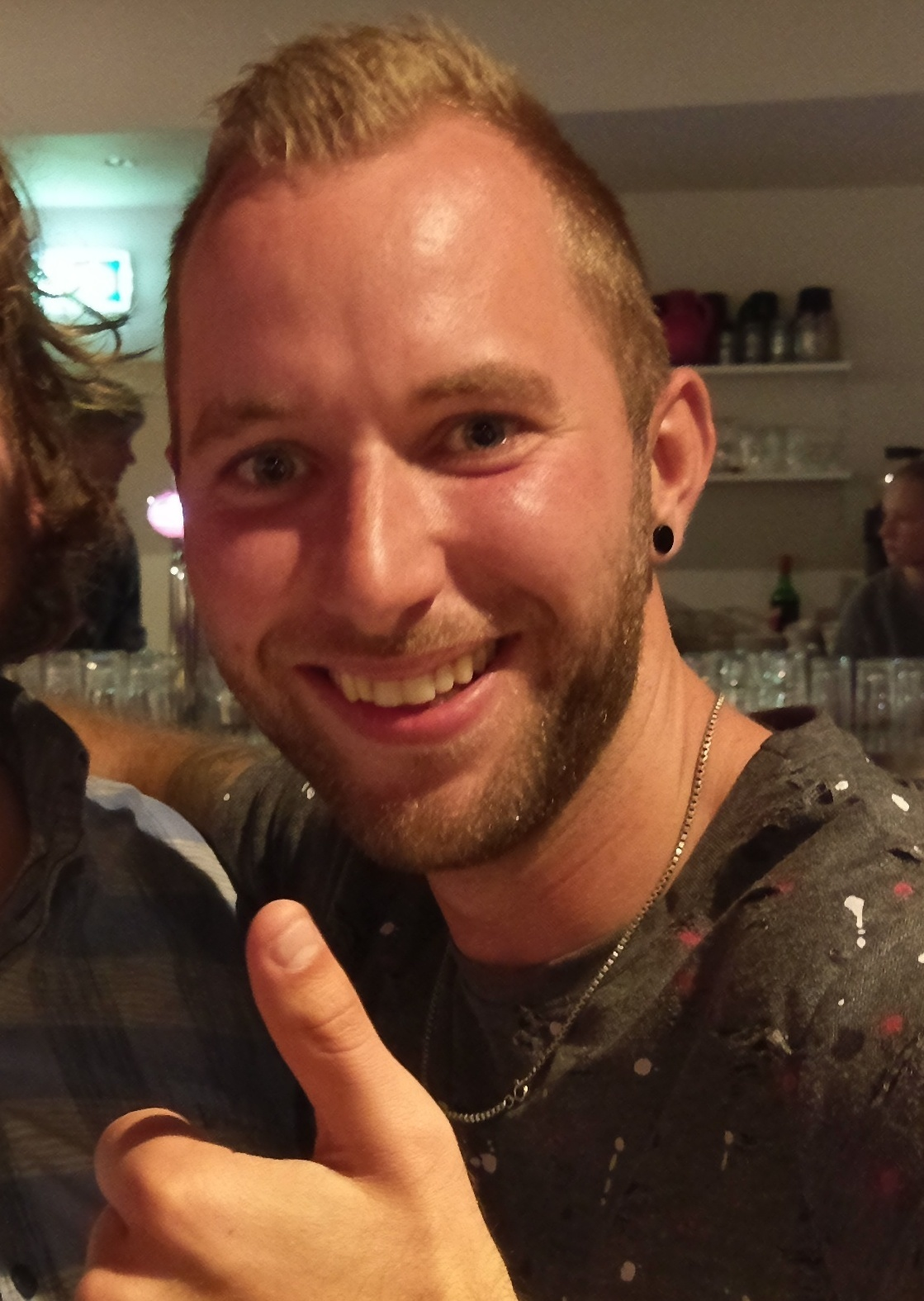
Danny Noppert,
geboren op 31 december

- 1 - Axelle Dauwens, Belgisch atlete
- 1 - Katherine Copeland, Brits roeister
- 1 - Shiho Sakai, Japans zwemster
- 2 - Simon Schürch, Zwitsers roeier
- 3 - Nick Yelloly, Brits autocoureur
- 5 - Adel Mechaal, Marokkaans-Spaans atleet
- 6 - Tamira Paszek, Oostenrijks tennisspeelster
- 7 - David Goffin, Belgisch tennisser
- 7 - Renate Jansen, Nederlands voetbalster
- 9 - Debbie Bont, Nederlands handbalster
- 9 - Joya Mooi, Nederlands-Zuid-Afrikaanse zangeres, liedschrijver en muziekproducent
- 10 - Pál Joensen, Faeröers zwemmer
- 10 - Shoya Tomizawa, Japans motorcoureur (overleden 2010)
- 11 - Abebech Afework, Ethiopisch atlete
- 11 - Marco Orsi, Italiaans zwemmer
- 12 - Krista Lähteenmäki, Fins langlaufster
- 12 - Sisay Lemma - Ethiopisch atleet
- 13 - Johannes Laaksonen, Fins voetballer
- 13 - Arantxa Rus, Nederlands tennisspeelster
- 17 - Henri Anier, Estisch voetballer
- 17 - Poke, Nederlands rapper
- 18 - Fabian Rießle, Duits noordse combinatieskiër
- 20 - Jimmy Clairet, Frans autocoureur
- 20 - Kaspars Dubra, Lets voetballer
- 20 - JoJo, Amerikaans zangeres
- 21 - Yvette Broch, Nederlands handbalster
- 21 - Ioannis Fetfatzidis, Grieks voetballer
- 22 - Ilse Kraaijeveld, Nederlands zwemster
- 22 - Jean-Baptiste Maunier, Frans acteur
- 22 - Josef Newgarden, Amerikaans autocoureur
- 22 - Paul Tanui, Keniaans atleet
- 23 - Jaap van Duijn, Nederlands voetballer
- 23 - Anna Maria Perez de Taglé, Amerikaans actrice
- 24 - Brigetta Barrett, Amerikaans atlete
- 24 - Michael Lewis, Amerikaans autocoureur
- 24 - Thomas Van Der Plaetsen, Belgisch atleet
- 24 - Chris Windom, Amerikaans autocoureur
- 25 - Ramona Bachmann, Zwitsers voetbalster
- 26 - Aaron Ramsey, Welsh voetballer
- 28 - Ayele Abshero, Ethiopisch atleet
- 28 - David Archuleta, Amerikaans singer-songwriter
- 27 - Morgane Coston, Frans wielrenster
- 28 - Nevena Ignjatović, Servisch alpineskiester
- 28 - Marit Dopheide, Nederlands atlete
- 28 - Bastiaan Lijesen, Nederlands zwemmer
- 29 - Tommaso D'Orsogna, Australisch zwemmer
- 30 - Dương Thị Việt Anh, Vietnamees atlete
- 31 - Patrick Chan, Canadees kunstschaatser
- 31 - Camilo Echevarría, Argentijns autocoureur
- 31 - Zhao Jing, Chinees zwemster
- 31 - Danny Noppert, Nederlands darter

### datum onbekend
- Nana Adjoa, Nederlands-Ghanese singer-songwriter en multi-instrumentalist
- Lamyae Aharouay, Nederlands journalist, presentator, columnist en radiopresentator
- Maddy Janssen, Nederlands presentatrice
- Jairzinho Winter, Nederlands rapper en muziekmanager

## Weerextremen in België
- 25 januari: Windstoten in Bevekom tot 168 km/h: de hoogste waarde van de eeuw.
- 3 februari: Zware storm met rukwinden tot 122 km/h in Bierset en tot 131 km/h in Saint-Hubert.
- 24 februari: Maximumtemperatuur in Elsenborn (Bütgenbach): 17,0 °C.
- 26 februari: Zware storm met windstoten tot 140 km/h in Koksijde en in Zaventem en tot 159 km/h in Bierset, met belangrijke schade in heel het land.
- 28 februari: Zware storm met windstoten tot 151 km/h in Bierset, met belangrijke schade in heel het land.
- februari: Februari met hoogste gemiddelde maximumtemperatuur: 11,6 °C (normaal 6,2 °C).
- februari: Februari met hoogste gemiddelde temperatuur: 7,9 °C (normaal 3,5 °C).
- februari: Februari met hoogste gemiddelde windsnelheid: 6,3 m/s (normaal 4 m/s).
- winter: Na 2007 winter met hoogste gemiddelde temperatuur: 6,1 °C (normaal 3,5 °C).
- 17 maart: Maximumtemperatuur in Rochefort: 23,2 °C
- 18 maart: Maximumtemperaturen aan de kust: tot 22,4 °C in het Zwin (Knokke-Heist).
- lente: Na 1893 lente met hoogste zonneschijnduur: 637,2 (normaal 545,9 u).
- 4 augustus: Temperatuurmaxima tot 36,4 °C in Lanaken, 37,0 °C in Wasmuel (Quaregnon).
- 14 augustus: Sedert 8 juli is er slechts 1,9 mm regen gevallen in Ukkel.
- augustus: Augustus met laagste gemiddelde windsnelheid: 2,1 m/s (normaal 3,1 m/s).
- 12 oktober: In vallei van de Lesse: minimumtemperatuur −0,4 °C en maximumtemperatuur 25,4 °C. Dit is een temperatuurverschil van 25,8 °C in één dag.
- 11 december: IJzel stuurt verkeer in de war in verschillende streken van het land.

Bron: KMI Gegevens Ukkel 1901-2003 met aanvullingen 